# UEFA Europa Conference League 2023/24
De UEFA Europa Conference League 2023/2024 was de derde editie van de derde Europese voetbalcompetitie voor clubs die georganiseerd wordt door de UEFA.
De finale werd gespeeld in het Agia Sofiastadion in Athene, Griekenland en met 1–0 gewonnen door Olympiakos Piraeus tegen ACF Fiorentina. West Ham United was de titelhouder. Olympiakos Piraeus kwalificeerde zich als winnaar van de UEFA Europa Conference League 2023/24 automatisch voor de groepsfase van de UEFA Europa League 2024/25.
Deze editie was het laatste seizoen met de opzet van 32 clubs die deelnamen aan de groepsfase, nadat de UEFA had aangekondigd dat er een nieuwe opzet zou worden geïntroduceerd voor de volgende editie.

## Opzet
- De winnaar van de voorgaande Europa Conference League kwalificeerde zich voor de groepsfase van de Europa League.
- Geen enkel team was rechtstreeks geplaatst voor de groepsfase, ze moesten eerst een voorronde spelen of stroomden in vanuit de play-offs van de Europa League.

## Algemene informatie

### Deelnemers per land
Een totaal van 178 teams uit de nationale competities van de 55 UEFA-lidstaten nemen deel aan deze editie van de Conference League (met uitzondering van Rusland, teams uit dit land werden uitgesloten van deelname wegens de Russische invasie van Oekraïne). De nationale competities van deze landen worden op basis van de coëfficiënten gerangschikt om het aantal deelnemende teams per competitie te bepalen.
- Van de bonden 1-5 kwalificeerde zich één team.
- Van de bonden 6-16 (met uitzondering van Rusland) en 51-55 kwalificeerden zich twee teams.
- Van de bonden 17-50 (met uitzondering van Liechtenstein) kwalificeerden zich drie teams.
- 18 teams die zijn uitgeschakeld in de UEFA Champions League 2023/24 en 25 teams die zijn uitgeschakeld in de UEFA Europa League 2023/24 worden overgeheveld naar de Europa Conference League.

### Rangschikking van de nationale competities
Voor de UEFA Conference League 2023/24 krijgen de nationale competities plaatsen toegewezen op basis van de UEFA-landcoëfficiënten uit 2022, waarbij rekening wordt gehouden met hun prestaties in Europese competities vanaf het seizoen 2017/18 tot en met seizoen 2021/22.
- (CL) – Extra plek via de UEFA Champions League.
- (EL) – Extra plek via de UEFA Europa League.

| Nr. | Land                | Coeff.  | Clubs | Bijz.  |
| --- | ------------------- | ------- | ----- | ------ |
| 01  | Engeland            | 106.641 | 1     |        |
| 02  | Spanje              | 096.141 | 1     | +1(EL) |
| 03  | Italië              | 076.902 | 1     |        |
| 04  | Duitsland           | 073.570 | 1     |        |
| 05  | Frankrijk           | 060.081 | 1     |        |
| 06  | Portugal            | 053.382 | 2     |        |
| 07  | Nederland           | 049.300 | 2     | +1(EL) |
| 08  | Oostenrijk          | 038.850 | 2     | +1(EL) |
| 09  | Schotland           | 036.900 | 2     | +1(EL) |
| 10  | Rusland [Bijz. RUS] | 034.482 | 0     |        |
| 11  | Servië              | 033.375 | 2     | +1(EL) |
| 12  | Oekraïne            | 031.800 | 2     | +2(EL) |
| 13  | België              | 030.600 | 2     | +2(EL) |
| 14  | Zwitserland         | 029.675 | 2     | +2(EL) |
| 15  | Griekenland         | 028.200 | 2     | +1(EL) |
| 16  | Tsjechië            | 027.800 | 2     |        |
| 17  | Noorwegen           | 027.250 | 3     | +1(EL) |
| 18  | Denemarken          | 027.175 | 3     |        |
| 19  | Kroatië             | 027.150 | 3     | +1(EL) |

| Nr. | Land                  | Coeff. | Clubs | Bijz.  |
| --- | --------------------- | ------ | ----- | ------ |
| 20  | Turkije               | 27.100 | 3     |        |
| 21  | Cyprus                | 26.375 | 3     |        |
| 22  | Israël                | 24.375 | 3     | +1(EL) |
| 23  | Zweden                | 22.875 | 3     |        |
| 24  | Bulgarije             | 19.500 | 3     | +1(EL) |
| 25  | Roemenië              | 17.150 | 3     | +1(CL) |
| 26  | Azerbeidzjan          | 17.000 | 3     |        |
| 27  | Hongarije             | 16.375 | 3     | +1(CL) |
| 28  | Polen                 | 15.875 | 3     |        |
| 29  | Kazachstan            | 15.750 | 3     | +1(EL) |
| 30  | Slowakije             | 15.625 | 3     | +1(EL) |
| 31  | Slovenië              | 15.000 | 3     | +1(EL) |
| 32  | Wit-Rusland           | 12.500 | 3     | +1(EL) |
| 33  | Moldavië              | 11.250 | 3     |        |
| 34  | Litouwen              | 10.000 | 3     | +1(EL) |
| 35  | Bosnië en Herzegovina | 09.125 | 3     | +1(EL) |
| 36  | Finland               | 08.875 | 3     | +1(EL) |
| 37  | Luxemburg             | 08.750 | 3     | +1(CL) |

| Nr. | Land            | Coeff. | Clubs | Bijz.  |
| --- | --------------- | ------ | ----- | ------ |
| 38  | Letland         | 08.625 | 3     | +1(CL) |
| 39  | Kosovo          | 8.166  | 3     | +1(CL) |
| 40  | Ierland         | 8.125  | 3     | +1(CL) |
| 41  | Armenië         | 8.125  | 3     | +1(CL) |
| 42  | Noord-Ierland   | 8.083  | 3     | +1(CL) |
| 43  | Albanië         | 8.000  | 3     | +1(CL) |
| 44  | Faeröer         | 7.250  | 3     | +1(EL) |
| 45  | Estland         | 7.041  | 3     | +1(CL) |
| 46  | Malta           | 7.000  | 3     | +1(CL) |
| 47  | Georgië         | 7.000  | 3     | +1(CL) |
| 48  | Noord-Macedonië | 7.000  | 3     | +1(CL) |
| 49  | Liechtenstein   | 6.500  | 1     |        |
| 50  | Wales           | 5.500  | 3     | +1(CL) |
| 51  | Gibraltar       | 5.416  | 2     | +1(CL) |
| 52  | IJsland         | 5.375  | 2     | +1(EL) |
| 53  | Montenegro      | 4.875  | 2     | +1(CL) |
| 54  | Andorra         | 4.665  | 2     | +1(CL) |
| 55  | San Marino      | 1.332  | 2     | +1(CL) |

### Data lotingen
Alle lotingen, op die van de groepsfase na, vinden plaats in het UEFA-hoofdkantoor in Nyon, Zwitserland. De wedstrijden zijn gepland voor de donderdag, maar kunnen uitzonderlijk ook op de dinsdag of de woensdag plaatsvinden als er planningsconflicten zijn. De geplande starttijden zijn 16.30 uur (voor een beperkt aantal wedstrijden), 18.45 uur en 21.00 uur.
| Fase          | Ronde                    | Datum loting     | Heenwedstrijd                                                | Terugwedstrijd                                               |
| ------------- | ------------------------ | ---------------- | ------------------------------------------------------------ | ------------------------------------------------------------ |
| Kwalificatie  | Eerste kwalificatieronde | 20 juni 2023     | 12 en 13 juli 2023                                           | 18 en 20 juli 2023                                           |
| Kwalificatie  | Tweede kwalificatieronde | 21 juni 2023     | 25, 26 en 27 juli 2023                                       | 1, 2 en 3 augustus 2023                                      |
| Kwalificatie  | Derde kwalificatieronde  | 24 juli 2023     | 9 en 10 augustus 2023                                        | 16 en 17 augustus 2023                                       |
| Play-offs     | Play-offronde            | 7 augustus 2023  | 23 en 24 augustus 2023                                       | 31 augustus 2023                                             |
| Groepsfase    | Wedstrijddag 1           | 1 september 2023 | 20 en 21 september 2023                                      | 20 en 21 september 2023                                      |
| Groepsfase    | Wedstrijddag 2           | 1 september 2023 | 5 oktober 2023                                               | 5 oktober 2023                                               |
| Groepsfase    | Wedstrijddag 3           | 1 september 2023 | 26 oktober 2023                                              | 26 oktober 2023                                              |
| Groepsfase    | Wedstrijddag 4           | 1 september 2023 | 9 november 2023                                              | 9 november 2023                                              |
| Groepsfase    | Wedstrijddag 5           | 1 september 2023 | 30 november 2023                                             | 30 november 2023                                             |
| Groepsfase    | Wedstrijddag 6           | 1 september 2023 | 14 december 2023                                             | 14 december 2023                                             |
| Knock-outfase | Tussenronde              | 18 december 2023 | 15 februari 2024                                             | 21 en 22 februari 2024                                       |
| Knock-outfase | Achtste finales          | 23 februari 2024 | 7 maart 2024                                                 | 14 maart 2024                                                |
| Knock-outfase | Kwartfinales             | 15 maart 2024    | 11 april 2024                                                | 18 april 2024                                                |
| Knock-outfase | Halve finales            | 15 maart 2024    | 2 mei 2024                                                   | 9 mei 2024                                                   |
| Knock-outfase | Finale                   | 15 maart 2024    | 29 mei 2024 in het Agia Sofiastadion in Athene, Griekenland. | 29 mei 2024 in het Agia Sofiastadion in Athene, Griekenland. |

## Teams
De deelnemende teams gesorteerd op de fase waarin ze het toernooi instroomden.
| Tussenronde                                | Tussenronde                  | Tussenronde                | Tussenronde              |
| ------------------------------------------ | ---------------------------- | -------------------------- | ------------------------ |
| Real Betis (EL)                            | Sturm Graz (EL)              | Servette FC (EL)           | Molde FK (EL)            |
| Ajax (EL)                                  | Union Sint-Gillis (EL)       | Olympiakos Piraeus (EL)    | Maccabi Haifa (EL)       |
| Groepsfase                                 |                              |                            |                          |
| Aberdeen FC (EL PO)                        | FC Lugano (EL PO)            | Slovan Bratislava (EL PO)  | KÍ Klaksvík (EL PO)      |
| FK Čukarički (EL PO)                       | Dinamo Zagreb (EL PO)        | Olimpija Ljubljana (EL PO) |                          |
| Zorja Loehansk (EL PO)                     | PFK Loedogorets (EL PO)      | Zrinjski Mostar (EL PO)    |                          |
| Play-offronde                              |                              |                            |                          |
| Kampioenen                                 | Kampioenen                   | Niet-kampioenen            | Niet-kampioenen          |
| Astana FK (EL Q3)                          | Breiðablik Kópavogur (EL Q3) | Aston Villa                | Lille OSC                |
| BATE Borisov (EL Q3)                       |                              | Osasuna                    | SK Dnipro-1 (EL Q3)      |
| FK Žalgiris (EL Q3)                        | ACF Fiorentina               | KRC Genk (EL Q3)           |                          |
| HJK Helsinki (EL Q3)                       | Eintracht Frankfurt          |                            |                          |
| Derde kwalificatieronde                    |                              |                            |                          |
| Kampioenen                                 | Niet-kampioenen              | Niet-kampioenen            | Niet-kampioenen          |
|                                            | FC Arouca                    | FK Rostov [Bijz. RUS]      | FC Nordsjælland          |
| AZ                                         | FK Partizan                  | HNK Hajduk Split           |                          |
| Rapid Wien                                 | Dynamo Kiev                  |                            |                          |
| Heart of Midlothian                        | SK Brann                     |                            |                          |
| Tweede kwalificatieronde                   |                              |                            |                          |
| Kampioenen                                 | Niet-kampioenen              | Niet-kampioenen            | Niet-kampioenen          |
| FCV Farul Constanța (CL Q1)                | Vitória SC                   | HNK Rijeka                 | Sabah FC                 |
| Ferencvárosi TC (CL Q1)                    | FC Twente                    | Fenerbahçe SK              | Neftçi Bakoe             |
| Swift Hesperange (CL Q1)                   | Austria Wien                 | Beşiktaş JK                | Zalaegerszegi TE         |
| Valmiera FC (CL Q1)                        | Hibernian FC                 | Adana Demirspor            | Kecskeméti TE            |
| KF Ballkani (CL Q1)                        | Achmat Grozny [Bijz. RUS]    | Omonia Nicosia             | Debreceni VSC            |
| Shamrock Rovers (CL Q1)                    | FK Vojvodina                 | APOEL Nicosia              | Legia Warschau           |
| FC Urartu (CL Q1)                          | Vorskla Poltava              | AEK Larnaca                | Lech Poznań              |
| Larne FC (CL Q1)                           | Club Brugge                  | Beitar Jeruzalem           | Pogoń Szczecin           |
| Partizan Tirana (CL Q1)                    | KAA Gent                     | Hapoel Beër Sjeva          | Ordabası FK Şımkent      |
| Flora Tallinn (CL Q1)                      | FC Luzern                    | Maccabi Tel-Aviv           | Aqtöbe FK                |
| Ħamrun Spartans (CL Q1)                    | FC Basel                     | Djurgårdens IF             | Spartak Trnava           |
| FC Dinamo Tbilisi (CL Q1)                  | PAOK Saloniki                | Hammarby IF                | NK Celje                 |
| FK Struga (CL Q1)                          | Aris Saloniki                | Kalmar FF                  | Tarpeda-BelAZ Zjodzina   |
| The New Saints FC (CL Q1)                  | FC Viktoria Pilsen           | CSKA Sofia                 | FC Petrocub Hîncești     |
| Lincoln Red Imps FC (CL Q1)                | FC Bohemians 1905 Praag      | FK CSKA 1948 Sofia         | FK Kauno Žalgiris        |
| FK Budućnost Podgorica (CL VR)             | FK Bodø/Glimt                | Levski Sofia               | FK Borac Banja Luka      |
| Atlètic Club d'Escaldes (CL VR)            | Rosenborg BK                 | Sepsi OSK                  | Kuopion Palloseura       |
| SP Tre Penne (CL VR)                       | Aarhus GF                    | FCSB                       | FC Differdange 03        |
|                                            | FC Midtjylland               | CFR Cluj                   | FK Auda                  |
| NK Osijek                                  | Qäbälä PFK                   | FC Drita                   |                          |
| Eerste kwalificatieronde (niet-kampioenen) |                              |                            |                          |
| Tobyl Qostanay                             | F91 Dudelange                | KS Vllaznia Shkodër        | FC Vaduz                 |
| DAC 1904 Dunajská Streda                   | Riga FC                      | Víkingur Gøta              | Connah's Quay Nomads     |
| MŠK Žilina                                 | FK RFS                       | HB Tórshavn                | Penybont FC              |
| NK Maribor                                 | KF Gjilani                   | B36 Tórshavn               | Haverfordwest County AFC |
| NK Domžale                                 | KF Dukagjini                 | JK Narva Trans             | FC Bruno’s Magpies       |
| FK Dinamo Minsk                            | Derry City FC                | FCI Levadia Tallinn        | Europa FC                |
| Neman Grodno                               | Dundalk FC                   | Paide Linnameeskond        | Víkingur Reykjavík       |
| FC Zimbru Chisinau                         | St. Patrick's Athletic FC    | Birkirkara FC              | KA Akureyri              |
| FC Milsami Orhei                           | FC Pjoenik Jerevan           | Gzira United               | FK Sutjeska Nikšić       |
| FK Panevėžys                               | FC Ararat-Armenia            | Balzan FC                  | FK Arsenal Tivat         |
| FC Hegelmann                               | FA Alasjkert                 | Torpedo Koetaisi           | Inter Club d'Escaldes    |
| FK Željezničar Sarajevo                    | Crusaders FC                 | Dinamo Batoemi             | FC Santa Coloma          |
| FK Sarajevo                                | Linfield FC                  | Dila Gori                  | SS Cosmos                |
| FC Honka Espoo                             | Glentoran FC                 | Makedonija GP              | SP La Fiorita            |
| Haka Valkeakoski                           | KS Egnatia                   | KF Shkupi                  |                          |
| Progrès Niederkorn                         | KF Tirana                    | FK Shkëndija 79 Tetovo     |                          |

| Legenda    | Legenda                                                                              |
| Aanduiding | Betekenis                                                                            |
| ---------- | ------------------------------------------------------------------------------------ |
| (CL VR)    | Ingestroomd na uitschakeling in de voorronde van de Champions League.                |
| (CL Q1)    | Ingestroomd na uitschakeling in de eerste kwalificatieronde van de Champions League. |
| (EL Q3)    | Ingestroomd na uitschakeling in de derde kwalificatieronde van de Europa League.     |
| (EL PO)    | Ingestroomd na uitschakeling in de play-offronde van de Europa League.               |
| (EL)       | Ingestroomd na 3e te zijn geworden in de groepsfase van de Europa League.            |

 - Rusland (RUS): Op 28 februari 2022 maakten de FIFA en de UEFA in een gezamenlijk statement bekend dat alle teams uit Rusland (dus ook de nationale ploegen) tot nader order geschorst zijn, vanwege de Russische invasie in Oekraïne. Op 2 mei 2022 verlengde de UEFA deze schorsing voor het seizoen 2022/23 en 2023/24.

## Kwalificatiefase
De UEFA hanteert de volgende voorwaarden bij de lotingen.
- Clubs uit de landen Servië en Kosovo kunnen niet tegen elkaar loten. Dit geldt ook voor de landen Bosnië en Herzegovina en Kosovo, maar ook voor Armenië en Azerbeidzjan en Armenië en Turkije.

 Opmerking: Mochten deze voorwaarden zich toch voordoen, dan wordt er geschoven met de wedstrijden om toch een juiste loting te krijgen.
- Bij de lotingen wordt op basis van de UEFA Clubcoëfficiënt een lijst opgemaakt met geplaatste en ongeplaatste clubs, daarbij wordt een geplaatste club gekoppeld aan een ongeplaatste club, tenzij er alleen nog maar geplaatste of ongeplaatste clubs over zijn. In dat geval wordt de loting open. Deze lijst wordt in een aantal gevallen weer onderverdeeld in groepen om de loting zo snel en makkelijk mogelijk te laten verlopen. Deze groepen worden via een voorloting bepaald.
- De wedstrijden vanaf de eerste kwalificatieronde worden over twee wedstrijden gespeeld (heen en terug).
- Bij een gelijke eindstand over twee wedstrijden wordt er overgegaan op het spelen van een verlenging en als dat nodig is een strafschoppenserie.

### Eerste kwalificatieronde
Aan de eerste kwalificatieronde deden 62 clubs mee. De loting vond plaats op 20 juni 2023. De heenwedstrijden werden gespeeld op 12 en 13 juli, de terugwedstrijden op 18 en 20 juli 2023.
| Team 1                   | Tot.                 | Team 2                 | 1e wedstr. | 2e wedstr.   |
| ------------------------ | -------------------- | ---------------------- | ---------- | ------------ |
| Sutjeska Nikšić          | 2 – 1                | Cosmos                 | 1 – 0      | 1 – 1        |
| NK Domžale               | 4 – 5 *              | Balzan                 | 1 – 4      | 3 – 1 (n.v.) |
| FC Vaduz                 | 2 – 3                | Neman Grodno           | 1 – 2      | 1 – 1        |
| Ararat-Armenia           | 5 – 5 (4 – 2 pen.)   | Egnatia                | 1 – 1      | 4 – 4 (n.v.) |
| Torpedo Koetaisi         | 3 – 3 (4 – 2 pen.)   | FK Sarajevo            | 2 – 2      | 1 – 1 (n.v.) |
| Alasjkert                | 7 – 2                | Arsenal Tivat          | 1 – 1      | 6 – 1        |
| FK Željezničar           | 4 – 3                | Dinamo Minsk           | 2 – 2      | 2 – 1        |
| La Fiorita               | 1 – 2                | Zimbru Chisinau        | 1 – 1      | 0 – 1        |
| NK Maribor               | 3 – 2                | Birkirkara             | 1 – 1      | 2 – 1        |
| KF Tirana                | 3 – 2                | Dinamo Batoemi         | 1 – 1      | 2 – 1        |
| FC Bruno’s Magpies       | 1 – 3 *              | Dundalk                | 0 – 0      | 1 – 3        |
| Inter Club d'Escaldes    | 3 – 2 *              | Víkingur Gøta          | 2 – 1      | 1 – 1        |
| Progrès Niederkorn       | 4 – 2                | SC Gjilani             | 2 – 2      | 2 – 0        |
| Linfield FC              | 3 – 2                | Vllaznia Shkodër       | 3 – 1      | 0 – 1        |
| KA Akureyri              | 4 – 0                | Connah's Quay Nomads   | 2 – 0      | 2 – 0        |
| FK Shkëndija 79 Tetovo   | 1 – 1 (2 – 3 pen.)   | Haverfordwest County   | 1 – 0      | 0 – 1 (n.v.) |
| Haka Valkeakoski         | 2 – 3                | Crusaders              | 2 – 2      | 0 – 1        |
| HB Tórshavn              | 0 – 1                | Derry City             | 0 – 0      | 0 – 1        |
| Riga FC                  | 2 – 1                | Víkingur Reykjavík     | 2 – 0      | 0 – 1        |
| MŠK Žilina               | 4 – 2                | Levadia Tallinn        | 2 – 1      | 2 – 1        |
| Pjoenik Jerevan          | 5 – 0                | Narva Trans            | 2 – 0      | 3 – 0        |
| FK Panevėžys             | 3 – 2                | Milsami Orhei          | 2 – 2      | 1 – 0        |
| Tobyl Qostanay           | 2 – 1                | Honka Espoo            | 2 – 1      | 0 – 0        |
| DAC 1904 Dunajská Streda | 2 – 3                | Dila Gori              | 2 – 1      | 0 – 2        |
| FK Makedonija            | 1 – 5                | FK RFS                 | 0 – 1      | 1 – 4        |
| KF Dukagjini             | 5 – 3                | Europa FC              | 2 – 1      | 3 – 2        |
| Penybont FC              | 1 – 3                | FC Santa Coloma        | 1 – 1      | 0 – 2 (n.v.) |
| FC Hegelmann             | 0 – 5                | KF Shkupi              | 0 – 5      | 0 – 0        |
| F91 Dudelange            | 5 – 3                | St. Patrick's Athletic | 2 – 1      | 3 – 2        |
| B36 Tórshavn             | 2 – 0                | Paide Linnameeskond    | 0 – 0      | 2 – 0 (n.v.) |
| Gzira United             | 3 – 3 (14 – 13 pen.) | Glentoran              | 2 – 2      | 1 – 1 (n.v.) |

Bijz.: * Deze wedstrijden werden omgedraaid na de oorspronkelijke loting.

### Tweede kwalificatieronde
De tweede kwalificatieronde bestond uit twee aparte constructies: één voor kampioenen en één voor niet-kampioenen. De loting vond plaats op 21 juni 2023. De heenwedstrijden werden gespeeld op 25, 26 en 27 juli, de terugwedstrijden op 1, 2 en 3 augustus 2023.

#### Kampioenen
Aan de tweede kwalificatieronde voor kampioenen deden 18 clubs mee: de 15 verliezende clubs die instroomden vanuit de eerste kwalificatieronde van de UEFA Champions League 2023/24 hadden een geplaatste status en de 3 verliezende clubs die instroomden vanuit de voorronde van de UEFA Champions League 2023/24 hadden een ongeplaatste status. Na de loting van de eerste kwalificatieronde van de UEFA Champions League 2023/24 bepaalde een andere loting dat de verliezers van de wedstrijden Lincoln Red Imps – FK Qarabağ en Raków Częstochowa – Flora Tallinn werden vrijgeloot van deelname aan deze kwalificatieronde, waardoor zij direct doorstroomden naar de derde kwalificatieronde van deze editie.
| Team 1                  | Tot.   | Team 2              | 1e wedstr. | 2e wedstr. |
| ----------------------- | ------ | ------------------- | ---------- | ---------- |
| Lincoln Red Imps        | Bye    |                     |            |            |
| Flora Tallinn           | Bye    |                     |            |            |
| Tre Penne               | 0 – 10 | Valmiera FC         | 0 – 3      | 0 – 7      |
| Ferencváros             | 6 – 0  | Shamrock Rovers     | 4 – 0      | 2 – 0      |
| The New Saints          | 3 – 4  | Swift Hesperange    | 1 – 1      | 2 – 3      |
| Atlètic Club d'Escaldes | 1 – 5  | Partizan Tirana     | 0 – 1      | 1 – 4      |
| Ħamrun Spartans         | 3 – 1  | Dinamo Tbilisi      | 2 – 1      | 1 – 0      |
| Farul Constanța         | 6 – 4  | Urartu              | 3 – 2      | 3 – 2      |
| FK Struga               | 5 – 3  | Budućnost Podgorica | 1 – 0      | 4 – 3      |
| KF Ballkani             | 7 – 1  | Larne FC            | 3 – 0      | 4 – 1      |

#### Niet-kampioenen
Aan de tweede kwalificatieronde voor niet-kampioenen deden 90 clubs mee: 59 nieuwe clubs en de 31 winnaars uit de eerste kwalificatieronde.
| Team 1                | Tot.               | Team 2               | 1e wedstr. | 2e wedstr.   |
| --------------------- | ------------------ | -------------------- | ---------- | ------------ |
| KF Dukagjini          | 1 – 7 *            | HNK Rijeka           | 0 – 1      | 1 – 6        |
| Gzira United          | 3 – 2              | F91 Dudelange        | 2 – 0      | 1 – 2        |
| Djurgårdens IF        | 2 – 3              | Luzern               | 1 – 2      | 1 – 1        |
| NK Celje              | 4 – 4 (4 – 2 pen.) | Vitória SC           | 3 – 4      | 1 – 0 (n.v.) |
| Sutjeska Nikšić       | 2 – 3              | FC Santa Coloma      | 2 – 0      | 0 – 3 (n.v.) |
| Hapoel Beër Sjeva     | 2 – 1              | FK Panevėžys         | 1 – 0      | 1 – 1        |
| Vorskla Poltava       | 3 – 4              | Dila Gori            | 2 – 1      | 1 – 3        |
| CFR Cluj              | 2 – 3              | Adana Demirspor      | 1 – 1      | 1 – 2        |
| Ordabası FK Şımkent   | 4 – 5              | Legia Warschau       | 2 – 2      | 2 – 3        |
| FK RFS                | 1 – 4              | Sabah FC             | 0 – 2      | 1 – 2        |
| Beşiktaş              | 5 – 1              | KF Tirana            | 3 – 1      | 2 – 0        |
| FK Željezničar        | 2 – 4              | Neftçi Bakoe         | 2 – 2      | 0 – 2        |
| APOEL Nicosia         | 4 – 2              | Vojvodina            | 2 – 1      | 2 – 1        |
| CSKA 1948 Sofia       | 2 – 4              | FCSB                 | 0 – 1      | 2 – 3        |
| Alashkert             | 2 – 2 (1 – 3 pen.) | Debreceni            | 0 – 1      | 2 – 1 (n.v.) |
| Lech Poznań           | 5 – 2              | Kauno Žalgiris       | 3 – 1      | 2 – 1        |
| Kalmar FF             | 2 – 4              | Pjoenik Jerevan      | 1 – 2      | 1 – 2        |
| FK Bodø/Glimt         | 7 – 2              | Bohemians 1905       | 3 – 0      | 4 – 2        |
| Auda                  | 2 – 5              | Spartak Trnava       | 1 – 1      | 1 – 4        |
| NK Osijek             | 3 – 1              | Zalaegerszegi        | 1 – 0      | 2 – 1        |
| FC Twente             | 2 – 1              | Hammarby IF          | 1 – 0      | 1 – 1 (n.v.) |
| KA Akureyri           | 5 – 3              | Dundalk              | 3 – 1      | 2 – 2        |
| Club Brugge           | 3 – 1              | Aarhus GF            | 3 – 0      | 0 – 1        |
| Crusaders             | 4 – 5              | Rosenborg BK         | 2 – 2      | 2 – 3 (n.v.) |
| Inter Club d'Escaldes | 3 – 7 *            | Hibernian            | 2 – 1      | 1 – 6        |
| Viktoria Pilsen       | 2 – 1              | Drita                | 0 – 0      | 2 – 1        |
| B36 Tórshavn          | 3 – 2              | Haverfordwest County | 2 – 1      | 1 – 1 (n.v.) |
| FC Basel              | 3 – 4              | Tobyl Qostanay       | 1 – 3      | 2 – 1        |
| Differdange 03        | 4 – 5              | NK Maribor           | 1 – 1      | 3 – 4 (n.v.) |
| Austria Wien          | 3 – 1              | Borac Banja Luka     | 1 – 0      | 2 – 1        |
| CSKA Sofia            | 0 – 6              | Sepsi OSK            | 0 – 2      | 0 – 4        |
| Ararat-Armenia        | 1 – 2              | Aris Saloniki        | 1 – 1      | 0 – 1        |
| Maccabi Tel Aviv      | 5 – 0              | Petrocub Hîncești    | 3 – 0      | 2 – 0        |
| Tarpeda-BelAZ Zhodino | 3 – 4              | AEK Larnaca          | 2 – 3      | 1 – 1        |
| Torpedo Koetaisi      | 3 – 5              | Aqtöbe FK            | 1 – 4      | 2 – 1        |
| FC Midtjylland        | 3 – 2              | Progrès Niederkorn   | 2 – 0      | 1 – 2 (n.v.) |
| Derry City            | 5 – 4              | Kuopion Palloseura   | 2 – 1      | 3 – 3        |
| KAA Gent              | 10 – 3             | MŠK Žilina           | 5 – 1      | 5 – 2        |
| Kecskeméti            | 3 – 4              | Riga FC              | 2 – 1      | 1 – 3 (n.v.) |
| Linfield FC           | 4 – 8              | Pogoń Szczecin       | 2 – 5      | 2 – 3        |
| PAOK Saloniki         | 4 – 1              | Beitar Jeruzalem     | 0 – 0      | 4 – 1        |
| Neman Grodno          | 2 – 0 *            | Balzan               | 2 – 0      | 0 – 0        |
| Fenerbahçe SK         | 9 – 0              | Zimbru Chisinau      | 5 – 0      | 4 – 0        |
| Qäbälä                | 3 – 7              | Omonia Nicosia       | 2 – 3      | 1 – 4        |
| KF Shkupi             | 0 – 3              | Levski Sofia         | 0 – 2      | 0 – 1        |

Bijz.: * Deze wedstrijden werden omgedraaid na de oorspronkelijke loting.

### Derde kwalificatieronde
De loting vond plaats op 24 juli 2023. De derde kwalificatieronde bestond uit twee aparte constructies: één voor kampioenen en één voor niet-kampioenen. De heenwedstrijden werden gespeeld op 9 en 10 augustus, de terugwedstrijden op 16 en 17 augustus 2023.

#### Kampioenen
Aan de derde kwalificatieronde voor kampioenen deden 10 clubs mee. De 2 clubs die een bye kregen in de tweede kwalificatieronde en de 8 winnaars van de tweede kwalificatieronde.
| Team 1          | Tot.  | Team 2           | 1e wedstr. | 2e wedstr. |
| --------------- | ----- | ---------------- | ---------- | ---------- |
| Ħamrun Spartans | 2 – 8 | Ferencváros      | 1 – 6      | 1 – 2      |
| Farul Constanța | 5 – 0 | Flora Tallinn    | 3 – 0      | 2 – 0      |
| Valmiera FC     | 1 – 3 | Partizan Tirana  | 1 – 2      | 0 – 1      |
| KF Ballkani     | 5 – 1 | Lincoln Red Imps | 2 – 0      | 3 – 1      |
| FK Struga       | 4 – 3 | Swift Hesperange | 3 – 1      | 1 – 2      |

#### Niet-kampioenen
Aan de derde kwalificatieronde voor niet-kampioenen deden 54 clubs mee: 9 nieuwe clubs en de 45 winnaars uit de tweede kwalificatieronde.
| Team 1            | Tot.               | Team 2              | 1e wedstr. | 2e wedstr.   |
| ----------------- | ------------------ | ------------------- | ---------- | ------------ |
| AEK Larnaca       | 1 – 2              | Maccabi Tel Aviv    | 1 – 1      | 0 – 1        |
| Sabah FC          | 2 – 2 (4 – 5 pen.) | FK Partizan         | 2 – 0      | 0 – 2 (n.v.) |
| Sepsi OSK         | 2 – 1              | Aqtöbe FK           | 1 – 1      | 1 – 0        |
| Rapid Wien        | 5 – 0              | Debreceni           | 0 – 0      | 5 – 0        |
| HNK Hajduk Split  | 0 – 3              | PAOK Saloniki       | 0 – 0      | 0 – 3        |
| FC Santa Coloma   | 0 – 3              | AZ                  | 0 – 1      | 0 – 2        |
| NK Celje          | 5 – 1              | Neman Grodno        | 1 – 0      | 4 – 1        |
| Neftçi Bakoe      | 2 – 5 *            | Beşiktaş            | 1 – 3      | 1 – 2        |
| Omonia Nicosia    | 2 – 5              | FC Midtjylland      | 1 – 0      | 1 – 5        |
| Aris Saloniki     | 2 – 2 (5 – 6 pen.) | Dynamo Kiev         | 1 – 0      | 1 – 2 (n.v.) |
| Legia Warschau    | 6 – 5              | Austria Wien        | 1 – 2      | 5 – 3        |
| Hapoel Beër Sjeva | 1 – 2              | Levski Sofia        | 0 – 0      | 1 – 2        |
| Hibernian         | 5 – 3              | Luzern              | 3 – 1      | 2 – 2        |
| Viktoria Pilsen   | 6 – 0              | Gzira United        | 4 – 0      | 2 – 0        |
| FC Arouca         | 3 – 4              | SK Brann            | 2 – 1      | 1 – 3        |
| KAA Gent          | 6 – 2              | Pogoń Szczecin      | 5 – 0      | 1 – 2        |
| Adana Demirspor   | 7 – 4              | NK Osijek           | 5 – 1      | 2 – 3        |
| B36 Tórshavn      | 1 – 5              | HNK Rijeka          | 1 – 3      | 0 – 2        |
| FC Twente         | 5 – 0              | Riga FC             | 2 – 0      | 3 – 0        |
| Rosenborg BK      | 3 – 4              | Heart of Midlothian | 2 – 1      | 1 – 3        |
| Fenerbahçe SK     | 6 – 1              | NK Maribor          | 3 – 1      | 3 – 0        |
| Club Brugge       | 10 – 2             | KA Akureyri         | 5 – 1      | 5 – 1        |
| Dila Gori         | 0 – 3              | APOEL Nicosia       | 0 – 2      | 0 – 1        |
| Lech Poznań       | 3 – 4              | Spartak Trnava      | 2 – 1      | 1 – 3        |
| FCSB              | 0 – 2              | FC Nordsjælland     | 0 – 0      | 0 – 2        |
| Tobyl Qostanay    | 1 – 1 (6 – 5 pen.) | Derry City          | 1 – 0      | 0 – 1 (n.v.) |
| FK Bodø/Glimt     | 6 – 0              | Pjoenik Jerevan     | 3 – 0      | 3 – 0        |

Bijz.: * Deze wedstrijd werd omgedraaid na de oorspronkelijke loting.

### Play-offronde
De loting vond plaats op 7 augustus 2023. De play-offronde bestond uit twee aparte constructies: één voor kampioenen en één voor niet-kampioenen. De heenwedstrijden werden gespeeld op 23 en 24 augustus, de terugwedstrijden op 31 augustus 2023.

#### Kampioenen
Aan de play-offronde voor kampioenen deden 10 clubs mee: de 5 winnaars uit de derde kwalificatieronde hadden een ongeplaatste status en de 5 verliezende clubs die instroomden vanuit de derde kwalificatieronde voor kampioenen van de UEFA Europa League 2023/24 hadden een geplaatste status.
| Team 1              | Tot.  | Team 2               | 1e wedstr. | 2e wedstr. |
| ------------------- | ----- | -------------------- | ---------- | ---------- |
| KF Ballkani         | 4 – 2 | BATE Borisov         | 4 – 1      | 0 – 1      |
| FK Zalgiris Vilnius | 0 – 7 | Ferencváros          | 0 – 4      | 0 – 3      |
| FK Struga           | 0 – 2 | Breiðablik Kópavogur | 0 – 1      | 0 – 1      |
| Farul Constanța     | 2 – 3 | HJK Helsinki         | 2 – 1      | 0 – 2      |
| Astana FK           | 2 – 1 | Partizan Tirana      | 1 – 0      | 1 – 1      |

#### Niet-kampioenen
Aan de play-offronde voor niet-kampioenen deden 34 clubs mee: 5 nieuwe clubs, de 27 winnaars uit de derde kwalificatieronde en de 2 verliezende clubs die instroomden vanuit de derde kwalificatieronde voor niet-kampioenen van de UEFA Europa League 2023/24.
| Team 1              | Tot.               | Team 2              | 1e wedstr. | 2e wedstr.   |
| ------------------- | ------------------ | ------------------- | ---------- | ------------ |
| Levski Sofia        | 1 – 3              | Eintracht Frankfurt | 1 – 1      | 0 – 2        |
| KAA Gent            | 4 – 1 *            | APOEL Nicosia       | 2 – 0      | 2 – 1        |
| Spartak Trnava      | 3 – 2              | SK Dnipro-1         | 1 – 1      | 2 – 1 (n.v.) |
| Sepsi OSK           | 4 – 5              | FK Bodø/Glimt       | 2 – 2      | 2 – 3 (n.v.) |
| Tobyl Qostanay      | 1 – 5              | Viktoria Pilsen     | 1 – 2      | 0 – 3        |
| Hibernian           | 0 – 8              | Aston Villa         | 0 – 5      | 0 – 3        |
| FC Midtjylland      | 4 – 4 (5 – 6 pen.) | Legia Warschau      | 3 – 3      | 1 – 1 (n.v.) |
| Lille OSC           | 3 – 2              | HNK Rijeka          | 2 – 1      | 1 – 1 (n.v.) |
| KRC Genk            | 2 – 2 (5 – 4 pen.) | Adana Demirspor     | 2 – 1      | 0 – 1 (n.v.) |
| Fenerbahçe SK       | 6 – 1              | FC Twente           | 5 – 1      | 1 – 0        |
| Dynamo Kiev         | 2 – 4              | Beşiktaş            | 2 – 3      | 0 – 1        |
| AZ                  | 4 – 4 (6 – 5 pen.) | SK Brann            | 1 – 1      | 3 – 3 (n.v.) |
| Rapid Wien          | 1 – 2              | ACF Fiorentina      | 1 – 0      | 0 – 2        |
| Heart of Midlothian | 1 – 6              | PAOK Saloniki       | 1 – 2      | 0 – 4        |
| FC Nordsjælland     | 6 – 0              | FK Partizan         | 5 – 0      | 1 – 0        |
| CA Osasuna          | 3 – 4              | Club Brugge         | 1 – 2      | 2 – 2        |
| Maccabi Tel Aviv    | 5 – 2              | NK Celje            | 4 – 1      | 1 – 1        |

Bijz.: * Deze wedstrijd werd omgedraaid na de oorspronkelijke loting.

## Hoofdtoernooi

### Groepsfase
De loting vond plaats op 1 september 2023 in Monaco. Een totaal van 32 clubs werden verdeeld over 8 groepen van elk 4 clubs, met de regel dat clubs uit hetzelfde land niet in dezelfde groep konden komen. De 32 clubs bestond uit de 22 winnaars van de play-offronde uit beide constructies en de 10 verliezers van de play-offronde van de UEFA Europa League 2023/24.
Potindeling
| Pot 1               | Pot 1  |
| Team                | Coeff. |
| ------------------- | ------ |
| Eintracht Frankfurt | 77.000 |
| Dinamo Zagreb       | 55.000 |
| Club Brugge         | 54.000 |
| AZ                  | 47.500 |
| KAA Gent            | 37.500 |
| Fenerbahçe SK       | 30.000 |
| Lille OSC           | 30.000 |
| Ferencváros         | 27.000 |

| Pot 2             | Pot 2  |
| Team              | Coeff. |
| ----------------- | ------ |
| PAOK Saloniki     | 25.000 |
| Slovan Bratislava | 24.500 |
| Maccabi Tel-Aviv  | 24.000 |
| Viktoria Pilsen   | 22.000 |
| Aston Villa       | 21.914 |
| PFK Loedogorets   | 21.000 |
| ACF Fiorentina    | 20.000 |
| FK Bodø/Glimt     | 20.000 |

| Pot 3              | Pot 3  |
| Team               | Coeff. |
| ------------------ | ------ |
| KRC Genk           | 18.000 |
| Zorja Loehansk     | 16.000 |
| Astana FK          | 14.000 |
| Beşiktaş JK        | 14.000 |
| HJK Helsinki       | 11.000 |
| Legia Warschau     | 11.000 |
| Spartak Trnava     | 10.500 |
| Olimpija Ljubljana | 09.000 |

| Pot 4                | Pot 4  |
| Team                 | Coeff. |
| -------------------- | ------ |
| Zrinjski Mostar      | 8.500  |
| KÍ Klaksvík          | 8.000  |
| Aberdeen FC          | 8.000  |
| FK Čukarički         | 6.475  |
| FC Lugano            | 6.335  |
| Breiðablik Kópavogur | 6.000  |
| FC Nordsjælland      | 5.565  |
| KF Ballkani          | 3.000  |

| Legendakleuren in de tabellen                    |
| Groepswinnaars gaan door naar de achtste finales |
| Nummers twee gaan door naar de tussenronde       |
| Uitgeschakeld                                    |

#### Criteria voor opmaak van de stand
De stand wordt bepaald aan het aantal behaalde punten, waarbij een ploeg 3 punten krijgt bij een overwinning, 1 bij een gelijkspel en geen bij een nederlaag.
Indien 2 of meer ploegen hetzelfde aantal punten behalen gelden de volgende aanvullende criteria:
1. Meeste behaalde punten in wedstrijden tussen de betrokken ploegen.
2. Beste doelsaldo in wedstrijden tussen de betrokken ploegen.
3. Hoogste aantal gescoorde doelpunten in wedstrijden tussen de betrokken ploegen.
4. Wanneer toepassing van criteria a. t/m c. nog altijd leidt tot een gelijke ranking voor meerdere ploegen, worden deze criteria herhaald voor alleen die ploegen. Dit uiteraard mits dit niet exact dezelfde ploegen zijn als voorheen.
5. Beste doelsaldo in alle groepswedstrijden.
6. Hoogste aantal gescoorde doelpunten in alle groepswedstrijden.
7. Hoogste aantal gescoorde uitdoelpunten in alle groepswedstrijden.
8. Hoogste aantal overwinningen in alle groepswedstrijden.
9. Hoogste aantal uitoverwinningen in alle groepswedstrijden.
10. Minste aantal disciplinaire strafpunten.
11. Hoogste UEFA clubcoëfficiënt.

#### Groep A
| Pos | Team               | Wed | W | G | V | Ptn | DV | DT | +/− | Kwalificatie            |       | LIL   | BRA   | LJU   | KLA   |
| --- | ------------------ | --- | - | - | - | --- | -- | -- | --- | ----------------------- | ----- | ----- | ----- | ----- | ----- |
| 1   | Lille              | 6   | 4 | 2 | 0 | 14  | 10 | 2  | +8  | Naar de achtste finales |       |       | 2 – 1 | 2 – 0 | 3 – 0 |
| 2   | Slovan Bratislava  | 6   | 3 | 1 | 2 | 10  | 8  | 7  | +1  | Naar de tussenronde     |       | 1 – 1 |       | 1 – 2 | 2 – 1 |
| 3   | Olimpija Ljubljana | 6   | 2 | 0 | 4 | 6   | 4  | 9  | −5  |                         |       | 0 – 2 | 0 – 1 |       | 2 – 0 |
| 4   | KÍ Klaksvík        | 6   | 1 | 1 | 4 | 4   | 5  | 9  | −4  |                         | 0 – 0 | 1 – 2 | 3 – 0 |       |       |

##### Wedstrijden
|                             |                               |         |                    | |
| 20 september 2023 16:30 uur | Lille                         | 2 – 0   | Olimpija Ljubljana | Stadion: Stade Pierre-Mauroy, Villeneuve-d'Ascq Toeschouwers: 13.817 Scheidsrechter: Joey Kooij Video-assistent: Edwin van de Graaf AVAR: Laurens Gerrets |
| 20 september 2023 16:30 uur | David 43' (pen.) Yazici 90+4' | Verslag |                    | Stadion: Stade Pierre-Mauroy, Villeneuve-d'Ascq Toeschouwers: 13.817 Scheidsrechter: Joey Kooij Video-assistent: Edwin van de Graaf AVAR: Laurens Gerrets |
| 20 september 2023 16:30 uur |                               |         |                    | Stadion: Stade Pierre-Mauroy, Villeneuve-d'Ascq Toeschouwers: 13.817 Scheidsrechter: Joey Kooij Video-assistent: Edwin van de Graaf AVAR: Laurens Gerrets |
| 20 september 2023 16:30 uur |                               |         |                    | Stadion: Stade Pierre-Mauroy, Villeneuve-d'Ascq Toeschouwers: 13.817 Scheidsrechter: Joey Kooij Video-assistent: Edwin van de Graaf AVAR: Laurens Gerrets |
|                             |                               |         |                    | |

|                             |                      |         |              | |
| 21 september 2023 21:00 uur | Slovan Bratislava    | 2 – 1   | KÍ Klaksvík  | Stadion: Národný futbalový štadión, Bratislava Toeschouwers: 12.454 Scheidsrechter: Christian-Petru Ciochirca Video-assistent: Alan Kijas AVAR: Josef Spurny |
| 21 september 2023 21:00 uur | Weiss 54' Cavric 74' | Verslag | 48' Pavlovic | Stadion: Národný futbalový štadión, Bratislava Toeschouwers: 12.454 Scheidsrechter: Christian-Petru Ciochirca Video-assistent: Alan Kijas AVAR: Josef Spurny |
| 21 september 2023 21:00 uur |                      |         |              | Stadion: Národný futbalový štadión, Bratislava Toeschouwers: 12.454 Scheidsrechter: Christian-Petru Ciochirca Video-assistent: Alan Kijas AVAR: Josef Spurny |
| 21 september 2023 21:00 uur |                      |         |              | Stadion: Národný futbalový štadión, Bratislava Toeschouwers: 12.454 Scheidsrechter: Christian-Petru Ciochirca Video-assistent: Alan Kijas AVAR: Josef Spurny |
|                             |                      |         |              | |

|                          |             |       |       | |
| 5 oktober 2023 18:45 uur | KÍ Klaksvík | 0 – 0 | Lille | Stadion: Við Djúpumýrar, Klaksvík Toeschouwers: 2.191 Scheidsrechter: Elchin Masiyev Video-assistent: Mete Kalkavan AVAR: Erkan Engin |
| 5 oktober 2023 18:45 uur | Verslag     |       |       | Stadion: Við Djúpumýrar, Klaksvík Toeschouwers: 2.191 Scheidsrechter: Elchin Masiyev Video-assistent: Mete Kalkavan AVAR: Erkan Engin |
| 5 oktober 2023 18:45 uur |             |       |       | Stadion: Við Djúpumýrar, Klaksvík Toeschouwers: 2.191 Scheidsrechter: Elchin Masiyev Video-assistent: Mete Kalkavan AVAR: Erkan Engin |
| 5 oktober 2023 18:45 uur |             |       |       | Stadion: Við Djúpumýrar, Klaksvík Toeschouwers: 2.191 Scheidsrechter: Elchin Masiyev Video-assistent: Mete Kalkavan AVAR: Erkan Engin |
|                          |             |       |       | |

|                          |                    |         |                   | |
| 5 oktober 2023 18:45 uur | Olimpija Ljubljana | 0 – 1   | Slovan Bratislava | Stadion: Stožicestadion, Ljubljana Toeschouwers: 5.064 Scheidsrechter: Anastasios Sidiropoulos Video-assistent: Vassilis Fotias AVAR: Aristotelis Diamantopoulos |
| 5 oktober 2023 18:45 uur |                    | Verslag | 55' (pen.) Cavric | Stadion: Stožicestadion, Ljubljana Toeschouwers: 5.064 Scheidsrechter: Anastasios Sidiropoulos Video-assistent: Vassilis Fotias AVAR: Aristotelis Diamantopoulos |
| 5 oktober 2023 18:45 uur |                    |         |                   | Stadion: Stožicestadion, Ljubljana Toeschouwers: 5.064 Scheidsrechter: Anastasios Sidiropoulos Video-assistent: Vassilis Fotias AVAR: Aristotelis Diamantopoulos |
| 5 oktober 2023 18:45 uur |                    |         |                   | Stadion: Stožicestadion, Ljubljana Toeschouwers: 5.064 Scheidsrechter: Anastasios Sidiropoulos Video-assistent: Vassilis Fotias AVAR: Aristotelis Diamantopoulos |
|                          |                    |         |                   | |

|                           |                        |         |                      | |
| 26 oktober 2023 18:45 uur | Lille                  | 2 – 1   | Slovan Bratislava    | Stadion: Stade Pierre-Mauroy, Villeneuve-d'Ascq Toeschouwers: 19.610 Scheidsrechter: Luca Pairetto Video-assistent: Michael Fabbri AVAR: Matteo Gariglio |
| 26 oktober 2023 18:45 uur | Yazici 68' Cabella 82' | Verslag | 23' Cavric 84' Lucas | Stadion: Stade Pierre-Mauroy, Villeneuve-d'Ascq Toeschouwers: 19.610 Scheidsrechter: Luca Pairetto Video-assistent: Michael Fabbri AVAR: Matteo Gariglio |
| 26 oktober 2023 18:45 uur |                        |         |                      | Stadion: Stade Pierre-Mauroy, Villeneuve-d'Ascq Toeschouwers: 19.610 Scheidsrechter: Luca Pairetto Video-assistent: Michael Fabbri AVAR: Matteo Gariglio |
| 26 oktober 2023 18:45 uur |                        |         |                      | Stadion: Stade Pierre-Mauroy, Villeneuve-d'Ascq Toeschouwers: 19.610 Scheidsrechter: Luca Pairetto Video-assistent: Michael Fabbri AVAR: Matteo Gariglio |
|                           |                        |         |                      | |

|                           |                                         |         |                    | |
| 26 oktober 2023 18:45 uur | KÍ Klaksvík                             | 3 – 0   | Olimpija Ljubljana | Stadion: Við Djúpumýrar, Klaksvík Toeschouwers: 1.121 Scheidsrechter: Harm Osmers Video-assistent: Benjamin Brand AVAR: Günter Perl |
| 26 oktober 2023 18:45 uur | Joensen 30' Klettskarð 44' Andrasen 54' | Verslag |                    | Stadion: Við Djúpumýrar, Klaksvík Toeschouwers: 1.121 Scheidsrechter: Harm Osmers Video-assistent: Benjamin Brand AVAR: Günter Perl |
| 26 oktober 2023 18:45 uur |                                         |         |                    | Stadion: Við Djúpumýrar, Klaksvík Toeschouwers: 1.121 Scheidsrechter: Harm Osmers Video-assistent: Benjamin Brand AVAR: Günter Perl |
| 26 oktober 2023 18:45 uur |                                         |         |                    | Stadion: Við Djúpumýrar, Klaksvík Toeschouwers: 1.121 Scheidsrechter: Harm Osmers Video-assistent: Benjamin Brand AVAR: Günter Perl |
|                           |                                         |         |                    | |

|                           |                       |         |                        | |
| 9 november 2023 21:00 uur | Olimpija Ljubljana    | 2 – 0   | KÍ Klaksvík            | Stadion: Stožicestadion, Ljubljana Toeschouwers: 2.296 Scheidsrechter: Philip Farrugia Video-assistent: Maurizio Mariani AVAR: Antonio Di Martino |
| 9 november 2023 21:00 uur | Sualehe 84' Nukić 88' | Verslag | 40', 62' Frederiksberg | Stadion: Stožicestadion, Ljubljana Toeschouwers: 2.296 Scheidsrechter: Philip Farrugia Video-assistent: Maurizio Mariani AVAR: Antonio Di Martino |
| 9 november 2023 21:00 uur |                       |         |                        | Stadion: Stožicestadion, Ljubljana Toeschouwers: 2.296 Scheidsrechter: Philip Farrugia Video-assistent: Maurizio Mariani AVAR: Antonio Di Martino |
| 9 november 2023 21:00 uur |                       |         |                        | Stadion: Stožicestadion, Ljubljana Toeschouwers: 2.296 Scheidsrechter: Philip Farrugia Video-assistent: Maurizio Mariani AVAR: Antonio Di Martino |
|                           |                       |         |                        | |

|                           |                   |         |           | |
| 9 november 2023 21:00 uur | Slovan Bratislava | 1 – 1   | Lille     | Stadion: Národný futbalový štadión, Bratislava Toeschouwers: 21.554 Scheidsrechter: Gergo Bogár Video-assistent: Piotr Lasyk AVAR: Krzysztof Myrmus |
| 9 november 2023 21:00 uur | Cavric 81'        | Verslag | 52' Gomes | Stadion: Národný futbalový štadión, Bratislava Toeschouwers: 21.554 Scheidsrechter: Gergo Bogár Video-assistent: Piotr Lasyk AVAR: Krzysztof Myrmus |
| 9 november 2023 21:00 uur |                   |         |           | Stadion: Národný futbalový štadión, Bratislava Toeschouwers: 21.554 Scheidsrechter: Gergo Bogár Video-assistent: Piotr Lasyk AVAR: Krzysztof Myrmus |
| 9 november 2023 21:00 uur |                   |         |           | Stadion: Národný futbalový štadión, Bratislava Toeschouwers: 21.554 Scheidsrechter: Gergo Bogár Video-assistent: Piotr Lasyk AVAR: Krzysztof Myrmus |
|                           |                   |         |           | |

|                            |               |         |                   | |
| 30 november 2023 18:45 uur | KÍ Klaksvík   | 1 – 2   | Slovan Bratislava | Stadion: Við Djúpumýrar, Klaksvík Toeschouwers: 1.249 Scheidsrechter: Kristo Tohver Video-assistent: Jonas Hansen AVAR: Jakob Kehlet |
| 30 november 2023 18:45 uur | Mikkelsen 17' | Verslag | 24', 62' Kucka    | Stadion: Við Djúpumýrar, Klaksvík Toeschouwers: 1.249 Scheidsrechter: Kristo Tohver Video-assistent: Jonas Hansen AVAR: Jakob Kehlet |
| 30 november 2023 18:45 uur |               |         |                   | Stadion: Við Djúpumýrar, Klaksvík Toeschouwers: 1.249 Scheidsrechter: Kristo Tohver Video-assistent: Jonas Hansen AVAR: Jakob Kehlet |
| 30 november 2023 18:45 uur |               |         |                   | Stadion: Við Djúpumýrar, Klaksvík Toeschouwers: 1.249 Scheidsrechter: Kristo Tohver Video-assistent: Jonas Hansen AVAR: Jakob Kehlet |
|                            |               |         |                   | |

|                            |                    |         |                        | |
| 30 november 2023 18:45 uur | Olimpija Ljubljana | 0 – 2   | Lille                  | Stadion: Stožicestadion, Ljubljana Toeschouwers: 4.053 Scheidsrechter: Sven Jablonski Video-assistent: Sascha Stegemann AVAR: Benjamin Brand |
| 30 november 2023 18:45 uur |                    | Verslag | 15' Cabella 75' Yazıcı | Stadion: Stožicestadion, Ljubljana Toeschouwers: 4.053 Scheidsrechter: Sven Jablonski Video-assistent: Sascha Stegemann AVAR: Benjamin Brand |
| 30 november 2023 18:45 uur |                    |         |                        | Stadion: Stožicestadion, Ljubljana Toeschouwers: 4.053 Scheidsrechter: Sven Jablonski Video-assistent: Sascha Stegemann AVAR: Benjamin Brand |
| 30 november 2023 18:45 uur |                    |         |                        | Stadion: Stožicestadion, Ljubljana Toeschouwers: 4.053 Scheidsrechter: Sven Jablonski Video-assistent: Sascha Stegemann AVAR: Benjamin Brand |
|                            |                    |         |                        | |

|                            |                         |         |                    | |
| 14 december 2023 21:00 uur | Slovan Bratislava       | 1 – 2   | Olimpija Ljubljana | Stadion: Národný futbalový štadión, Bratislava Toeschouwers: 14.387 Scheidsrechter: Arda Kardeşler Video-assistent: Koray Gençerler AVAR: Erkan Engin |
| 14 december 2023 21:00 uur | Blackman 27' Borjan 54' | Verslag | 17', 58' Lucas     | Stadion: Národný futbalový štadión, Bratislava Toeschouwers: 14.387 Scheidsrechter: Arda Kardeşler Video-assistent: Koray Gençerler AVAR: Erkan Engin |
| 14 december 2023 21:00 uur |                         |         |                    | Stadion: Národný futbalový štadión, Bratislava Toeschouwers: 14.387 Scheidsrechter: Arda Kardeşler Video-assistent: Koray Gençerler AVAR: Erkan Engin |
| 14 december 2023 21:00 uur |                         |         |                    | Stadion: Národný futbalový štadión, Bratislava Toeschouwers: 14.387 Scheidsrechter: Arda Kardeşler Video-assistent: Koray Gençerler AVAR: Erkan Engin |
|                            |                         |         |                    | |

|                            |                                                          |         |                      | |
| 14 december 2023 21:00 uur | Lille                                                    | 3 – 0   | KÍ Klaksvík          | Stadion: Stade Pierre-Mauroy, Villeneuve-d'Ascq Toeschouwers: 20.061 Scheidsrechter: António Nobre Video-assistent: Hugo Miguel AVAR: Bruno Esteves |
| 14 december 2023 21:00 uur | Yazici 29' (pen.) Gomes 86' (pen.) Zhegrova 90+6' (pen.) | Verslag | 85', 90+4' Andreasen | Stadion: Stade Pierre-Mauroy, Villeneuve-d'Ascq Toeschouwers: 20.061 Scheidsrechter: António Nobre Video-assistent: Hugo Miguel AVAR: Bruno Esteves |
| 14 december 2023 21:00 uur |                                                          |         |                      | Stadion: Stade Pierre-Mauroy, Villeneuve-d'Ascq Toeschouwers: 20.061 Scheidsrechter: António Nobre Video-assistent: Hugo Miguel AVAR: Bruno Esteves |
| 14 december 2023 21:00 uur |                                                          |         |                      | Stadion: Stade Pierre-Mauroy, Villeneuve-d'Ascq Toeschouwers: 20.061 Scheidsrechter: António Nobre Video-assistent: Hugo Miguel AVAR: Bruno Esteves |
|                            |                                                          |         |                      | |

#### Groep B
| Pos | Team                 | Wed | W | G | V | Ptn | DV | DT | +/− | Kwalificatie            |       | MTA   | GNT   | ZLO   | BRE   |
| --- | -------------------- | --- | - | - | - | --- | -- | -- | --- | ----------------------- | ----- | ----- | ----- | ----- | ----- |
| 1   | Maccabi Tel Aviv     | 6   | 5 | 0 | 1 | 15  | 14 | 9  | +5  | Naar de achtste finales |       |       | 3 – 1 | 3 – 2 | 3 – 2 |
| 2   | KAA Gent             | 6   | 4 | 1 | 1 | 13  | 16 | 7  | +9  | Naar de tussenronde     |       | 2 – 0 |       | 4 – 1 | 5 – 0 |
| 3   | Zorja Loehansk       | 6   | 2 | 1 | 3 | 7   | 10 | 11 | −1  |                         |       | 1 – 3 | 1 – 1 |       | 4 – 0 |
| 4   | Breiðablik Kópavogur | 6   | 0 | 0 | 6 | 0   | 5  | 18 | −13 |                         | 1 – 2 | 2 – 3 | 0 – 1 |       |       |

##### Wedstrijden
|                             |                |         |             | |
| 21 september 2023 21:00 uur | Zorja Loehansk | 1 – 1   | KAA Gent    | Stadion: Arena Lublin, Lublin (Polen) Toeschouwers: 539 Scheidsrechter: Daniele Chiffi Video-assistent: Paolo Valeri AVAR: Matteo Gariglio |
| 21 september 2023 21:00 uur | Guerrero 70'   | Verslag | 67' Cuypers | Stadion: Arena Lublin, Lublin (Polen) Toeschouwers: 539 Scheidsrechter: Daniele Chiffi Video-assistent: Paolo Valeri AVAR: Matteo Gariglio |
| 21 september 2023 21:00 uur |                |         |             | Stadion: Arena Lublin, Lublin (Polen) Toeschouwers: 539 Scheidsrechter: Daniele Chiffi Video-assistent: Paolo Valeri AVAR: Matteo Gariglio |
| 21 september 2023 21:00 uur |                |         |             | Stadion: Arena Lublin, Lublin (Polen) Toeschouwers: 539 Scheidsrechter: Daniele Chiffi Video-assistent: Paolo Valeri AVAR: Matteo Gariglio |
|                             |                |         |             | |

|                             |                                |         |                      | |
| 21 september 2023 21:00 uur | Maccabi Tel Aviv               | 3 – 2   | Breiðablik Kópavogur | Stadion: Bloomfieldstadion, Tel Aviv Toeschouwers: 18.000 Scheidsrechter: Vitālijs Spasjoņņikovs Video-assistent: Carlos del Cerro Grande AVAR: Santiago Jaime Latre |
| 21 september 2023 21:00 uur | Maçon 11' Zahavi 24' Biton 32' | Verslag | 44', 55' Olsen       | Stadion: Bloomfieldstadion, Tel Aviv Toeschouwers: 18.000 Scheidsrechter: Vitālijs Spasjoņņikovs Video-assistent: Carlos del Cerro Grande AVAR: Santiago Jaime Latre |
| 21 september 2023 21:00 uur |                                |         |                      | Stadion: Bloomfieldstadion, Tel Aviv Toeschouwers: 18.000 Scheidsrechter: Vitālijs Spasjoņņikovs Video-assistent: Carlos del Cerro Grande AVAR: Santiago Jaime Latre |
| 21 september 2023 21:00 uur |                                |         |                      | Stadion: Bloomfieldstadion, Tel Aviv Toeschouwers: 18.000 Scheidsrechter: Vitālijs Spasjoņņikovs Video-assistent: Carlos del Cerro Grande AVAR: Santiago Jaime Latre |
|                             |                                |         |                      | |

|                          |                              |         |                  | |
| 5 oktober 2023 18:45 uur | KAA Gent                     | 2 – 0   | Maccabi Tel Aviv | Stadion: Ghelamco Arena, Gent Toeschouwers: 10.503 Scheidsrechter: Abdulkadir Bitigen Video-assistent: Alper Ulusoy AVAR: Serkan Tokat |
| 5 oktober 2023 18:45 uur | Tissoudali 39', 90+2' (pen.) | Verslag |                  | Stadion: Ghelamco Arena, Gent Toeschouwers: 10.503 Scheidsrechter: Abdulkadir Bitigen Video-assistent: Alper Ulusoy AVAR: Serkan Tokat |
| 5 oktober 2023 18:45 uur |                              |         |                  | Stadion: Ghelamco Arena, Gent Toeschouwers: 10.503 Scheidsrechter: Abdulkadir Bitigen Video-assistent: Alper Ulusoy AVAR: Serkan Tokat |
| 5 oktober 2023 18:45 uur |                              |         |                  | Stadion: Ghelamco Arena, Gent Toeschouwers: 10.503 Scheidsrechter: Abdulkadir Bitigen Video-assistent: Alper Ulusoy AVAR: Serkan Tokat |
|                          |                              |         |                  | |

|                          |                      |         |                | |
| 5 oktober 2023 18:45 uur | Breiðablik Kópavogur | 0 – 1   | Zorja Loehansk | Stadion: Laugardalsvöllur, Reykjavik Toeschouwers: 1.738 Scheidsrechter: Aleksandar Stavrev Video-assistent: Harm Osmers AVAR: Franziska Wildfeuer |
| 5 oktober 2023 18:45 uur |                      | Verslag | 35' Horbach    | Stadion: Laugardalsvöllur, Reykjavik Toeschouwers: 1.738 Scheidsrechter: Aleksandar Stavrev Video-assistent: Harm Osmers AVAR: Franziska Wildfeuer |
| 5 oktober 2023 18:45 uur |                      |         |                | Stadion: Laugardalsvöllur, Reykjavik Toeschouwers: 1.738 Scheidsrechter: Aleksandar Stavrev Video-assistent: Harm Osmers AVAR: Franziska Wildfeuer |
| 5 oktober 2023 18:45 uur |                      |         |                | Stadion: Laugardalsvöllur, Reykjavik Toeschouwers: 1.738 Scheidsrechter: Aleksandar Stavrev Video-assistent: Harm Osmers AVAR: Franziska Wildfeuer |
|                          |                      |         |                | |

|                           |                                                         |         |                           | |
| 26 oktober 2023 18:45 uur | KAA Gent                                                | 5 – 0   | Breiðablik Kópavogur      | Stadion: Ghelamco Arena, Gent Toeschouwers: 9.907 Scheidsrechter: Robertas Valikonis Video-assistent: Pawel Malec AVAR: Paweł Raczkowski |
| 26 oktober 2023 18:45 uur | Gandelman 10' Cuypers 15', 19' Tissoudali 43' Orban 69' | Verslag | 90+1' (pen.) Gunnlaugsson | Stadion: Ghelamco Arena, Gent Toeschouwers: 9.907 Scheidsrechter: Robertas Valikonis Video-assistent: Pawel Malec AVAR: Paweł Raczkowski |
| 26 oktober 2023 18:45 uur |                                                         |         |                           | Stadion: Ghelamco Arena, Gent Toeschouwers: 9.907 Scheidsrechter: Robertas Valikonis Video-assistent: Pawel Malec AVAR: Paweł Raczkowski |
| 26 oktober 2023 18:45 uur |                                                         |         |                           | Stadion: Ghelamco Arena, Gent Toeschouwers: 9.907 Scheidsrechter: Robertas Valikonis Video-assistent: Pawel Malec AVAR: Paweł Raczkowski |
|                           |                                                         |         |                           | |

|                           |                      |         |                           | |
| 9 november 2023 21:00 uur | Breiðablik Kópavogur | 2 – 3   | KAA Gent                  | Stadion: Laugardalsvöllur, Reykjavik Toeschouwers: 1.211 Scheidsrechter: Julian Weinberger Video-assistent: Alan Kijas AVAR: Andreas Heiss |
| 9 november 2023 21:00 uur | Svanþórsson 16', 18' | Verslag | 6', 54' (pen.), 69' Orban | Stadion: Laugardalsvöllur, Reykjavik Toeschouwers: 1.211 Scheidsrechter: Julian Weinberger Video-assistent: Alan Kijas AVAR: Andreas Heiss |
| 9 november 2023 21:00 uur |                      |         |                           | Stadion: Laugardalsvöllur, Reykjavik Toeschouwers: 1.211 Scheidsrechter: Julian Weinberger Video-assistent: Alan Kijas AVAR: Andreas Heiss |
| 9 november 2023 21:00 uur |                      |         |                           | Stadion: Laugardalsvöllur, Reykjavik Toeschouwers: 1.211 Scheidsrechter: Julian Weinberger Video-assistent: Alan Kijas AVAR: Andreas Heiss |
|                           |                      |         |                           | |

|                           |                |         |                              | |
| 9 november 2023 21:00 uur | Zorja Loehansk | 1 – 3   | Maccabi Tel Aviv             | Stadion: Arena Lublin, Lublin (Polen) Toeschouwers: 763 Scheidsrechter: John Beaton Video-assistent: Peter Bankes AVAR: Simon Hoopger |
| 9 november 2023 21:00 uur | Alefirenko 74' | Verslag | 7' Luckassen 26', 43' Peretz | Stadion: Arena Lublin, Lublin (Polen) Toeschouwers: 763 Scheidsrechter: John Beaton Video-assistent: Peter Bankes AVAR: Simon Hoopger |
| 9 november 2023 21:00 uur |                |         |                              | Stadion: Arena Lublin, Lublin (Polen) Toeschouwers: 763 Scheidsrechter: John Beaton Video-assistent: Peter Bankes AVAR: Simon Hoopger |
| 9 november 2023 21:00 uur |                |         |                              | Stadion: Arena Lublin, Lublin (Polen) Toeschouwers: 763 Scheidsrechter: John Beaton Video-assistent: Peter Bankes AVAR: Simon Hoopger |
|                           |                |         |                              | |

|                            |                              |         |                          | |
| 25 november 2023 18:45 uur | Maccabi Tel Aviv             | 3 – 2   | Zorja Loehansk           | Stadion: TSC Arena, Bačka Topola Toeschouwers: 00 Scheidsrechter: Lukas Fähndrich Video-assistent: Lionel Tschudi AVAR: Luca Cibelli |
| 25 november 2023 18:45 uur | Zahavi 45+1' Peretz 46', 60' | Verslag | 71' Guerrero 88' Horbach | Stadion: TSC Arena, Bačka Topola Toeschouwers: 00 Scheidsrechter: Lukas Fähndrich Video-assistent: Lionel Tschudi AVAR: Luca Cibelli |
| 25 november 2023 18:45 uur |                              |         |                          | Stadion: TSC Arena, Bačka Topola Toeschouwers: 00 Scheidsrechter: Lukas Fähndrich Video-assistent: Lionel Tschudi AVAR: Luca Cibelli |
| 25 november 2023 18:45 uur |                              |         |                          | Stadion: TSC Arena, Bačka Topola Toeschouwers: 00 Scheidsrechter: Lukas Fähndrich Video-assistent: Lionel Tschudi AVAR: Luca Cibelli |
|                            |                              |         |                          | |

|                            |                                                   |         |                | |
| 30 november 2023 18:45 uur | KAA Gent                                          | 4 – 1   | Zorja Loehansk | Stadion: Ghelamco Arena, Gent Toeschouwers: 10.303 Scheidsrechter: Evangelos Manouchos Video-assistent: Aristotelis Diamantopoulos AVAR: Stefanos Koymparikis |
| 30 november 2023 18:45 uur | Fofana 20' Batahov 49' (e.g.) Orban 55' Gandelman | Verslag | 82' Nagnoynyi  | Stadion: Ghelamco Arena, Gent Toeschouwers: 10.303 Scheidsrechter: Evangelos Manouchos Video-assistent: Aristotelis Diamantopoulos AVAR: Stefanos Koymparikis |
| 30 november 2023 18:45 uur |                                                   |         |                | Stadion: Ghelamco Arena, Gent Toeschouwers: 10.303 Scheidsrechter: Evangelos Manouchos Video-assistent: Aristotelis Diamantopoulos AVAR: Stefanos Koymparikis |
| 30 november 2023 18:45 uur |                                                   |         |                | Stadion: Ghelamco Arena, Gent Toeschouwers: 10.303 Scheidsrechter: Evangelos Manouchos Video-assistent: Aristotelis Diamantopoulos AVAR: Stefanos Koymparikis |
|                            |                                                   |         |                | |

|                            |                                      |         |                      | |
| 30 november 2023 21:00 uur | Breiðablik Kópavogur                 | 1 – 2   | Maccabi Tel Aviv     | Stadion: Laugardalsvöllur, Reykjavik Toeschouwers: 629 Scheidsrechter: Luka Bilbija Video-assistent: Fran Jović AVAR: Ante Culjak |
| 30 november 2023 21:00 uur | Eyjólfsson 61' Eyjólfsson 39', 90+5' | Verslag | 35' Biton 82' Zahavi | Stadion: Laugardalsvöllur, Reykjavik Toeschouwers: 629 Scheidsrechter: Luka Bilbija Video-assistent: Fran Jović AVAR: Ante Culjak |
| 30 november 2023 21:00 uur |                                      |         |                      | Stadion: Laugardalsvöllur, Reykjavik Toeschouwers: 629 Scheidsrechter: Luka Bilbija Video-assistent: Fran Jović AVAR: Ante Culjak |
| 30 november 2023 21:00 uur |                                      |         |                      | Stadion: Laugardalsvöllur, Reykjavik Toeschouwers: 629 Scheidsrechter: Luka Bilbija Video-assistent: Fran Jović AVAR: Ante Culjak |
|                            |                                      |         |                      | |

|                            |                                |         |             | |
| 14 december 2023 21:00 uur | Maccabi Tel Aviv               | 3 – 1   | KAA Gent    | Stadion: Národný futbalový štadión, Bratislava Scheidsrechter: Jesús Gil Manzano Video-assistent: Valentin Gómez AVAR: Isidro Diaz de Mera Escuderos |
| 14 december 2023 21:00 uur | Kanichowsky 9' Zahavi 24', 61' | Verslag | 49' De Sart | Stadion: Národný futbalový štadión, Bratislava Scheidsrechter: Jesús Gil Manzano Video-assistent: Valentin Gómez AVAR: Isidro Diaz de Mera Escuderos |
| 14 december 2023 21:00 uur |                                |         |             | Stadion: Národný futbalový štadión, Bratislava Scheidsrechter: Jesús Gil Manzano Video-assistent: Valentin Gómez AVAR: Isidro Diaz de Mera Escuderos |
| 14 december 2023 21:00 uur |                                |         |             | Stadion: Národný futbalový štadión, Bratislava Scheidsrechter: Jesús Gil Manzano Video-assistent: Valentin Gómez AVAR: Isidro Diaz de Mera Escuderos |
|                            |                                |         |             | |

|                            |                                                       |         |                      | |
| 14 december 2023 21:00 uur | Zorja Loehansk                                        | 4 – 0   | Breiðablik Kópavogur | Stadion: Arena Lublin, Lublin (Polen) Toeschouwers: 442 Scheidsrechter: Tomas Klima Video-assistent: Miroslav Zelinka AVAR: Ondřej Berka |
| 14 december 2023 21:00 uur | Guerreo 2' Muminovic 11' (e.g.) Mićin 19' Horbach 76' | Verslag |                      | Stadion: Arena Lublin, Lublin (Polen) Toeschouwers: 442 Scheidsrechter: Tomas Klima Video-assistent: Miroslav Zelinka AVAR: Ondřej Berka |
| 14 december 2023 21:00 uur |                                                       |         |                      | Stadion: Arena Lublin, Lublin (Polen) Toeschouwers: 442 Scheidsrechter: Tomas Klima Video-assistent: Miroslav Zelinka AVAR: Ondřej Berka |
| 14 december 2023 21:00 uur |                                                       |         |                      | Stadion: Arena Lublin, Lublin (Polen) Toeschouwers: 442 Scheidsrechter: Tomas Klima Video-assistent: Miroslav Zelinka AVAR: Ondřej Berka |
|                            |                                                       |         |                      | |

#### Groep C
| Pos | Team            | Wed | W | G | V | Ptn | DV | DT | +/− | Kwalificatie            |       | PIL   | ZAG   | AST   | BAL   |
| --- | --------------- | --- | - | - | - | --- | -- | -- | --- | ----------------------- | ----- | ----- | ----- | ----- | ----- |
| 1   | Viktoria Pilsen | 6   | 6 | 0 | 0 | 18  | 9  | 1  | +8  | Naar de achtste finales |       |       | 1 – 0 | 3 – 0 | 1 – 0 |
| 2   | Dinamo Zagreb   | 6   | 3 | 0 | 3 | 9   | 10 | 5  | +5  | Naar de tussenronde     |       | 0 – 1 |       | 5 – 1 | 3 – 0 |
| 3   | Astana          | 6   | 1 | 1 | 4 | 4   | 4  | 13 | −9  |                         |       | 1 – 2 | 0 – 2 |       | 0 – 0 |
| 4   | KF Ballkani     | 6   | 1 | 1 | 4 | 4   | 3  | 7  | −4  |                         | 0 – 1 | 2 – 0 | 1 – 2 |       |       |

##### Wedstrijden
|                             |                 |         |             | |
| 21 september 2023 21:00 uur | Viktoria Pilsen | 1 – 0   | KF Ballkani | Stadion: Doosan Arena, Pilsen Toeschouwers: 9.562 Scheidsrechter: Damian Sylwestrzak Video-assistent: Pawel Malec AVAR: Tomasz Musiał |
| 21 september 2023 21:00 uur | Kalvach 73'     | Verslag |             | Stadion: Doosan Arena, Pilsen Toeschouwers: 9.562 Scheidsrechter: Damian Sylwestrzak Video-assistent: Pawel Malec AVAR: Tomasz Musiał |
| 21 september 2023 21:00 uur |                 |         |             | Stadion: Doosan Arena, Pilsen Toeschouwers: 9.562 Scheidsrechter: Damian Sylwestrzak Video-assistent: Pawel Malec AVAR: Tomasz Musiał |
| 21 september 2023 21:00 uur |                 |         |             | Stadion: Doosan Arena, Pilsen Toeschouwers: 9.562 Scheidsrechter: Damian Sylwestrzak Video-assistent: Pawel Malec AVAR: Tomasz Musiał |
|                             |                 |         |             | |

|                             |                                                                |         |                  | |
| 21 september 2023 21:00 uur | Dinamo Zagreb                                                  | 5 – 1   | Astana           | Stadion: Maksimirstadion, Zagreb Toeschouwers: 10.005 Scheidsrechter: Paweł Raczkowski Video-assistent: Tomasz Kwiatkowski AVAR: Krzysztof Jakubik |
| 21 september 2023 21:00 uur | Petkovic 43' (pen.), pen.' Bulat 58' Marin 85' Halilovic 90+3' | Verslag | 78' Hovhannisyan | Stadion: Maksimirstadion, Zagreb Toeschouwers: 10.005 Scheidsrechter: Paweł Raczkowski Video-assistent: Tomasz Kwiatkowski AVAR: Krzysztof Jakubik |
| 21 september 2023 21:00 uur |                                                                |         |                  | Stadion: Maksimirstadion, Zagreb Toeschouwers: 10.005 Scheidsrechter: Paweł Raczkowski Video-assistent: Tomasz Kwiatkowski AVAR: Krzysztof Jakubik |
| 21 september 2023 21:00 uur |                                                                |         |                  | Stadion: Maksimirstadion, Zagreb Toeschouwers: 10.005 Scheidsrechter: Paweł Raczkowski Video-assistent: Tomasz Kwiatkowski AVAR: Krzysztof Jakubik |
|                             |                                                                |         |                  | |

|                          |             |         |                     | |
| 5 oktober 2023 16:30 uur | Astana      | 1 – 2   | Viktoria Pilsen     | Stadion: Astana Arena, Astana Toeschouwers: 24.421 Scheidsrechter: Gustavo Correia Video-assistent: João Pinheiro AVAR: André Narciso |
| 5 oktober 2023 16:30 uur | Tomasov 51' | Verslag | 54' Chorý 56' Kopic | Stadion: Astana Arena, Astana Toeschouwers: 24.421 Scheidsrechter: Gustavo Correia Video-assistent: João Pinheiro AVAR: André Narciso |
| 5 oktober 2023 16:30 uur |             |         |                     | Stadion: Astana Arena, Astana Toeschouwers: 24.421 Scheidsrechter: Gustavo Correia Video-assistent: João Pinheiro AVAR: André Narciso |
| 5 oktober 2023 16:30 uur |             |         |                     | Stadion: Astana Arena, Astana Toeschouwers: 24.421 Scheidsrechter: Gustavo Correia Video-assistent: João Pinheiro AVAR: André Narciso |
|                          |             |         |                     | |

|                          |                        |         |               | |
| 5 oktober 2023 18:45 uur | KF Ballkani            | 2 – 0   | Dinamo Zagreb | Stadion: Fadil Vokrristadion, Pristina Toeschouwers: 9.654 Scheidsrechter: Atilla Karaoglan Video-assistent: Hakan Ceylan AVAR: Koray Gençerler |
| 5 oktober 2023 18:45 uur | Kryeziu 44' Hamidi 83' | Verslag |               | Stadion: Fadil Vokrristadion, Pristina Toeschouwers: 9.654 Scheidsrechter: Atilla Karaoglan Video-assistent: Hakan Ceylan AVAR: Koray Gençerler |
| 5 oktober 2023 18:45 uur |                        |         |               | Stadion: Fadil Vokrristadion, Pristina Toeschouwers: 9.654 Scheidsrechter: Atilla Karaoglan Video-assistent: Hakan Ceylan AVAR: Koray Gençerler |
| 5 oktober 2023 18:45 uur |                        |         |               | Stadion: Fadil Vokrristadion, Pristina Toeschouwers: 9.654 Scheidsrechter: Atilla Karaoglan Video-assistent: Hakan Ceylan AVAR: Koray Gençerler |
|                          |                        |         |               | |

|                           |             |         |                                | |
| 26 oktober 2023 18:45 uur | KF Ballkani | 1 – 2   | Astana                         | Stadion: Fadil Vokrristadion, Pristina Toeschouwers: 7.208 Scheidsrechter: Vassilis Fotias Video-assistent: Evangelos Manouchos AVAR: Stefanos Koymparakis |
| 26 oktober 2023 18:45 uur | Kuc 8'      | Verslag | 7' Hovhannisyan 23' Beisebekov | Stadion: Fadil Vokrristadion, Pristina Toeschouwers: 7.208 Scheidsrechter: Vassilis Fotias Video-assistent: Evangelos Manouchos AVAR: Stefanos Koymparakis |
| 26 oktober 2023 18:45 uur |             |         |                                | Stadion: Fadil Vokrristadion, Pristina Toeschouwers: 7.208 Scheidsrechter: Vassilis Fotias Video-assistent: Evangelos Manouchos AVAR: Stefanos Koymparakis |
| 26 oktober 2023 18:45 uur |             |         |                                | Stadion: Fadil Vokrristadion, Pristina Toeschouwers: 7.208 Scheidsrechter: Vassilis Fotias Video-assistent: Evangelos Manouchos AVAR: Stefanos Koymparakis |
|                           |             |         |                                | |

|                           |               |         |                  | |
| 26 oktober 2023 21:00 uur | Dinamo Zagreb | 0 – 1   | Viktoria Pilsen  | Stadion: Maksimirstadion, Zagreb Scheidsrechter: Robert Jones Video-assistent: Jarred Gillett AVAR: Peter Bankes |
| 26 oktober 2023 21:00 uur |               | Verslag | 69' (pen.) Chorý | Stadion: Maksimirstadion, Zagreb Scheidsrechter: Robert Jones Video-assistent: Jarred Gillett AVAR: Peter Bankes |
| 26 oktober 2023 21:00 uur |               |         |                  | Stadion: Maksimirstadion, Zagreb Scheidsrechter: Robert Jones Video-assistent: Jarred Gillett AVAR: Peter Bankes |
| 26 oktober 2023 21:00 uur |               |         |                  | Stadion: Maksimirstadion, Zagreb Scheidsrechter: Robert Jones Video-assistent: Jarred Gillett AVAR: Peter Bankes |
|                           |               |         |                  | |

|                           |         |       |             | |
| 9 november 2023 16:30 uur | Astana  | 0 – 0 | KF Ballkani | Stadion: Astana Arena, Astana Toeschouwers: 15.337 Scheidsrechter: Balázs Berke Video-assistent: István Vad AVAR: Ádám Pillók |
| 9 november 2023 16:30 uur | Verslag |       |             | Stadion: Astana Arena, Astana Toeschouwers: 15.337 Scheidsrechter: Balázs Berke Video-assistent: István Vad AVAR: Ádám Pillók |
| 9 november 2023 16:30 uur |         |       |             | Stadion: Astana Arena, Astana Toeschouwers: 15.337 Scheidsrechter: Balázs Berke Video-assistent: István Vad AVAR: Ádám Pillók |
| 9 november 2023 16:30 uur |         |       |             | Stadion: Astana Arena, Astana Toeschouwers: 15.337 Scheidsrechter: Balázs Berke Video-assistent: István Vad AVAR: Ádám Pillók |
|                           |         |       |             | |

|                           |                  |         |               | |
| 9 november 2023 18:45 uur | Viktoria Pilsen  | 1 – 0   | Dinamo Zagreb | Stadion: Doosan Arena, Pilsen Toeschouwers: 11.084 Scheidsrechter: Anastasios Sidiropoulos Video-assistent: Anastasios Papapetrou AVAR: Evangelos Manouchos |
| 9 november 2023 18:45 uur | Chorý 35' (pen.) | Verslag |               | Stadion: Doosan Arena, Pilsen Toeschouwers: 11.084 Scheidsrechter: Anastasios Sidiropoulos Video-assistent: Anastasios Papapetrou AVAR: Evangelos Manouchos |
| 9 november 2023 18:45 uur |                  |         |               | Stadion: Doosan Arena, Pilsen Toeschouwers: 11.084 Scheidsrechter: Anastasios Sidiropoulos Video-assistent: Anastasios Papapetrou AVAR: Evangelos Manouchos |
| 9 november 2023 18:45 uur |                  |         |               | Stadion: Doosan Arena, Pilsen Toeschouwers: 11.084 Scheidsrechter: Anastasios Sidiropoulos Video-assistent: Anastasios Papapetrou AVAR: Evangelos Manouchos |
|                           |                  |         |               | |

|                            |        |         |                        | |
| 30 november 2023 16:30 uur | Astana | 0 – 2   | Dinamo Zagreb          | Stadion: Astana Arena, Astana Toeschouwers: 20.313 Scheidsrechter: John Beaton Video-assistent: Andrew Dallas AVAR: Steven McLean |
| 30 november 2023 16:30 uur |        | Verslag | 48' Vidović 79' Kaneko | Stadion: Astana Arena, Astana Toeschouwers: 20.313 Scheidsrechter: John Beaton Video-assistent: Andrew Dallas AVAR: Steven McLean |
| 30 november 2023 16:30 uur |        |         |                        | Stadion: Astana Arena, Astana Toeschouwers: 20.313 Scheidsrechter: John Beaton Video-assistent: Andrew Dallas AVAR: Steven McLean |
| 30 november 2023 16:30 uur |        |         |                        | Stadion: Astana Arena, Astana Toeschouwers: 20.313 Scheidsrechter: John Beaton Video-assistent: Andrew Dallas AVAR: Steven McLean |
|                            |        |         |                        | |

|                            |             |         |                 | |
| 30 november 2023 18:45 uur | KF Ballkani | 0 – 1   | Viktoria Pilsen | Stadion: Fadil Vokrristadion, Pristina Toeschouwers: 2.200 Scheidsrechter: Marian Alexandru Barbu Video-assistent: Ovidiu Haţegan AVAR: Radu Petrescu |
| 30 november 2023 18:45 uur |             | Verslag | 81' Šulc        | Stadion: Fadil Vokrristadion, Pristina Toeschouwers: 2.200 Scheidsrechter: Marian Alexandru Barbu Video-assistent: Ovidiu Haţegan AVAR: Radu Petrescu |
| 30 november 2023 18:45 uur |             |         |                 | Stadion: Fadil Vokrristadion, Pristina Toeschouwers: 2.200 Scheidsrechter: Marian Alexandru Barbu Video-assistent: Ovidiu Haţegan AVAR: Radu Petrescu |
| 30 november 2023 18:45 uur |             |         |                 | Stadion: Fadil Vokrristadion, Pristina Toeschouwers: 2.200 Scheidsrechter: Marian Alexandru Barbu Video-assistent: Ovidiu Haţegan AVAR: Radu Petrescu |
|                            |             |         |                 | |

|                            |                                |         |        | |
| 14 december 2023 21:00 uur | Viktoria Pilsen                | 3 – 0   | Astana | Stadion: Doosan Arena, Pilsen Toeschouwers: 8.135 Scheidsrechter: Willy Delajod Video-assistent: Eric Wattellier AVAR: Bastien Dechepy |
| 14 december 2023 21:00 uur | Vlkanova 58' Mosquera 67', 82' | Verslag |        | Stadion: Doosan Arena, Pilsen Toeschouwers: 8.135 Scheidsrechter: Willy Delajod Video-assistent: Eric Wattellier AVAR: Bastien Dechepy |
| 14 december 2023 21:00 uur |                                |         |        | Stadion: Doosan Arena, Pilsen Toeschouwers: 8.135 Scheidsrechter: Willy Delajod Video-assistent: Eric Wattellier AVAR: Bastien Dechepy |
| 14 december 2023 21:00 uur |                                |         |        | Stadion: Doosan Arena, Pilsen Toeschouwers: 8.135 Scheidsrechter: Willy Delajod Video-assistent: Eric Wattellier AVAR: Bastien Dechepy |
|                            |                                |         |        | |

|                            |                                    |         |             | |
| 14 december 2023 21:00 uur | Dinamo Zagreb                      | 3 – 0   | KF Ballkani | Stadion: Maksimirstadion, Zagreb Toeschouwers: 6.048 Scheidsrechter: Ricardo de Burgos Bengoetxea Video-assistent: José Munuera Montero AVAR: Mario Melero López |
| 14 december 2023 21:00 uur | Perić 69' Petković 72', 77' (pen.) | Verslag |             | Stadion: Maksimirstadion, Zagreb Toeschouwers: 6.048 Scheidsrechter: Ricardo de Burgos Bengoetxea Video-assistent: José Munuera Montero AVAR: Mario Melero López |
| 14 december 2023 21:00 uur |                                    |         |             | Stadion: Maksimirstadion, Zagreb Toeschouwers: 6.048 Scheidsrechter: Ricardo de Burgos Bengoetxea Video-assistent: José Munuera Montero AVAR: Mario Melero López |
| 14 december 2023 21:00 uur |                                    |         |             | Stadion: Maksimirstadion, Zagreb Toeschouwers: 6.048 Scheidsrechter: Ricardo de Burgos Bengoetxea Video-assistent: José Munuera Montero AVAR: Mario Melero López |
|                            |                                    |         |             | |

#### Groep D
| Pos | Team        | Wed | W | G | V | Ptn | DV | DT | +/− | Kwalificatie            |       | BRU   | BOD   | BES   | LUG   |
| --- | ----------- | --- | - | - | - | --- | -- | -- | --- | ----------------------- | ----- | ----- | ----- | ----- | ----- |
| 1   | Club Brugge | 6   | 5 | 1 | 0 | 16  | 15 | 3  | +12 | Naar de achtste finales |       |       | 3 – 1 | 1 – 1 | 2 – 0 |
| 2   | Bodø/Glimt  | 6   | 3 | 1 | 2 | 10  | 11 | 8  | +3  | Naar de tussenronde     |       | 0 – 1 |       | 3 – 1 | 5 – 2 |
| 3   | Beşiktaş    | 6   | 1 | 1 | 4 | 4   | 7  | 14 | −7  |                         |       | 0 – 5 | 1 – 2 |       | 2 – 3 |
| 4   | Lugano      | 6   | 1 | 1 | 4 | 4   | 6  | 14 | −8  |                         | 1 – 3 | 0 – 0 | 0 – 2 |       |       |

##### Wedstrijden
|                             |             |         |           | |
| 21 september 2023 21:00 uur | Club Brugge | 1 – 1   | Beşiktaş  | Stadion: Jan Breydelstadion, Brugge Toeschouwers: 18.442 Scheidsrechter: Aleksej Koelbakov Video-assistent: Bartosz Frankowski AVAR: Krzysztof Myrmus |
| 21 september 2023 21:00 uur | Vanaken 77' | Verslag | 88' Tosun | Stadion: Jan Breydelstadion, Brugge Toeschouwers: 18.442 Scheidsrechter: Aleksej Koelbakov Video-assistent: Bartosz Frankowski AVAR: Krzysztof Myrmus |
| 21 september 2023 21:00 uur |             |         |           | Stadion: Jan Breydelstadion, Brugge Toeschouwers: 18.442 Scheidsrechter: Aleksej Koelbakov Video-assistent: Bartosz Frankowski AVAR: Krzysztof Myrmus |
| 21 september 2023 21:00 uur |             |         |           | Stadion: Jan Breydelstadion, Brugge Toeschouwers: 18.442 Scheidsrechter: Aleksej Koelbakov Video-assistent: Bartosz Frankowski AVAR: Krzysztof Myrmus |
|                             |             |         |           | |

|                             |         |       |            | |
| 21 september 2023 21:00 uur | Lugano  | 0 – 0 | Bodø/Glimt | Stadion: Letzigrund, Zürich Toeschouwers: 1.384 Scheidsrechter: David Šmajc Video-assistent: Matej Jug AVAR: Asmir Sagrković |
| 21 september 2023 21:00 uur | Verslag |       |            | Stadion: Letzigrund, Zürich Toeschouwers: 1.384 Scheidsrechter: David Šmajc Video-assistent: Matej Jug AVAR: Asmir Sagrković |
| 21 september 2023 21:00 uur |         |       |            | Stadion: Letzigrund, Zürich Toeschouwers: 1.384 Scheidsrechter: David Šmajc Video-assistent: Matej Jug AVAR: Asmir Sagrković |
| 21 september 2023 21:00 uur |         |       |            | Stadion: Letzigrund, Zürich Toeschouwers: 1.384 Scheidsrechter: David Šmajc Video-assistent: Matej Jug AVAR: Asmir Sagrković |
|                             |         |       |            | |

|                          |            |         |             | |
| 5 oktober 2023 18:45 uur | Bodø/Glimt | 0 – 1   | Club Brugge | Stadion: Aspmyrastadion, Bodø Toeschouwers: 7.481 Scheidsrechter: Ondřej Berka Video-assistent: José Munuera Montero AVAR: Iñigo Prieto |
| 5 oktober 2023 18:45 uur |            | Verslag | 20' Vanaken | Stadion: Aspmyrastadion, Bodø Toeschouwers: 7.481 Scheidsrechter: Ondřej Berka Video-assistent: José Munuera Montero AVAR: Iñigo Prieto |
| 5 oktober 2023 18:45 uur |            |         |             | Stadion: Aspmyrastadion, Bodø Toeschouwers: 7.481 Scheidsrechter: Ondřej Berka Video-assistent: José Munuera Montero AVAR: Iñigo Prieto |
| 5 oktober 2023 18:45 uur |            |         |             | Stadion: Aspmyrastadion, Bodø Toeschouwers: 7.481 Scheidsrechter: Ondřej Berka Video-assistent: José Munuera Montero AVAR: Iñigo Prieto |
|                          |            |         |             | |

|                          |                    |         |                                         | |
| 5 oktober 2023 18:45 uur | Beşiktaş           | 2 – 3   | Lugano                                  | Stadion: Vodafone Park, Istanbul Toeschouwers: 24.648 Scheidsrechter: David Fuxman Video-assistent: Ziv Adler AVAR: Nati Dotan |
| 5 oktober 2023 18:45 uur | Aboubakar 38', 52' | Verslag | 81' Aliseda 86' Vladi 90' (e.g.) Bailly | Stadion: Vodafone Park, Istanbul Toeschouwers: 24.648 Scheidsrechter: David Fuxman Video-assistent: Ziv Adler AVAR: Nati Dotan |
| 5 oktober 2023 18:45 uur |                    |         |                                         | Stadion: Vodafone Park, Istanbul Toeschouwers: 24.648 Scheidsrechter: David Fuxman Video-assistent: Ziv Adler AVAR: Nati Dotan |
| 5 oktober 2023 18:45 uur |                    |         |                                         | Stadion: Vodafone Park, Istanbul Toeschouwers: 24.648 Scheidsrechter: David Fuxman Video-assistent: Ziv Adler AVAR: Nati Dotan |
|                          |                    |         |                                         | |

|                           |           |         |                                        | |
| 26 oktober 2023 18:45 uur | Lugano    | 1 – 3   | Club Brugge                            | Stadion: Letzigrund, Zürich Toeschouwers: 4.037 Scheidsrechter: Ovidiu Haţegan Video-assistent: Marco Guida AVAR: Francesco Meraviglia |
| 26 oktober 2023 18:45 uur | Vladi 74' | Verslag | 15' Balanta 50' Skov Olsen 87' Vanaken | Stadion: Letzigrund, Zürich Toeschouwers: 4.037 Scheidsrechter: Ovidiu Haţegan Video-assistent: Marco Guida AVAR: Francesco Meraviglia |
| 26 oktober 2023 18:45 uur |           |         |                                        | Stadion: Letzigrund, Zürich Toeschouwers: 4.037 Scheidsrechter: Ovidiu Haţegan Video-assistent: Marco Guida AVAR: Francesco Meraviglia |
| 26 oktober 2023 18:45 uur |           |         |                                        | Stadion: Letzigrund, Zürich Toeschouwers: 4.037 Scheidsrechter: Ovidiu Haţegan Video-assistent: Marco Guida AVAR: Francesco Meraviglia |
|                           |           |         |                                        | |

|                           |                                       |         |                  | |
| 26 oktober 2023 21:00 uur | Bodø/Glimt                            | 3 – 1   | Beşiktaş         | Stadion: Aspmyrastadion, Bodø Toeschouwers: 7.115 Scheidsrechter: Nenad Minakovic Video-assistent: Momčilo Marković AVAR: Jelena Cvetković |
| 26 oktober 2023 21:00 uur | Grønbæk 28' Moumbagna 58' Saltnes 87' | Verslag | 90+1' (e.g.) Moe | Stadion: Aspmyrastadion, Bodø Toeschouwers: 7.115 Scheidsrechter: Nenad Minakovic Video-assistent: Momčilo Marković AVAR: Jelena Cvetković |
| 26 oktober 2023 21:00 uur |                                       |         |                  | Stadion: Aspmyrastadion, Bodø Toeschouwers: 7.115 Scheidsrechter: Nenad Minakovic Video-assistent: Momčilo Marković AVAR: Jelena Cvetković |
| 26 oktober 2023 21:00 uur |                                       |         |                  | Stadion: Aspmyrastadion, Bodø Toeschouwers: 7.115 Scheidsrechter: Nenad Minakovic Video-assistent: Momčilo Marković AVAR: Jelena Cvetković |
|                           |                                       |         |                  | |

|                           |                             |         |                    | |
| 9 november 2023 18:45 uur | Beşiktaş                    | 1 – 2   | Bodø/Glimt         | Stadion: Vodafone Park, Istanbul Toeschouwers: 17.314 Scheidsrechter: Sander van der Eijk Video-assistent: Jochem Kamphuis AVAR: Edwin van de Graaf |
| 9 november 2023 18:45 uur | Bingöl 64' Uysal 47', 90+3' | Verslag | 38', 49' Moumbagna | Stadion: Vodafone Park, Istanbul Toeschouwers: 17.314 Scheidsrechter: Sander van der Eijk Video-assistent: Jochem Kamphuis AVAR: Edwin van de Graaf |
| 9 november 2023 18:45 uur |                             |         |                    | Stadion: Vodafone Park, Istanbul Toeschouwers: 17.314 Scheidsrechter: Sander van der Eijk Video-assistent: Jochem Kamphuis AVAR: Edwin van de Graaf |
| 9 november 2023 18:45 uur |                             |         |                    | Stadion: Vodafone Park, Istanbul Toeschouwers: 17.314 Scheidsrechter: Sander van der Eijk Video-assistent: Jochem Kamphuis AVAR: Edwin van de Graaf |
|                           |                             |         |                    | |

|                           |                                                   |         |        | |
| 9 november 2023 21:00 uur | Club Brugge                                       | 2 – 0   | Lugano | Stadion: Jan Breydelstadion, Brugge Toeschouwers: 16.493 Scheidsrechter: Tamás Bognár Video-assistent: Katalin Kulcsár AVAR: Ferenc Karakó |
| 9 november 2023 21:00 uur | Thiago 62' (pen.) Jutglà 85' (pen.) Vanaken 90+6' | Verslag |        | Stadion: Jan Breydelstadion, Brugge Toeschouwers: 16.493 Scheidsrechter: Tamás Bognár Video-assistent: Katalin Kulcsár AVAR: Ferenc Karakó |
| 9 november 2023 21:00 uur |                                                   |         |        | Stadion: Jan Breydelstadion, Brugge Toeschouwers: 16.493 Scheidsrechter: Tamás Bognár Video-assistent: Katalin Kulcsár AVAR: Ferenc Karakó |
| 9 november 2023 21:00 uur |                                                   |         |        | Stadion: Jan Breydelstadion, Brugge Toeschouwers: 16.493 Scheidsrechter: Tamás Bognár Video-assistent: Katalin Kulcsár AVAR: Ferenc Karakó |
|                           |                                                   |         |        | |

|                            |                                                    |         |                     | |
| 30 november 2023 18:45 uur | Bodø/Glimt                                         | 5 – 2   | Lugano              | Stadion: Aspmyrastadion, Bodø Toeschouwers: 6.295 Scheidsrechter: Dario Bel Video-assistent: Duje Strukan AVAR: Marin Vidulin |
| 30 november 2023 18:45 uur | Pellegrino 40', 78' Fet 52' Berg 65' Kapskarmo 88' | Verslag | 69' Celar 86' Babic | Stadion: Aspmyrastadion, Bodø Toeschouwers: 6.295 Scheidsrechter: Dario Bel Video-assistent: Duje Strukan AVAR: Marin Vidulin |
| 30 november 2023 18:45 uur |                                                    |         |                     | Stadion: Aspmyrastadion, Bodø Toeschouwers: 6.295 Scheidsrechter: Dario Bel Video-assistent: Duje Strukan AVAR: Marin Vidulin |
| 30 november 2023 18:45 uur |                                                    |         |                     | Stadion: Aspmyrastadion, Bodø Toeschouwers: 6.295 Scheidsrechter: Dario Bel Video-assistent: Duje Strukan AVAR: Marin Vidulin |
|                            |                                                    |         |                     | |

|                            |          |         |                                                        | |
| 30 november 2023 18:45 uur | Beşiktaş | 0 – 5   | Club Brugge                                            | Stadion: Vodafone Park, Istanbul Toeschouwers: 13.021 Scheidsrechter: David Šmajc Video-assistent: Alen Borošak AVAR: Dragoslav Perič |
| 30 november 2023 18:45 uur |          | Verslag | 4' Nielsen 14', 46' Thiago 51' Onyedika 69' Skov Olsen | Stadion: Vodafone Park, Istanbul Toeschouwers: 13.021 Scheidsrechter: David Šmajc Video-assistent: Alen Borošak AVAR: Dragoslav Perič |
| 30 november 2023 18:45 uur |          |         |                                                        | Stadion: Vodafone Park, Istanbul Toeschouwers: 13.021 Scheidsrechter: David Šmajc Video-assistent: Alen Borošak AVAR: Dragoslav Perič |
| 30 november 2023 18:45 uur |          |         |                                                        | Stadion: Vodafone Park, Istanbul Toeschouwers: 13.021 Scheidsrechter: David Šmajc Video-assistent: Alen Borošak AVAR: Dragoslav Perič |
|                            |          |         |                                                        | |

|                            |                                 |         |                       | |
| 14 december 2023 21:00 uur | Club Brugge                     | 3 – 1   | Bodø/Glimt            | Stadion: Jan Breydelstadion, Brugge Toeschouwers: 15.835 Scheidsrechter: Anastasios Papapetrou Video-assistent: Angelos Evangelou AVAR: Evangelos Manouchos |
| 14 december 2023 21:00 uur | Nusa 26' Thiago 58' Mechele 89' | Verslag | 57' (pen.) Pellegrino | Stadion: Jan Breydelstadion, Brugge Toeschouwers: 15.835 Scheidsrechter: Anastasios Papapetrou Video-assistent: Angelos Evangelou AVAR: Evangelos Manouchos |
| 14 december 2023 21:00 uur |                                 |         |                       | Stadion: Jan Breydelstadion, Brugge Toeschouwers: 15.835 Scheidsrechter: Anastasios Papapetrou Video-assistent: Angelos Evangelou AVAR: Evangelos Manouchos |
| 14 december 2023 21:00 uur |                                 |         |                       | Stadion: Jan Breydelstadion, Brugge Toeschouwers: 15.835 Scheidsrechter: Anastasios Papapetrou Video-assistent: Angelos Evangelou AVAR: Evangelos Manouchos |
|                            |                                 |         |                       | |

|                            |             |         |                                            | |
| 14 december 2023 21:00 uur | Lugano      | 0 – 2   | Beşiktaş                                   | Stadion: Letzigrund, Zürich Toeschouwers: 5.476 Scheidsrechter: Paweł Raczkowski Video-assistent: Piotr Lasyk AVAR: Pawel Malec |
| 14 december 2023 21:00 uur | Steffen 90' | Verslag | 36' Tosun 88' Terzi 90' Oxlade-Chamberlain | Stadion: Letzigrund, Zürich Toeschouwers: 5.476 Scheidsrechter: Paweł Raczkowski Video-assistent: Piotr Lasyk AVAR: Pawel Malec |
| 14 december 2023 21:00 uur |             |         |                                            | Stadion: Letzigrund, Zürich Toeschouwers: 5.476 Scheidsrechter: Paweł Raczkowski Video-assistent: Piotr Lasyk AVAR: Pawel Malec |
| 14 december 2023 21:00 uur |             |         |                                            | Stadion: Letzigrund, Zürich Toeschouwers: 5.476 Scheidsrechter: Paweł Raczkowski Video-assistent: Piotr Lasyk AVAR: Pawel Malec |
|                            |             |         |                                            | |

#### Groep E
| Pos | Team            | Wed | W | G | V | Ptn | DV | DT | +/− | Kwalificatie            |       | AVI   | LEG   | AZ    | ZRI   |
| --- | --------------- | --- | - | - | - | --- | -- | -- | --- | ----------------------- | ----- | ----- | ----- | ----- | ----- |
| 1   | Aston Villa     | 6   | 4 | 1 | 1 | 13  | 12 | 7  | +5  | Naar de achtste finales |       |       | 2 – 1 | 2 – 1 | 1 – 0 |
| 2   | Legia Warschau  | 6   | 4 | 0 | 2 | 12  | 10 | 6  | +4  | Naar de tussenronde     |       | 3 – 2 |       | 2 – 0 | 2 – 0 |
| 3   | AZ              | 6   | 2 | 0 | 4 | 6   | 7  | 12 | −5  |                         |       | 1 – 4 | 1 – 0 |       | 1 – 0 |
| 4   | Zrinjski Mostar | 6   | 1 | 1 | 4 | 4   | 6  | 10 | −4  |                         | 1 – 1 | 1 – 2 | 4 – 3 |       |       |

##### Wedstrijden
|                             |                          |         |                    | |
| 21 september 2023 18:45 uur | Legia Warschau           | 3 – 2   | Aston Villa        | Stadion: Wojska Polskiegostadion, Warschau Toeschouwers: 27.801 Scheidsrechter: Evangelis Manouchos Video-assistent: Angelos Evangelou AVAR: Aristotelis Diamantopoulos |
| 21 september 2023 18:45 uur | Wszolek 3' Muci 26' (51) | Verslag | 6' Durán 38' Digne | Stadion: Wojska Polskiegostadion, Warschau Toeschouwers: 27.801 Scheidsrechter: Evangelis Manouchos Video-assistent: Angelos Evangelou AVAR: Aristotelis Diamantopoulos |
| 21 september 2023 18:45 uur |                          |         |                    | Stadion: Wojska Polskiegostadion, Warschau Toeschouwers: 27.801 Scheidsrechter: Evangelis Manouchos Video-assistent: Angelos Evangelou AVAR: Aristotelis Diamantopoulos |
| 21 september 2023 18:45 uur |                          |         |                    | Stadion: Wojska Polskiegostadion, Warschau Toeschouwers: 27.801 Scheidsrechter: Evangelis Manouchos Video-assistent: Angelos Evangelou AVAR: Aristotelis Diamantopoulos |
|                             |                          |         |                    | |

|                             |                                           |         |                                          | |
| 21 september 2023 18:45 uur | Zrinjski Mostar                           | 4 – 3   | AZ                                       | Stadion: Stadion pod Bijelim Brijegom, Mostar Toeschouwers: 5.100 Scheidsrechter: Donald Robertson Video-assistent: Chris Kavanagh AVAR: Thomas Bramall |
| 21 september 2023 18:45 uur | Kožulj 48', 81' Corluka 68' Hrvanovic 71' | Verslag | 10' van Brederode 32' Mijnans 44' de Wit | Stadion: Stadion pod Bijelim Brijegom, Mostar Toeschouwers: 5.100 Scheidsrechter: Donald Robertson Video-assistent: Chris Kavanagh AVAR: Thomas Bramall |
| 21 september 2023 18:45 uur |                                           |         |                                          | Stadion: Stadion pod Bijelim Brijegom, Mostar Toeschouwers: 5.100 Scheidsrechter: Donald Robertson Video-assistent: Chris Kavanagh AVAR: Thomas Bramall |
| 21 september 2023 18:45 uur |                                           |         |                                          | Stadion: Stadion pod Bijelim Brijegom, Mostar Toeschouwers: 5.100 Scheidsrechter: Donald Robertson Video-assistent: Chris Kavanagh AVAR: Thomas Bramall |
|                             |                                           |         |                                          | |

|                          |                        |         |                | |
| 5 oktober 2023 21:00 uur | AZ                     | 1 – 0   | Legia Warschau | Stadion: AFAS Stadion, Alkmaar Toeschouwers: 14.239 Scheidsrechter: Nenad Minakovic Video-assistent: Momčilo Marković AVAR: Aleksandar Živković |
| 5 oktober 2023 21:00 uur | Pavlidis 52' Lahdo 65' | Verslag |                | Stadion: AFAS Stadion, Alkmaar Toeschouwers: 14.239 Scheidsrechter: Nenad Minakovic Video-assistent: Momčilo Marković AVAR: Aleksandar Živković |
| 5 oktober 2023 21:00 uur |                        |         |                | Stadion: AFAS Stadion, Alkmaar Toeschouwers: 14.239 Scheidsrechter: Nenad Minakovic Video-assistent: Momčilo Marković AVAR: Aleksandar Živković |
| 5 oktober 2023 21:00 uur |                        |         |                | Stadion: AFAS Stadion, Alkmaar Toeschouwers: 14.239 Scheidsrechter: Nenad Minakovic Video-assistent: Momčilo Marković AVAR: Aleksandar Živković |
|                          |                        |         |                | |

|                          |              |         |                 | |
| 5 oktober 2023 21:00 uur | Aston Villa  | 1 – 0   | Zrinjski Mostar | Stadion: Villa Park, Birmingham Toeschouwers: 37.237 Scheidsrechter: Urs Schnyder Video-assistent: Fedayi San AVAR: Lionel Tschudi |
| 5 oktober 2023 21:00 uur | McGinn 90+4' | Verslag |                 | Stadion: Villa Park, Birmingham Toeschouwers: 37.237 Scheidsrechter: Urs Schnyder Video-assistent: Fedayi San AVAR: Lionel Tschudi |
| 5 oktober 2023 21:00 uur |              |         |                 | Stadion: Villa Park, Birmingham Toeschouwers: 37.237 Scheidsrechter: Urs Schnyder Video-assistent: Fedayi San AVAR: Lionel Tschudi |
| 5 oktober 2023 21:00 uur |              |         |                 | Stadion: Villa Park, Birmingham Toeschouwers: 37.237 Scheidsrechter: Urs Schnyder Video-assistent: Fedayi San AVAR: Lionel Tschudi |
|                          |              |         |                 | |

|                           |           |         |                                                 | |
| 26 oktober 2023 18:45 uur | AZ        | 1 – 4   | Aston Villa                                     | Stadion: AFAS Stadion, Alkmaar Toeschouwers: 16.633 Scheidsrechter: Sven Jablonski Video-assistent: Daniel Siebert AVAR: Benjamin Cortus |
| 26 oktober 2023 18:45 uur | Sadiq 65' | Verslag | 13' Bailey 23' Tielemans 51' Watkins 56' McGinn | Stadion: AFAS Stadion, Alkmaar Toeschouwers: 16.633 Scheidsrechter: Sven Jablonski Video-assistent: Daniel Siebert AVAR: Benjamin Cortus |
| 26 oktober 2023 18:45 uur |           |         |                                                 | Stadion: AFAS Stadion, Alkmaar Toeschouwers: 16.633 Scheidsrechter: Sven Jablonski Video-assistent: Daniel Siebert AVAR: Benjamin Cortus |
| 26 oktober 2023 18:45 uur |           |         |                                                 | Stadion: AFAS Stadion, Alkmaar Toeschouwers: 16.633 Scheidsrechter: Sven Jablonski Video-assistent: Daniel Siebert AVAR: Benjamin Cortus |
|                           |           |         |                                                 | |

|                           |                 |         |                                   | |
| 26 oktober 2023 21:00 uur | Zrinjski Mostar | 1 – 2   | Legia Warschau                    | Stadion: Stadion pod Bijelim Brijegom, Mostar Toeschouwers: 6.300 Scheidsrechter: Andrei Chivulete Video-assistent: Marco Di Bello AVAR: Daniele Paterna |
| 26 oktober 2023 21:00 uur | Bilbija 30'     | Verslag | 32' (e.g.) Jakovljevic 62' Kramer | Stadion: Stadion pod Bijelim Brijegom, Mostar Toeschouwers: 6.300 Scheidsrechter: Andrei Chivulete Video-assistent: Marco Di Bello AVAR: Daniele Paterna |
| 26 oktober 2023 21:00 uur |                 |         |                                   | Stadion: Stadion pod Bijelim Brijegom, Mostar Toeschouwers: 6.300 Scheidsrechter: Andrei Chivulete Video-assistent: Marco Di Bello AVAR: Daniele Paterna |
| 26 oktober 2023 21:00 uur |                 |         |                                   | Stadion: Stadion pod Bijelim Brijegom, Mostar Toeschouwers: 6.300 Scheidsrechter: Andrei Chivulete Video-assistent: Marco Di Bello AVAR: Daniele Paterna |
|                           |                 |         |                                   | |

|                           |                                  |         |                 | |
| 9 november 2023 18:45 uur | Legia Warschau                   | 2 – 0   | Zrinjski Mostar | Stadion: Wojska Polskiegostadion, Warschau Toeschouwers: 24.616 Scheidsrechter: Ricardo de Burgos Bengoetxea Video-assistent: José Munuera Montero AVAR: Mario Meiero Lopez |
| 9 november 2023 18:45 uur | Augustyniak 14' Josué 30' (pen.) | Verslag |                 | Stadion: Wojska Polskiegostadion, Warschau Toeschouwers: 24.616 Scheidsrechter: Ricardo de Burgos Bengoetxea Video-assistent: José Munuera Montero AVAR: Mario Meiero Lopez |
| 9 november 2023 18:45 uur |                                  |         |                 | Stadion: Wojska Polskiegostadion, Warschau Toeschouwers: 24.616 Scheidsrechter: Ricardo de Burgos Bengoetxea Video-assistent: José Munuera Montero AVAR: Mario Meiero Lopez |
| 9 november 2023 18:45 uur |                                  |         |                 | Stadion: Wojska Polskiegostadion, Warschau Toeschouwers: 24.616 Scheidsrechter: Ricardo de Burgos Bengoetxea Video-assistent: José Munuera Montero AVAR: Mario Meiero Lopez |
|                           |                                  |         |                 | |

|                           |                        |         |              | |
| 9 november 2023 21:00 uur | Aston Villa            | 2 – 1   | AZ           | Stadion: Villa Park, Birmingham Scheidsrechter: Luís Godinho Video-assistent: Hugo Miguel AVAR: Helder Malheiro |
| 9 november 2023 21:00 uur | Carlos 61' Watkins 81' | Verslag | 52' Pavlidis | Stadion: Villa Park, Birmingham Scheidsrechter: Luís Godinho Video-assistent: Hugo Miguel AVAR: Helder Malheiro |
| 9 november 2023 21:00 uur |                        |         |              | Stadion: Villa Park, Birmingham Scheidsrechter: Luís Godinho Video-assistent: Hugo Miguel AVAR: Helder Malheiro |
| 9 november 2023 21:00 uur |                        |         |              | Stadion: Villa Park, Birmingham Scheidsrechter: Luís Godinho Video-assistent: Hugo Miguel AVAR: Helder Malheiro |
|                           |                        |         |              | |

|                            |                     |         |                 | |
| 30 november 2023 18:45 uur | AZ                  | 1 – 0   | Zrinjski Mostar | Stadion: AFAS Stadion, Alkmaar Toeschouwers: 17.132 Scheidsrechter: Oleksiy Derevinskyi Video-assistent: Luca Pairetto AVAR: Daniele Doveri |
| 30 november 2023 18:45 uur | Pavlidis 59' (pen.) | Verslag |                 | Stadion: AFAS Stadion, Alkmaar Toeschouwers: 17.132 Scheidsrechter: Oleksiy Derevinskyi Video-assistent: Luca Pairetto AVAR: Daniele Doveri |
| 30 november 2023 18:45 uur |                     |         |                 | Stadion: AFAS Stadion, Alkmaar Toeschouwers: 17.132 Scheidsrechter: Oleksiy Derevinskyi Video-assistent: Luca Pairetto AVAR: Daniele Doveri |
| 30 november 2023 18:45 uur |                     |         |                 | Stadion: AFAS Stadion, Alkmaar Toeschouwers: 17.132 Scheidsrechter: Oleksiy Derevinskyi Video-assistent: Luca Pairetto AVAR: Daniele Doveri |
|                            |                     |         |                 | |

|                            |                     |         |                | |
| 30 november 2023 21:00 uur | Aston Villa         | 2 – 1   | Legia Warschau | Stadion: Villa Park, Birmingham Toeschouwers: 37.866 Scheidsrechter: Marco Di Bello Video-assistent: Gianluca Aureliano AVAR: Lorenzo Maggioni |
| 30 november 2023 21:00 uur | Diaby 4' Moreno 58' | Verslag | 20' Muçi       | Stadion: Villa Park, Birmingham Toeschouwers: 37.866 Scheidsrechter: Marco Di Bello Video-assistent: Gianluca Aureliano AVAR: Lorenzo Maggioni |
| 30 november 2023 21:00 uur |                     |         |                | Stadion: Villa Park, Birmingham Toeschouwers: 37.866 Scheidsrechter: Marco Di Bello Video-assistent: Gianluca Aureliano AVAR: Lorenzo Maggioni |
| 30 november 2023 21:00 uur |                     |         |                | Stadion: Villa Park, Birmingham Toeschouwers: 37.866 Scheidsrechter: Marco Di Bello Video-assistent: Gianluca Aureliano AVAR: Lorenzo Maggioni |
|                            |                     |         |                | |

|                            |                        |         |                  | |
| 14 december 2023 18:45 uur | Legia Warschau         | 2 – 0   | AZ               | Stadion: Wojska Polskiegostadion, Warschau Toeschouwers: 27.369 Scheidsrechter: Harald Lechner Video-assistent: Manuel Schüttengruber AVAR: Andreis Heiss |
| 14 december 2023 18:45 uur | Ribeiro 34' Kramer 81' | Verslag | 53' Martins Indi | Stadion: Wojska Polskiegostadion, Warschau Toeschouwers: 27.369 Scheidsrechter: Harald Lechner Video-assistent: Manuel Schüttengruber AVAR: Andreis Heiss |
| 14 december 2023 18:45 uur |                        |         |                  | Stadion: Wojska Polskiegostadion, Warschau Toeschouwers: 27.369 Scheidsrechter: Harald Lechner Video-assistent: Manuel Schüttengruber AVAR: Andreis Heiss |
| 14 december 2023 18:45 uur |                        |         |                  | Stadion: Wojska Polskiegostadion, Warschau Toeschouwers: 27.369 Scheidsrechter: Harald Lechner Video-assistent: Manuel Schüttengruber AVAR: Andreis Heiss |
|                            |                        |         |                  | |

|                            |                 |         |             | |
| 14 december 2023 18:45 uur | Zrinjski Mostar | 1 – 1   | Aston Villa | Stadion: Stadion pod Bijelim Brijegom, Mostar Toeschouwers: 6.610 Scheidsrechter: Balázs Berke Video-assistent: Tamás Bognár AVAR: Ferenc Karakó |
| 14 december 2023 18:45 uur | Malekinušić 87' | Verslag | 61' Zaniolo | Stadion: Stadion pod Bijelim Brijegom, Mostar Toeschouwers: 6.610 Scheidsrechter: Balázs Berke Video-assistent: Tamás Bognár AVAR: Ferenc Karakó |
| 14 december 2023 18:45 uur |                 |         |             | Stadion: Stadion pod Bijelim Brijegom, Mostar Toeschouwers: 6.610 Scheidsrechter: Balázs Berke Video-assistent: Tamás Bognár AVAR: Ferenc Karakó |
| 14 december 2023 18:45 uur |                 |         |             | Stadion: Stadion pod Bijelim Brijegom, Mostar Toeschouwers: 6.610 Scheidsrechter: Balázs Berke Video-assistent: Tamás Bognár AVAR: Ferenc Karakó |
|                            |                 |         |             | |

#### Groep F
| Pos | Team        | Wed | W | G | V | Ptn | DV | DT | +/− | Kwalificatie            |       | FIO   | FER   | GNK   | CUK   |
| --- | ----------- | --- | - | - | - | --- | -- | -- | --- | ----------------------- | ----- | ----- | ----- | ----- | ----- |
| 1   | Fiorentina  | 6   | 3 | 3 | 0 | 12  | 14 | 6  | +8  | Naar de achtste finales |       |       | 2 – 2 | 2 – 1 | 6 – 0 |
| 2   | Ferencváros | 6   | 2 | 4 | 0 | 10  | 9  | 6  | +3  | Naar de tussenronde     |       | 1 – 1 |       | 1 – 1 | 3 – 1 |
| 3   | Racing Genk | 6   | 2 | 3 | 1 | 9   | 8  | 5  | +3  |                         |       | 2 – 2 | 0 – 0 |       | 2 – 0 |
| 4   | Čukarički   | 6   | 0 | 0 | 6 | 0   | 2  | 16 | −14 |                         | 0 – 1 | 1 – 2 | 0 – 2 |       |       |

##### Wedstrijden
|                             |                                          |         |              | |
| 21 september 2023 18:45 uur | Ferencváros                              | 3 – 1   | Čukarički    | Stadion: Groupama Arena, Boedapest Toeschouwers: 17.859 Scheidsrechter: Guillermo Cuadra Fernández Video-assistent: Ricardo de Burgos Bengoetxea AVAR: Juan Luis Pulido Santana |
| 21 september 2023 18:45 uur | Varga 44' (pen.) Kwabena 45+7' Pesic 79' | Verslag | 26' Ivanovic | Stadion: Groupama Arena, Boedapest Toeschouwers: 17.859 Scheidsrechter: Guillermo Cuadra Fernández Video-assistent: Ricardo de Burgos Bengoetxea AVAR: Juan Luis Pulido Santana |
| 21 september 2023 18:45 uur |                                          |         |              | Stadion: Groupama Arena, Boedapest Toeschouwers: 17.859 Scheidsrechter: Guillermo Cuadra Fernández Video-assistent: Ricardo de Burgos Bengoetxea AVAR: Juan Luis Pulido Santana |
| 21 september 2023 18:45 uur |                                          |         |              | Stadion: Groupama Arena, Boedapest Toeschouwers: 17.859 Scheidsrechter: Guillermo Cuadra Fernández Video-assistent: Ricardo de Burgos Bengoetxea AVAR: Juan Luis Pulido Santana |
|                             |                                          |         |              | |

|                             |                         |         |                 | |
| 21 september 2023 18:45 uur | Racing Genk             | 2 – 2   | Fiorentina      | Stadion: Cegeka Arena, Genk Toeschouwers: 11.243 Scheidsrechter: Stéphanie Frappart Video-assistent: Pierre Gaillouste AVAR: Maïka Vanderstichel |
| 21 september 2023 18:45 uur | Zeqiri 12' McKenzie 85' | Verslag | 7', 23' Ranieri | Stadion: Cegeka Arena, Genk Toeschouwers: 11.243 Scheidsrechter: Stéphanie Frappart Video-assistent: Pierre Gaillouste AVAR: Maïka Vanderstichel |
| 21 september 2023 18:45 uur |                         |         |                 | Stadion: Cegeka Arena, Genk Toeschouwers: 11.243 Scheidsrechter: Stéphanie Frappart Video-assistent: Pierre Gaillouste AVAR: Maïka Vanderstichel |
| 21 september 2023 18:45 uur |                         |         |                 | Stadion: Cegeka Arena, Genk Toeschouwers: 11.243 Scheidsrechter: Stéphanie Frappart Video-assistent: Pierre Gaillouste AVAR: Maïka Vanderstichel |
|                             |                         |         |                 | |

|                          |                       |         |                     | |
| 5 oktober 2023 21:00 uur | Fiorentina            | 2 – 2   | Ferencváros         | Stadion: Stadio Artemio Franchi, Florence Toeschouwers: 20.367 Scheidsrechter: Daniel Schlager Video-assistent: Sören Storks AVAR: Robert Schröder |
| 5 oktober 2023 21:00 uur | Barák 66' Ikoné 90+3' | Verslag | 25' Varga 50' Cissé | Stadion: Stadio Artemio Franchi, Florence Toeschouwers: 20.367 Scheidsrechter: Daniel Schlager Video-assistent: Sören Storks AVAR: Robert Schröder |
| 5 oktober 2023 21:00 uur |                       |         |                     | Stadion: Stadio Artemio Franchi, Florence Toeschouwers: 20.367 Scheidsrechter: Daniel Schlager Video-assistent: Sören Storks AVAR: Robert Schröder |
| 5 oktober 2023 21:00 uur |                       |         |                     | Stadion: Stadio Artemio Franchi, Florence Toeschouwers: 20.367 Scheidsrechter: Daniel Schlager Video-assistent: Sören Storks AVAR: Robert Schröder |
|                          |                       |         |                     | |

|                          |           |         |                                | |
| 5 oktober 2023 21:00 uur | Čukarički | 0 – 2   | Racing Genk                    | Stadion: Dubočicastadion, Leskovac Toeschouwers: 2.447 Scheidsrechter: Adam Ladebäck Video-assistent: Luca Pairetto AVAR: Marco Serra |
| 5 oktober 2023 21:00 uur |           | Verslag | 10' Heynen 20' (pen.) Paintsil | Stadion: Dubočicastadion, Leskovac Toeschouwers: 2.447 Scheidsrechter: Adam Ladebäck Video-assistent: Luca Pairetto AVAR: Marco Serra |
| 5 oktober 2023 21:00 uur |           |         |                                | Stadion: Dubočicastadion, Leskovac Toeschouwers: 2.447 Scheidsrechter: Adam Ladebäck Video-assistent: Luca Pairetto AVAR: Marco Serra |
| 5 oktober 2023 21:00 uur |           |         |                                | Stadion: Dubočicastadion, Leskovac Toeschouwers: 2.447 Scheidsrechter: Adam Ladebäck Video-assistent: Luca Pairetto AVAR: Marco Serra |
|                          |           |         |                                | |

|                           |                 |         |             | |
| 26 oktober 2023 21:00 uur | Racing Genk     | 0 – 0   | Ferencváros | Stadion: Cegeka Arena, Genk Toeschouwers: 10.597 Scheidsrechter: Aleksandar Stavrev Video-assistent: Fran Jović AVAR: Mario Zebec |
| 26 oktober 2023 21:00 uur | Arokodare 90+3' | Verslag |             | Stadion: Cegeka Arena, Genk Toeschouwers: 10.597 Scheidsrechter: Aleksandar Stavrev Video-assistent: Fran Jović AVAR: Mario Zebec |
| 26 oktober 2023 21:00 uur |                 |         |             | Stadion: Cegeka Arena, Genk Toeschouwers: 10.597 Scheidsrechter: Aleksandar Stavrev Video-assistent: Fran Jović AVAR: Mario Zebec |
| 26 oktober 2023 21:00 uur |                 |         |             | Stadion: Cegeka Arena, Genk Toeschouwers: 10.597 Scheidsrechter: Aleksandar Stavrev Video-assistent: Fran Jović AVAR: Mario Zebec |
|                           |                 |         |             | |

|                           |                                                           |         |             | |
| 26 oktober 2023 21:00 uur | Fiorentina                                                | 6 – 0   | Čukarički   | Stadion: Stadio Artemio Franchi, Florence Scheidsrechter: Chrysovalantis Theouli Video-assistent: Dimitris Solomou AVAR: Marios Christoforou |
| 26 oktober 2023 21:00 uur | Beltrán 6', 10' Ikoné 29' Sottil 65' Quarta 73' Lopez 83' | Verslag | 38' Subotic | Stadion: Stadio Artemio Franchi, Florence Scheidsrechter: Chrysovalantis Theouli Video-assistent: Dimitris Solomou AVAR: Marios Christoforou |
| 26 oktober 2023 21:00 uur |                                                           |         |             | Stadion: Stadio Artemio Franchi, Florence Scheidsrechter: Chrysovalantis Theouli Video-assistent: Dimitris Solomou AVAR: Marios Christoforou |
| 26 oktober 2023 21:00 uur |                                                           |         |             | Stadion: Stadio Artemio Franchi, Florence Scheidsrechter: Chrysovalantis Theouli Video-assistent: Dimitris Solomou AVAR: Marios Christoforou |
|                           |                                                           |         |             | |

|                           |             |         |             | |
| 9 november 2023 18:45 uur | Ferencváros | 1 – 1   | Racing Genk | Stadion: Groupama Arena, Boedapest Toeschouwers: 20.127 Scheidsrechter: Aleksej Koelbakov Video-assistent: Bartosz Frankowski AVAR: Marcin Borkowski |
| 9 november 2023 18:45 uur | Pešić 47'   | Verslag | 62' Muñoz   | Stadion: Groupama Arena, Boedapest Toeschouwers: 20.127 Scheidsrechter: Aleksej Koelbakov Video-assistent: Bartosz Frankowski AVAR: Marcin Borkowski |
| 9 november 2023 18:45 uur |             |         |             | Stadion: Groupama Arena, Boedapest Toeschouwers: 20.127 Scheidsrechter: Aleksej Koelbakov Video-assistent: Bartosz Frankowski AVAR: Marcin Borkowski |
| 9 november 2023 18:45 uur |             |         |             | Stadion: Groupama Arena, Boedapest Toeschouwers: 20.127 Scheidsrechter: Aleksej Koelbakov Video-assistent: Bartosz Frankowski AVAR: Marcin Borkowski |
|                           |             |         |             | |

|                           |           |         |                 | |
| 9 november 2023 18:45 uur | Čukarički | 0 – 1   | Fiorentina      | Stadion: Dubočicastadion, Leskovac Toeschouwers: 3.402 Scheidsrechter: Robert Schröder Video-assistent: Sören Storks AVAR: Sven Jablonski |
| 9 november 2023 18:45 uur |           | Verslag | 8' (pen.) Nzolo | Stadion: Dubočicastadion, Leskovac Toeschouwers: 3.402 Scheidsrechter: Robert Schröder Video-assistent: Sören Storks AVAR: Sven Jablonski |
| 9 november 2023 18:45 uur |           |         |                 | Stadion: Dubočicastadion, Leskovac Toeschouwers: 3.402 Scheidsrechter: Robert Schröder Video-assistent: Sören Storks AVAR: Sven Jablonski |
| 9 november 2023 18:45 uur |           |         |                 | Stadion: Dubočicastadion, Leskovac Toeschouwers: 3.402 Scheidsrechter: Robert Schröder Video-assistent: Sören Storks AVAR: Sven Jablonski |
|                           |           |         |                 | |

|                            |                                  |         |             | |
| 30 november 2023 21:00 uur | Fiorentina                       | 2 – 1   | Racing Genk | Stadion: Stadio Artemio Franchi, Florence Toeschouwers: 16.666 Scheidsrechter: Joey Kooij Video-assistent: Jeroen Manschot AVAR: Erwin Blank |
| 30 november 2023 21:00 uur | Quarta 45+4' González 82' (pen.) | Verslag | 45' Kayembe | Stadion: Stadio Artemio Franchi, Florence Toeschouwers: 16.666 Scheidsrechter: Joey Kooij Video-assistent: Jeroen Manschot AVAR: Erwin Blank |
| 30 november 2023 21:00 uur |                                  |         |             | Stadion: Stadio Artemio Franchi, Florence Toeschouwers: 16.666 Scheidsrechter: Joey Kooij Video-assistent: Jeroen Manschot AVAR: Erwin Blank |
| 30 november 2023 21:00 uur |                                  |         |             | Stadion: Stadio Artemio Franchi, Florence Toeschouwers: 16.666 Scheidsrechter: Joey Kooij Video-assistent: Jeroen Manschot AVAR: Erwin Blank |
|                            |                                  |         |             | |

|                            |                                    |         |                              | |
| 30 november 2023 21:00 uur | Čukarički                          | 1 – 2   | Ferencváros                  | Stadion: Dubočicastadion, Leskovac Toeschouwers: 1.389 Scheidsrechter: Mohammed Al-Emara Video-assistent: Sören Storks AVAR: Harm Osmers |
| 30 november 2023 21:00 uur | Adžić 10' Jovanović 90+10', 90+12' | Verslag | 83' Zachariassen 90+8' Pešić | Stadion: Dubočicastadion, Leskovac Toeschouwers: 1.389 Scheidsrechter: Mohammed Al-Emara Video-assistent: Sören Storks AVAR: Harm Osmers |
| 30 november 2023 21:00 uur |                                    |         |                              | Stadion: Dubočicastadion, Leskovac Toeschouwers: 1.389 Scheidsrechter: Mohammed Al-Emara Video-assistent: Sören Storks AVAR: Harm Osmers |
| 30 november 2023 21:00 uur |                                    |         |                              | Stadion: Dubočicastadion, Leskovac Toeschouwers: 1.389 Scheidsrechter: Mohammed Al-Emara Video-assistent: Sören Storks AVAR: Harm Osmers |
|                            |                                    |         |                              | |

|                            |                                                        |         |           | |
| 14 december 2023 18:45 uur | Racing Genk                                            | 2 – 0   | Čukarički | Stadion: Cegeka Arena, Genk Toeschouwers: 10.423 Scheidsrechter: Trustin Farrugia Cann Video-assistent: Bartosz Frankowski AVAR: Pawel Pskit |
| 14 december 2023 18:45 uur | Paintsil 9' (pen.) Heynen 21' Galarza 33' Paintsil 57' | Verslag |           | Stadion: Cegeka Arena, Genk Toeschouwers: 10.423 Scheidsrechter: Trustin Farrugia Cann Video-assistent: Bartosz Frankowski AVAR: Pawel Pskit |
| 14 december 2023 18:45 uur |                                                        |         |           | Stadion: Cegeka Arena, Genk Toeschouwers: 10.423 Scheidsrechter: Trustin Farrugia Cann Video-assistent: Bartosz Frankowski AVAR: Pawel Pskit |
| 14 december 2023 18:45 uur |                                                        |         |           | Stadion: Cegeka Arena, Genk Toeschouwers: 10.423 Scheidsrechter: Trustin Farrugia Cann Video-assistent: Bartosz Frankowski AVAR: Pawel Pskit |
|                            |                                                        |         |           | |

|                            |                  |         |             | |
| 14 december 2023 18:45 uur | Ferencváros      | 1 – 1   | Fiorentina  | Stadion: Groupama Arena, Boedapest Toeschouwers: 20.657 Scheidsrechter: Luís Godinho Video-assistent: Hélder Malheiro AVAR: Vasco Santos |
| 14 december 2023 18:45 uur | Zachariassen 48' | Verslag | 73' Ranieri | Stadion: Groupama Arena, Boedapest Toeschouwers: 20.657 Scheidsrechter: Luís Godinho Video-assistent: Hélder Malheiro AVAR: Vasco Santos |
| 14 december 2023 18:45 uur |                  |         |             | Stadion: Groupama Arena, Boedapest Toeschouwers: 20.657 Scheidsrechter: Luís Godinho Video-assistent: Hélder Malheiro AVAR: Vasco Santos |
| 14 december 2023 18:45 uur |                  |         |             | Stadion: Groupama Arena, Boedapest Toeschouwers: 20.657 Scheidsrechter: Luís Godinho Video-assistent: Hélder Malheiro AVAR: Vasco Santos |
|                            |                  |         |             | |

#### Groep G
| Pos | Team                | Wed | W | G | V | Ptn | DV | DT | +/− | Kwalificatie            |       | SAL   | FRA   | ABE   | HEL   |
| --- | ------------------- | --- | - | - | - | --- | -- | -- | --- | ----------------------- | ----- | ----- | ----- | ----- | ----- |
| 1   | PAOK Saloniki       | 6   | 5 | 1 | 0 | 16  | 16 | 10 | +6  | Naar de achtste finales |       |       | 2 – 1 | 2 – 2 | 4 – 2 |
| 2   | Eintracht Frankfurt | 6   | 3 | 0 | 3 | 9   | 11 | 7  | +4  | Naar de tussenronde     |       | 1 – 2 |       | 2 – 1 | 6 – 0 |
| 3   | Aberdeen            | 6   | 1 | 3 | 2 | 6   | 10 | 10 | 0   |                         |       | 2 – 3 | 2 – 0 |       | 1 – 1 |
| 4   | HJK Helsinki        | 6   | 0 | 2 | 4 | 2   | 7  | 17 | −10 |                         | 2 – 3 | 0 – 1 | 2 – 2 |       |       |

##### Wedstrijden
|                             |                           |         |                                            | |
| 21 september 2023 18:45 uur | HJK Helsinki              | 2 – 3   | PAOK Saloniki                              | Stadion: Bolt Arena, Helsinki Toeschouwers: 8.532 Scheidsrechter: Marian Alexandru Barbu Video-assistent: Cătălin Popa AVAR: Andrei Chivulete |
| 21 september 2023 18:45 uur | Bandé 35' Radulovic 90+9' | Verslag | 55' Koulierakis 81' Despodov 90+4' Brandon | Stadion: Bolt Arena, Helsinki Toeschouwers: 8.532 Scheidsrechter: Marian Alexandru Barbu Video-assistent: Cătălin Popa AVAR: Andrei Chivulete |
| 21 september 2023 18:45 uur |                           |         |                                            | Stadion: Bolt Arena, Helsinki Toeschouwers: 8.532 Scheidsrechter: Marian Alexandru Barbu Video-assistent: Cătălin Popa AVAR: Andrei Chivulete |
| 21 september 2023 18:45 uur |                           |         |                                            | Stadion: Bolt Arena, Helsinki Toeschouwers: 8.532 Scheidsrechter: Marian Alexandru Barbu Video-assistent: Cătălin Popa AVAR: Andrei Chivulete |
|                             |                           |         |                                            | |

|                             |                              |         |             | |
| 21 september 2023 18:45 uur | Eintracht Frankfurt          | 2 – 1   | Aberdeen    | Stadion: Deutsche Bank Park, Frankfurt Toeschouwers: 55.500 Scheidsrechter: Chrysovalantis Theouli Video-assistent: Dimitris Solomou AVAR: Marios Christoforou |
| 21 september 2023 18:45 uur | Marmoush 11' (pen.) Koch 61' | Verslag | 22' Polvara | Stadion: Deutsche Bank Park, Frankfurt Toeschouwers: 55.500 Scheidsrechter: Chrysovalantis Theouli Video-assistent: Dimitris Solomou AVAR: Marios Christoforou |
| 21 september 2023 18:45 uur |                              |         |             | Stadion: Deutsche Bank Park, Frankfurt Toeschouwers: 55.500 Scheidsrechter: Chrysovalantis Theouli Video-assistent: Dimitris Solomou AVAR: Marios Christoforou |
| 21 september 2023 18:45 uur |                              |         |             | Stadion: Deutsche Bank Park, Frankfurt Toeschouwers: 55.500 Scheidsrechter: Chrysovalantis Theouli Video-assistent: Dimitris Solomou AVAR: Marios Christoforou |
|                             |                              |         |             | |

|                          |                                |         |                     | |
| 5 oktober 2023 21:00 uur | PAOK Saloniki                  | 2 – 1   | Eintracht Frankfurt | Stadion: Toumbastadion, Thessaloniki Toeschouwers: 21.549 Scheidsrechter: Simone Sozza Video-assistent: Maurizio Mariani AVAR: Valerio Marini |
| 5 oktober 2023 21:00 uur | Živković 28' Koulierakis 90+2' | Verslag | 68' Marmoush        | Stadion: Toumbastadion, Thessaloniki Toeschouwers: 21.549 Scheidsrechter: Simone Sozza Video-assistent: Maurizio Mariani AVAR: Valerio Marini |
| 5 oktober 2023 21:00 uur |                                |         |                     | Stadion: Toumbastadion, Thessaloniki Toeschouwers: 21.549 Scheidsrechter: Simone Sozza Video-assistent: Maurizio Mariani AVAR: Valerio Marini |
| 5 oktober 2023 21:00 uur |                                |         |                     | Stadion: Toumbastadion, Thessaloniki Toeschouwers: 21.549 Scheidsrechter: Simone Sozza Video-assistent: Maurizio Mariani AVAR: Valerio Marini |
|                          |                                |         |                     | |

|                          |             |         |               | |
| 5 oktober 2023 21:00 uur | Aberdeen    | 1 – 1   | HJK Helsinki  | Stadion: Pittodrie Stadium, Aberdeen Toeschouwers: 16.316 Scheidsrechter: Daniel Stefański Video-assistent: Pawel Malec AVAR: Krzysztof Myrmus |
| 5 oktober 2023 21:00 uur | Miovski 79' | Verslag | 59' Radulovic | Stadion: Pittodrie Stadium, Aberdeen Toeschouwers: 16.316 Scheidsrechter: Daniel Stefański Video-assistent: Pawel Malec AVAR: Krzysztof Myrmus |
| 5 oktober 2023 21:00 uur |             |         |               | Stadion: Pittodrie Stadium, Aberdeen Toeschouwers: 16.316 Scheidsrechter: Daniel Stefański Video-assistent: Pawel Malec AVAR: Krzysztof Myrmus |
| 5 oktober 2023 21:00 uur |             |         |               | Stadion: Pittodrie Stadium, Aberdeen Toeschouwers: 16.316 Scheidsrechter: Daniel Stefański Video-assistent: Pawel Malec AVAR: Krzysztof Myrmus |
|                          |             |         |               | |

|                           |                                                               |         |              | |
| 26 oktober 2023 21:00 uur | Eintracht Frankfurt                                           | 6 – 0   | HJK Helsinki | Stadion: Deutsche Bank Park, Frankfurt Toeschouwers: 55.500 Scheidsrechter: Viktor Kopijevskyj Video-assistent: Daniele Chiffi AVAR: Daniele Doveri |
| 26 oktober 2023 21:00 uur | Ebimbe 12' (pen.) Koch 27' Marmoush 30' Tuta 45+3' Skhiri 55' | Verslag |              | Stadion: Deutsche Bank Park, Frankfurt Toeschouwers: 55.500 Scheidsrechter: Viktor Kopijevskyj Video-assistent: Daniele Chiffi AVAR: Daniele Doveri |
| 26 oktober 2023 21:00 uur |                                                               |         |              | Stadion: Deutsche Bank Park, Frankfurt Toeschouwers: 55.500 Scheidsrechter: Viktor Kopijevskyj Video-assistent: Daniele Chiffi AVAR: Daniele Doveri |
| 26 oktober 2023 21:00 uur |                                                               |         |              | Stadion: Deutsche Bank Park, Frankfurt Toeschouwers: 55.500 Scheidsrechter: Viktor Kopijevskyj Video-assistent: Daniele Chiffi AVAR: Daniele Doveri |
|                           |                                                               |         |              | |

|                           |                         |         |                                                | |
| 26 oktober 2023 21:00 uur | Aberdeen                | 2 – 3   | PAOK Saloniki                                  | Stadion: Pittodrie Stadium, Aberdeen Toeschouwers: 16.089 Scheidsrechter: Sebastian Gishamer Video-assistent: Alan Kijas AVAR: Josef Spurny |
| 26 oktober 2023 21:00 uur | Miovski 50' Polvara 58' | Verslag | 73' Despodov 84' Vieirinha 90+6' (pen.) Schwab | Stadion: Pittodrie Stadium, Aberdeen Toeschouwers: 16.089 Scheidsrechter: Sebastian Gishamer Video-assistent: Alan Kijas AVAR: Josef Spurny |
| 26 oktober 2023 21:00 uur |                         |         |                                                | Stadion: Pittodrie Stadium, Aberdeen Toeschouwers: 16.089 Scheidsrechter: Sebastian Gishamer Video-assistent: Alan Kijas AVAR: Josef Spurny |
| 26 oktober 2023 21:00 uur |                         |         |                                                | Stadion: Pittodrie Stadium, Aberdeen Toeschouwers: 16.089 Scheidsrechter: Sebastian Gishamer Video-assistent: Alan Kijas AVAR: Josef Spurny |
|                           |                         |         |                                                | |

|                           |                        |         |                       | |
| 9 november 2023 18:45 uur | PAOK Saloniki          | 2 – 2   | Aberdeen              | Stadion: Toumbastadion, Thessaloniki Toeschouwers: 19.019 Scheidsrechter: Juxhin Xhaja Video-assistent: Daniele Chiffi AVAR: Marco Serra |
| 9 november 2023 18:45 uur | Taison 23' Samatta 67' | Verslag | 14' Lopes 70' McGrath | Stadion: Toumbastadion, Thessaloniki Toeschouwers: 19.019 Scheidsrechter: Juxhin Xhaja Video-assistent: Daniele Chiffi AVAR: Marco Serra |
| 9 november 2023 18:45 uur |                        |         |                       | Stadion: Toumbastadion, Thessaloniki Toeschouwers: 19.019 Scheidsrechter: Juxhin Xhaja Video-assistent: Daniele Chiffi AVAR: Marco Serra |
| 9 november 2023 18:45 uur |                        |         |                       | Stadion: Toumbastadion, Thessaloniki Toeschouwers: 19.019 Scheidsrechter: Juxhin Xhaja Video-assistent: Daniele Chiffi AVAR: Marco Serra |
|                           |                        |         |                       | |

|                           |              |         |                     | |
| 9 november 2023 18:45 uur | HJK Helsinki | 0 – 1   | Eintracht Frankfurt | Stadion: Bolt Arena, Helsinki Toeschouwers: 10.121 Scheidsrechter: Pierre Gaillouste Video-assistent: Eric Wattellier AVAR: Bastien Dechepy |
| 9 november 2023 18:45 uur |              | Verslag | 30' Chaibi          | Stadion: Bolt Arena, Helsinki Toeschouwers: 10.121 Scheidsrechter: Pierre Gaillouste Video-assistent: Eric Wattellier AVAR: Bastien Dechepy |
| 9 november 2023 18:45 uur |              |         |                     | Stadion: Bolt Arena, Helsinki Toeschouwers: 10.121 Scheidsrechter: Pierre Gaillouste Video-assistent: Eric Wattellier AVAR: Bastien Dechepy |
| 9 november 2023 18:45 uur |              |         |                     | Stadion: Bolt Arena, Helsinki Toeschouwers: 10.121 Scheidsrechter: Pierre Gaillouste Video-assistent: Eric Wattellier AVAR: Bastien Dechepy |
|                           |              |         |                     | |

|                            |                        |         |                         | |
| 30 november 2023 18:45 uur | HJK Helsinki           | 2 – 2   | Aberdeen                | Stadion: Bolt Arena, Helsinki Toeschouwers: 9.053 Scheidsrechter: Genc Nuza Video-assistent: Daniele Chiffi AVAR: Eugenio Abbattista |
| 30 november 2023 18:45 uur | Bandé 16' Hostikka 33' | Verslag | 41' MacDonald 56' Lopes | Stadion: Bolt Arena, Helsinki Toeschouwers: 9.053 Scheidsrechter: Genc Nuza Video-assistent: Daniele Chiffi AVAR: Eugenio Abbattista |
| 30 november 2023 18:45 uur |                        |         |                         | Stadion: Bolt Arena, Helsinki Toeschouwers: 9.053 Scheidsrechter: Genc Nuza Video-assistent: Daniele Chiffi AVAR: Eugenio Abbattista |
| 30 november 2023 18:45 uur |                        |         |                         | Stadion: Bolt Arena, Helsinki Toeschouwers: 9.053 Scheidsrechter: Genc Nuza Video-assistent: Daniele Chiffi AVAR: Eugenio Abbattista |
|                            |                        |         |                         | |

|                            |                                 |         |                           | |
| 30 november 2023 21:00 uur | Eintracht Frankfurt             | 1 – 2   | PAOK Saloniki             | Stadion: Deutsche Bank Park, Frankfurt Toeschouwers: 58.000 Scheidsrechter: Damian Sylwestrzak Video-assistent: Bartosz Frankowski AVAR: Krzysztof Jakubik |
| 30 november 2023 21:00 uur | Marmoush 58' Jakić 90+3', 90+4' | Verslag | 55' Kędziora 73' Živković | Stadion: Deutsche Bank Park, Frankfurt Toeschouwers: 58.000 Scheidsrechter: Damian Sylwestrzak Video-assistent: Bartosz Frankowski AVAR: Krzysztof Jakubik |
| 30 november 2023 21:00 uur |                                 |         |                           | Stadion: Deutsche Bank Park, Frankfurt Toeschouwers: 58.000 Scheidsrechter: Damian Sylwestrzak Video-assistent: Bartosz Frankowski AVAR: Krzysztof Jakubik |
| 30 november 2023 21:00 uur |                                 |         |                           | Stadion: Deutsche Bank Park, Frankfurt Toeschouwers: 58.000 Scheidsrechter: Damian Sylwestrzak Video-assistent: Bartosz Frankowski AVAR: Krzysztof Jakubik |
|                            |                                 |         |                           | |

|                            |                                                          |         |                                         | |
| 14 december 2023 18:45 uur | PAOK Saloniki                                            | 4 – 2   | HJK Helsinki                            | Stadion: Toumbastadion, Thessaloniki Toeschouwers: 13.696 Scheidsrechter: Giorgi Kroeasjvili Video-assistent: César Soto Grado AVAR: Eduaro Prieto Iglesias |
| 14 december 2023 18:45 uur | Ozdojev 37' Konstantelias 47' Toivio 53' (e.g.) Murg 85' | Verslag | 6' Radulović 90+2' (pen.) Hetemaj 90+2' | Stadion: Toumbastadion, Thessaloniki Toeschouwers: 13.696 Scheidsrechter: Giorgi Kroeasjvili Video-assistent: César Soto Grado AVAR: Eduaro Prieto Iglesias |
| 14 december 2023 18:45 uur |                                                          |         |                                         | Stadion: Toumbastadion, Thessaloniki Toeschouwers: 13.696 Scheidsrechter: Giorgi Kroeasjvili Video-assistent: César Soto Grado AVAR: Eduaro Prieto Iglesias |
| 14 december 2023 18:45 uur |                                                          |         |                                         | Stadion: Toumbastadion, Thessaloniki Toeschouwers: 13.696 Scheidsrechter: Giorgi Kroeasjvili Video-assistent: César Soto Grado AVAR: Eduaro Prieto Iglesias |
|                            |                                                          |         |                                         | |

|                            |                      |         |                     | |
| 14 december 2023 18:45 uur | Aberdeen             | 2 – 0   | Eintracht Frankfurt | Stadion: Pittodrie Stadium, Aberdeen Toeschouwers: 14.474 Scheidsrechter: Miguel Noguiera Video-assistent: Fábio Oliveira Melo AVAR: Gustavo Correia |
| 14 december 2023 18:45 uur | Lopes 41' Sokler 74' | Verslag |                     | Stadion: Pittodrie Stadium, Aberdeen Toeschouwers: 14.474 Scheidsrechter: Miguel Noguiera Video-assistent: Fábio Oliveira Melo AVAR: Gustavo Correia |
| 14 december 2023 18:45 uur |                      |         |                     | Stadion: Pittodrie Stadium, Aberdeen Toeschouwers: 14.474 Scheidsrechter: Miguel Noguiera Video-assistent: Fábio Oliveira Melo AVAR: Gustavo Correia |
| 14 december 2023 18:45 uur |                      |         |                     | Stadion: Pittodrie Stadium, Aberdeen Toeschouwers: 14.474 Scheidsrechter: Miguel Noguiera Video-assistent: Fábio Oliveira Melo AVAR: Gustavo Correia |
|                            |                      |         |                     | |

#### Groep H
| Pos | Team           | Wed | W | G | V | Ptn | DV | DT | +/− | Kwalificatie            |       | FEN   | LOE   | NOR   | SPT   |
| --- | -------------- | --- | - | - | - | --- | -- | -- | --- | ----------------------- | ----- | ----- | ----- | ----- | ----- |
| 1   | Fenerbahçe     | 6   | 4 | 0 | 2 | 12  | 13 | 11 | +2  | Naar de achtste finales |       |       | 3 – 1 | 3 – 1 | 4 – 0 |
| 2   | Loedogorets    | 6   | 4 | 0 | 2 | 12  | 11 | 11 | 0   | Naar de tussenronde     |       | 2 – 0 |       | 1 – 0 | 4 – 0 |
| 3   | Nordsjælland   | 6   | 3 | 1 | 2 | 10  | 17 | 7  | +10 |                         |       | 6 – 1 | 7 – 1 |       | 1 – 1 |
| 4   | Spartak Trnava | 6   | 0 | 1 | 5 | 1   | 3  | 15 | −12 |                         | 1 – 2 | 1 – 2 | 0 – 2 |       |       |

##### Wedstrijden
|                             |                                             |         |                | |
| 21 september 2023 18:45 uur | Loedogorets                                 | 4 – 0   | Spartak Trnava | Stadion: Huvepharma Arena, Razgrad Toeschouwers: 6.358 Scheidsrechter: Genc Nuza Video-assistent: Fedayi San AVAR: Lionel Tschudi |
| 21 september 2023 18:45 uur | Yordanov 46' Piotrowski 50', 63' Seco 90+4' | Verslag |                | Stadion: Huvepharma Arena, Razgrad Toeschouwers: 6.358 Scheidsrechter: Genc Nuza Video-assistent: Fedayi San AVAR: Lionel Tschudi |
| 21 september 2023 18:45 uur |                                             |         |                | Stadion: Huvepharma Arena, Razgrad Toeschouwers: 6.358 Scheidsrechter: Genc Nuza Video-assistent: Fedayi San AVAR: Lionel Tschudi |
| 21 september 2023 18:45 uur |                                             |         |                | Stadion: Huvepharma Arena, Razgrad Toeschouwers: 6.358 Scheidsrechter: Genc Nuza Video-assistent: Fedayi San AVAR: Lionel Tschudi |
|                             |                                             |         |                | |

|                             |                                   |         |               | |
| 21 september 2023 18:45 uur | Fenerbahçe                        | 3 – 1   | Nordsjælland  | Stadion: Şükrü Saracoğlustadion, Istanboel Toeschouwers: 36.130 Scheidsrechter: Gergő Bogár Video-assistent: Tamás Bognár AVAR: István Vad |
| 21 september 2023 18:45 uur | Crespo 24' Batshuayi 30' Aziz 47' | Verslag | 55' Villadsen | Stadion: Şükrü Saracoğlustadion, Istanboel Toeschouwers: 36.130 Scheidsrechter: Gergő Bogár Video-assistent: Tamás Bognár AVAR: István Vad |
| 21 september 2023 18:45 uur |                                   |         |               | Stadion: Şükrü Saracoğlustadion, Istanboel Toeschouwers: 36.130 Scheidsrechter: Gergő Bogár Video-assistent: Tamás Bognár AVAR: István Vad |
| 21 september 2023 18:45 uur |                                   |         |               | Stadion: Şükrü Saracoğlustadion, Istanboel Toeschouwers: 36.130 Scheidsrechter: Gergő Bogár Video-assistent: Tamás Bognár AVAR: István Vad |
|                             |                                   |         |               | |

|                          |                                                                                          |         |                  | |
| 5 oktober 2023 21:00 uur | Nordsjælland                                                                             | 7 – 1   | Loedogorets      | Stadion: Farum Park, Farum Toeschouwers: 4.069 Scheidsrechter: Juxhin Xhaja Video-assistent: Carlos del Cerro Grande AVAR: Santiago Jaime Latre |
| 5 oktober 2023 21:00 uur | Ingvartsen 2' (pen.) Osman 11' Tverskov 31' Nygren 32', 74' Son 68' (e.g.) Rasmussen 86' | Verslag | 9' (pen.) Verdon | Stadion: Farum Park, Farum Toeschouwers: 4.069 Scheidsrechter: Juxhin Xhaja Video-assistent: Carlos del Cerro Grande AVAR: Santiago Jaime Latre |
| 5 oktober 2023 21:00 uur |                                                                                          |         |                  | Stadion: Farum Park, Farum Toeschouwers: 4.069 Scheidsrechter: Juxhin Xhaja Video-assistent: Carlos del Cerro Grande AVAR: Santiago Jaime Latre |
| 5 oktober 2023 21:00 uur |                                                                                          |         |                  | Stadion: Farum Park, Farum Toeschouwers: 4.069 Scheidsrechter: Juxhin Xhaja Video-assistent: Carlos del Cerro Grande AVAR: Santiago Jaime Latre |
|                          |                                                                                          |         |                  | |

|                          |                |         |               | |
| 5 oktober 2023 21:00 uur | Spartak Trnava | 1 – 2   | Fenerbahçe    | Stadion: Štadión Antona Malatinského, Trnava Toeschouwers: 17.528 Scheidsrechter: Sascha Stegemann Video-assistent: Benjamin Brand AVAR: Christian Dingert |
| 5 oktober 2023 21:00 uur | Ofori 88'      | Verslag | 70', 81' King | Stadion: Štadión Antona Malatinského, Trnava Toeschouwers: 17.528 Scheidsrechter: Sascha Stegemann Video-assistent: Benjamin Brand AVAR: Christian Dingert |
| 5 oktober 2023 21:00 uur |                |         |               | Stadion: Štadión Antona Malatinského, Trnava Toeschouwers: 17.528 Scheidsrechter: Sascha Stegemann Video-assistent: Benjamin Brand AVAR: Christian Dingert |
| 5 oktober 2023 21:00 uur |                |         |               | Stadion: Štadión Antona Malatinského, Trnava Toeschouwers: 17.528 Scheidsrechter: Sascha Stegemann Video-assistent: Benjamin Brand AVAR: Christian Dingert |
|                          |                |         |               | |

|                           |                               |         |                    | |
| 26 oktober 2023 18:45 uur | Fenerbahçe                    | 3 – 1   | Loedogorets        | Stadion: Şükrü Saracoğlustadion, Istanboel Toeschouwers: 35.595 Scheidsrechter: Guillermo Cuadra Fernández Video-assistent: César Soto Grado AVAR: Santiago Jaime Latre |
| 26 oktober 2023 18:45 uur | Batshuayi 42' Zajc 52', 90+3' | Verslag | 65' (e.g.) Rodrigo | Stadion: Şükrü Saracoğlustadion, Istanboel Toeschouwers: 35.595 Scheidsrechter: Guillermo Cuadra Fernández Video-assistent: César Soto Grado AVAR: Santiago Jaime Latre |
| 26 oktober 2023 18:45 uur |                               |         |                    | Stadion: Şükrü Saracoğlustadion, Istanboel Toeschouwers: 35.595 Scheidsrechter: Guillermo Cuadra Fernández Video-assistent: César Soto Grado AVAR: Santiago Jaime Latre |
| 26 oktober 2023 18:45 uur |                               |         |                    | Stadion: Şükrü Saracoğlustadion, Istanboel Toeschouwers: 35.595 Scheidsrechter: Guillermo Cuadra Fernández Video-assistent: César Soto Grado AVAR: Santiago Jaime Latre |
|                           |                               |         |                    | |

|                           |                |         |                         | |
| 26 oktober 2023 21:00 uur | Spartak Trnava | 0 – 2   | Nordsjælland            | Stadion: Štadión Antona Malatinského, Trnava Toeschouwers: 12.539 Scheidsrechter: Allard Lindhout Video-assistent: Jeroen Manschot AVAR: Jochem Kamphuis |
| 26 oktober 2023 21:00 uur |                | Verslag | 36' Abbew 48' Rasmussen | Stadion: Štadión Antona Malatinského, Trnava Toeschouwers: 12.539 Scheidsrechter: Allard Lindhout Video-assistent: Jeroen Manschot AVAR: Jochem Kamphuis |
| 26 oktober 2023 21:00 uur |                |         |                         | Stadion: Štadión Antona Malatinského, Trnava Toeschouwers: 12.539 Scheidsrechter: Allard Lindhout Video-assistent: Jeroen Manschot AVAR: Jochem Kamphuis |
| 26 oktober 2023 21:00 uur |                |         |                         | Stadion: Štadión Antona Malatinského, Trnava Toeschouwers: 12.539 Scheidsrechter: Allard Lindhout Video-assistent: Jeroen Manschot AVAR: Jochem Kamphuis |
|                           |                |         |                         | |

|                           |                       |         |                | |
| 9 november 2023 18:45 uur | Nordsjælland          | 1 – 1   | Spartak Trnava | Stadion: Farum Park, Farum Toeschouwers: 5.262 Scheidsrechter: Mohammed Al-Emara Video-assistent: Benjamin Brand AVAR: Pascal Müller |
| 9 november 2023 18:45 uur | Ingvartsen 32' (pen.) | Verslag | 61' Ďuriš      | Stadion: Farum Park, Farum Toeschouwers: 5.262 Scheidsrechter: Mohammed Al-Emara Video-assistent: Benjamin Brand AVAR: Pascal Müller |
| 9 november 2023 18:45 uur |                       |         |                | Stadion: Farum Park, Farum Toeschouwers: 5.262 Scheidsrechter: Mohammed Al-Emara Video-assistent: Benjamin Brand AVAR: Pascal Müller |
| 9 november 2023 18:45 uur |                       |         |                | Stadion: Farum Park, Farum Toeschouwers: 5.262 Scheidsrechter: Mohammed Al-Emara Video-assistent: Benjamin Brand AVAR: Pascal Müller |
|                           |                       |         |                | |

|                           |                           |         |            | |
| 9 november 2023 21:00 uur | Loedogorets               | 2 – 0   | Fenerbahçe | Stadion: Huvepharma Arena, Razgrad Toeschouwers: 10.363 Scheidsrechter: Ondřej Berka Video-assistent: Miroslav Zelinka AVAR: Tomas Kocourek |
| 9 november 2023 21:00 uur | Piotrowski 18' Seco 90+2' | Verslag |            | Stadion: Huvepharma Arena, Razgrad Toeschouwers: 10.363 Scheidsrechter: Ondřej Berka Video-assistent: Miroslav Zelinka AVAR: Tomas Kocourek |
| 9 november 2023 21:00 uur |                           |         |            | Stadion: Huvepharma Arena, Razgrad Toeschouwers: 10.363 Scheidsrechter: Ondřej Berka Video-assistent: Miroslav Zelinka AVAR: Tomas Kocourek |
| 9 november 2023 21:00 uur |                           |         |            | Stadion: Huvepharma Arena, Razgrad Toeschouwers: 10.363 Scheidsrechter: Ondřej Berka Video-assistent: Miroslav Zelinka AVAR: Tomas Kocourek |
|                           |                           |         |            | |

|                            |                                                         |         |               | |
| 30 november 2023 21:00 uur | Nordsjælland                                            | 6 – 1   | Fenerbahçe    | Stadion: Farum Park, Farum Toeschouwers: 7.323 Scheidsrechter: Jérémie Pignard Video-assistent: Benoît Bastien AVAR: Eric Wattellier |
| 30 november 2023 21:00 uur | Hey 21' Svensson 25' Nygren 55', 75', 84' Rasmussen 66' | Verslag | 43' Batshuayi | Stadion: Farum Park, Farum Toeschouwers: 7.323 Scheidsrechter: Jérémie Pignard Video-assistent: Benoît Bastien AVAR: Eric Wattellier |
| 30 november 2023 21:00 uur |                                                         |         |               | Stadion: Farum Park, Farum Toeschouwers: 7.323 Scheidsrechter: Jérémie Pignard Video-assistent: Benoît Bastien AVAR: Eric Wattellier |
| 30 november 2023 21:00 uur |                                                         |         |               | Stadion: Farum Park, Farum Toeschouwers: 7.323 Scheidsrechter: Jérémie Pignard Video-assistent: Benoît Bastien AVAR: Eric Wattellier |
|                            |                                                         |         |               | |

|                            |                |         |                        | |
| 30 november 2023 21:00 uur | Spartak Trnava | 1 – 2   | Loedogorets            | Stadion: Štadión Antona Malatinského, Trnava Toeschouwers: 10.158 Scheidsrechter: Vitālijs Spasjoņņikovs Video-assistent: César Soto Grado AVAR: José Munuera Montero |
| 30 november 2023 21:00 uur | Daniel 78'     | Verslag | 74' Duah 90+5' Tissera | Stadion: Štadión Antona Malatinského, Trnava Toeschouwers: 10.158 Scheidsrechter: Vitālijs Spasjoņņikovs Video-assistent: César Soto Grado AVAR: José Munuera Montero |
| 30 november 2023 21:00 uur |                |         |                        | Stadion: Štadión Antona Malatinského, Trnava Toeschouwers: 10.158 Scheidsrechter: Vitālijs Spasjoņņikovs Video-assistent: César Soto Grado AVAR: José Munuera Montero |
| 30 november 2023 21:00 uur |                |         |                        | Stadion: Štadión Antona Malatinského, Trnava Toeschouwers: 10.158 Scheidsrechter: Vitālijs Spasjoņņikovs Video-assistent: César Soto Grado AVAR: José Munuera Montero |
|                            |                |         |                        | |

|                            |                |         |              | |
| 14 december 2023 18:45 uur | Loedogorets    | 1 – 0   | Nordsjælland | Stadion: Huvepharma Arena, Razgrad Toeschouwers: 6.464 Scheidsrechter: Ovidiu Haţegan Video-assistent: Horațiu Feșnic AVAR: Sebastian Colţescu |
| 14 december 2023 18:45 uur | Piotrowski 79' | Verslag |              | Stadion: Huvepharma Arena, Razgrad Toeschouwers: 6.464 Scheidsrechter: Ovidiu Haţegan Video-assistent: Horațiu Feșnic AVAR: Sebastian Colţescu |
| 14 december 2023 18:45 uur |                |         |              | Stadion: Huvepharma Arena, Razgrad Toeschouwers: 6.464 Scheidsrechter: Ovidiu Haţegan Video-assistent: Horațiu Feșnic AVAR: Sebastian Colţescu |
| 14 december 2023 18:45 uur |                |         |              | Stadion: Huvepharma Arena, Razgrad Toeschouwers: 6.464 Scheidsrechter: Ovidiu Haţegan Video-assistent: Horațiu Feșnic AVAR: Sebastian Colţescu |
|                            |                |         |              | |

|                            |                                              |         |                | |
| 14 december 2023 18:45 uur | Fenerbahçe                                   | 4 – 0   | Spartak Trnava | Stadion: Şükrü Saracoğlustadion, Istanboel Toeschouwers: 33.936 Scheidsrechter: Aleksandar Stavrev Video-assistent: Mario Zebec AVAR: Ante Culjak |
| 14 december 2023 18:45 uur | Kadıoğlu 36' Takáč 48' (e.g.) Džeko 59', 61' | Verslag |                | Stadion: Şükrü Saracoğlustadion, Istanboel Toeschouwers: 33.936 Scheidsrechter: Aleksandar Stavrev Video-assistent: Mario Zebec AVAR: Ante Culjak |
| 14 december 2023 18:45 uur |                                              |         |                | Stadion: Şükrü Saracoğlustadion, Istanboel Toeschouwers: 33.936 Scheidsrechter: Aleksandar Stavrev Video-assistent: Mario Zebec AVAR: Ante Culjak |
| 14 december 2023 18:45 uur |                                              |         |                | Stadion: Şükrü Saracoğlustadion, Istanboel Toeschouwers: 33.936 Scheidsrechter: Aleksandar Stavrev Video-assistent: Mario Zebec AVAR: Ante Culjak |
|                            |                                              |         |                | |

### Knock-outfase
- Er gaan 24 teams door naar de knock-outfase: de acht groepswinnaars, de acht nummers twee van de acht groepen uit de Europa Conference League groepsfase en aangevuld met 8 nummers 3 van de groepsfase van de Europa League.
- In de knock-outfase wordt er eerst een tussenronde gespeeld tussen de acht nummers twee van de groepsfase van de Europa Conference League en de 8 nummers 3 van de groepsfase van de Europa League.
- Tijdens de loting voor de tussenronde hebben de acht nummers twee een geplaatste status en de 8 nummers 3 van de groepsfase van de Europa League hebben een ongeplaatste status. De geplaatste teams worden geloot tegen de ongeplaatste teams. Ploegen uit dezelfde landen kunnen in de tussenronde niet tegen elkaar loten, maar dit geldt ook voor de achtste finales.
- De acht groepswinnaars stromen weer bij de achtste finales in, hierbij hebben de acht groepswinnaars een geplaatste status en de acht winnaars van de tussenronde hebben een ongeplaatste status.
- De geplaatste teams in de tussenronde en de achtste finale spelen hun tweede wedstrijd thuis.
- Vanaf de kwartfinales is er geen geplaatste en ongeplaatste status meer en kan iedereen elkaar loten.

#### Schema
|  | Tussenronde                 | Tussenronde                 | Tussenronde                 | Tussenronde   |                                     |       | Achtste finales | Achtste finales | Achtste finales | Achtste finales |  |  | Kwartfinales | Kwartfinales | Kwartfinales | Kwartfinales |  |  | Halve finales | Halve finales | Halve finales | Halve finales |  |  | Finale | Finale | Finale | Finale |
|  |                             |                             |                             |               |                                     |       |                 |                 |                 |                 |  |  |              |              |              |              |  |  |               |               |               |               |  |  |        |        |        |        |
|  | 15 + 22 feb                 |                             |                             |               |                                     |       |                 |                 |                 |                 |  |  |              |              |              |              |  |  |               |               |               |               |  |  |        |        |        |        |
|  |                             |                             |                             |               |                                     |       |                 |                 |                 |                 |  |  |              |              |              |              |  |  |               |               |               |               |  |  |        |        |        |        |
|  | Ajax (w.n.v.)               | 2                           | 2                           | 4             |                                     |       |                 |                 |                 |                 |  |  |              |              |              |              |  |  |               |               |               |               |  |  |        |        |        |        |
|  | Ajax (w.n.v.)               | 2                           | 2                           | 4             | 7 + 14 mrt                          |       |                 |                 |                 |                 |  |  |              |              |              |              |  |  |               |               |               |               |  |  |        |        |        |        |
|  | Bodø/Glimt                  | 2                           | 1                           | 3             |                                     |       |                 |                 |                 |                 |  |  |              |              |              |              |  |  |               |               |               |               |  |  |        |        |        |        |
|  | Bodø/Glimt                  | 2                           | 1                           | 3             | Ajax                                | 0     | 0               | 0               |                 |                 |  |  |              |              |              |              |  |  |               |               |               |               |  |  |        |        |        |        |
|  |                             |                             |                             |               | Ajax                                | 0     | 0               | 0               |                 |                 |  |  |              |              |              |              |  |  |               |               |               |               |  |  |        |        |        |        |
|  |                             |                             | Aston Villa                 | 0             | 4                                   | 4     |                 |                 |                 |                 |  |  |              |              |              |              |  |  |               |               |               |               |  |  |        |        |        |        |
|  |                             |                             | Aston Villa                 | 0             | 4                                   | 4     |                 |                 |                 |                 |  |  |              |              |              |              |  |  |               |               |               |               |  |  |        |        |        |        |
|  |                             |                             |                             |               | 11 + 18 apr                         |       |                 |                 |                 |                 |  |  |              |              |              |              |  |  |               |               |               |               |  |  |        |        |        |        |
|  |                             |                             |                             |               |                                     |       |                 |                 |                 |                 |  |  |              |              |              |              |  |  |               |               |               |               |  |  |        |        |        |        |
|  | Aston Villa (w.n.v.)        | 2                           | 1                           | 3 (4)         |                                     |       |                 |                 |                 |                 |  |  |              |              |              |              |  |  |               |               |               |               |  |  |        |        |        |        |
|  | Aston Villa (w.n.v.)        | 2                           | 1                           | 3 (4)         | 15 + 22 feb                         |       |                 |                 |                 |                 |  |  |              |              |              |              |  |  |               |               |               |               |  |  |        |        |        |        |
|  |                             | Lille OSC                   | 1                           | 2             | 3 (3)                               |       |                 |                 |                 |                 |  |  |              |              |              |              |  |  |               |               |               |               |  |  |        |        |        |        |
|  | Sturm Graz                  | Lille OSC                   | 1                           | 2             | 3 (3)                               | 4     | 1               | 5               |                 |                 |  |  |              |              |              |              |  |  |               |               |               |               |  |  |        |        |        |        |
|  | Sturm Graz                  | 7 + 14 mrt                  |                             |               |                                     | 4     | 1               | 5               |                 |                 |  |  |              |              |              |              |  |  |               |               |               |               |  |  |        |        |        |        |
|  | Slovan Bratislava           | 1                           | 0                           | 1             |                                     |       |                 |                 |                 |                 |  |  |              |              |              |              |  |  |               |               |               |               |  |  |        |        |        |        |
|  | Slovan Bratislava           | 1                           | 0                           | 1             | Sturm Graz                          | 0     | 1               | 1               |                 |                 |  |  |              |              |              |              |  |  |               |               |               |               |  |  |        |        |        |        |
|  |                             |                             |                             |               | Sturm Graz                          | 0     | 1               | 1               |                 |                 |  |  |              |              |              |              |  |  |               |               |               |               |  |  |        |        |        |        |
|  |                             |                             | Lille OSC                   | 3             | 1                                   | 4     |                 |                 |                 |                 |  |  |              |              |              |              |  |  |               |               |               |               |  |  |        |        |        |        |
|  |                             |                             | Lille OSC                   | 3             | 1                                   | 4     |                 |                 |                 |                 |  |  |              |              |              |              |  |  |               |               |               |               |  |  |        |        |        |        |
|  |                             |                             |                             |               | 2 mei + 9 mei                       |       |                 |                 |                 |                 |  |  |              |              |              |              |  |  |               |               |               |               |  |  |        |        |        |        |
|  |                             |                             |                             |               |                                     |       |                 |                 |                 |                 |  |  |              |              |              |              |  |  |               |               |               |               |  |  |        |        |        |        |
|  | Aston Villa                 | 2                           | 0                           | 2             |                                     |       |                 |                 |                 |                 |  |  |              |              |              |              |  |  |               |               |               |               |  |  |        |        |        |        |
|  | Aston Villa                 | 2                           | 0                           | 2             | 15 + 22 feb                         |       |                 |                 |                 |                 |  |  |              |              |              |              |  |  |               |               |               |               |  |  |        |        |        |        |
|  |                             | Olympiakos Piraeus          | 4                           | 2             | 6                                   |       |                 |                 |                 |                 |  |  |              |              |              |              |  |  |               |               |               |               |  |  |        |        |        |        |
|  | Olympiakos Piraeus          | Olympiakos Piraeus          | 4                           | 2             | 6                                   | 1     | 1               | 2               |                 |                 |  |  |              |              |              |              |  |  |               |               |               |               |  |  |        |        |        |        |
|  | Olympiakos Piraeus          | 7 + 14 mrt                  |                             |               |                                     | 1     | 1               | 2               |                 |                 |  |  |              |              |              |              |  |  |               |               |               |               |  |  |        |        |        |        |
|  | Ferencvárosi TC             | 0                           | 0                           | 0             |                                     |       |                 |                 |                 |                 |  |  |              |              |              |              |  |  |               |               |               |               |  |  |        |        |        |        |
|  | Ferencvárosi TC             | 0                           | 0                           | 0             | Olympiakos Piraeus (w.n.v.)         | 1     | 6               | 7               |                 |                 |  |  |              |              |              |              |  |  |               |               |               |               |  |  |        |        |        |        |
|  |                             |                             |                             |               | Olympiakos Piraeus (w.n.v.)         | 1     | 6               | 7               |                 |                 |  |  |              |              |              |              |  |  |               |               |               |               |  |  |        |        |        |        |
|  |                             |                             | Maccabi Tel Aviv            | 4             | 1                                   | 5     |                 |                 |                 |                 |  |  |              |              |              |              |  |  |               |               |               |               |  |  |        |        |        |        |
|  |                             |                             | Maccabi Tel Aviv            | 4             | 1                                   | 5     |                 |                 |                 |                 |  |  |              |              |              |              |  |  |               |               |               |               |  |  |        |        |        |        |
|  |                             |                             |                             |               | 11 + 18 apr                         |       |                 |                 |                 |                 |  |  |              |              |              |              |  |  |               |               |               |               |  |  |        |        |        |        |
|  |                             |                             |                             |               |                                     |       |                 |                 |                 |                 |  |  |              |              |              |              |  |  |               |               |               |               |  |  |        |        |        |        |
|  | Olympiakos Piraeus (w.n.v.) | 3                           | 0                           | 3 (3)         |                                     |       |                 |                 |                 |                 |  |  |              |              |              |              |  |  |               |               |               |               |  |  |        |        |        |        |
|  | Olympiakos Piraeus (w.n.v.) | 3                           | 0                           | 3 (3)         | 15 + 22 feb                         |       |                 |                 |                 |                 |  |  |              |              |              |              |  |  |               |               |               |               |  |  |        |        |        |        |
|  |                             | Fenerbahçe SK               | 2                           | 1             | 3 (2)                               |       |                 |                 |                 |                 |  |  |              |              |              |              |  |  |               |               |               |               |  |  |        |        |        |        |
|  | Union Sint-Gillis           | Fenerbahçe SK               | 2                           | 1             | 3 (2)                               | 2     | 2               | 4               |                 |                 |  |  |              |              |              |              |  |  |               |               |               |               |  |  |        |        |        |        |
|  | Union Sint-Gillis           | 7 + 14 mrt                  |                             |               |                                     | 2     | 2               | 4               |                 |                 |  |  |              |              |              |              |  |  |               |               |               |               |  |  |        |        |        |        |
|  | Eintracht Frankfurt         | 2                           | 1                           | 3             |                                     |       |                 |                 |                 |                 |  |  |              |              |              |              |  |  |               |               |               |               |  |  |        |        |        |        |
|  | Eintracht Frankfurt         | 2                           | 1                           | 3             | Union Sint-Gillis                   | 0     | 1               | 1               |                 |                 |  |  |              |              |              |              |  |  |               |               |               |               |  |  |        |        |        |        |
|  |                             |                             |                             |               | Union Sint-Gillis                   | 0     | 1               | 1               |                 |                 |  |  |              |              |              |              |  |  |               |               |               |               |  |  |        |        |        |        |
|  |                             |                             | Fenerbahçe SK               | 3             | 0                                   | 3     |                 |                 |                 |                 |  |  |              |              |              |              |  |  |               |               |               |               |  |  |        |        |        |        |
|  |                             |                             | Fenerbahçe SK               | 3             | 0                                   | 3     |                 |                 |                 |                 |  |  |              |              |              |              |  |  |               |               |               |               |  |  |        |        |        |        |
|  |                             |                             |                             |               | 29 mei – Athene (Agia Sofiastadion) |       |                 |                 |                 |                 |  |  |              |              |              |              |  |  |               |               |               |               |  |  |        |        |        |        |
|  |                             |                             |                             |               |                                     |       |                 |                 |                 |                 |  |  |              |              |              |              |  |  |               |               |               |               |  |  |        |        |        |        |
|  | Olympiakos Piraeus (w.n.v.) | Olympiakos Piraeus (w.n.v.) | Olympiakos Piraeus (w.n.v.) | 1             |                                     |       |                 |                 |                 |                 |  |  |              |              |              |              |  |  |               |               |               |               |  |  |        |        |        |        |
|  | Olympiakos Piraeus (w.n.v.) | Olympiakos Piraeus (w.n.v.) | Olympiakos Piraeus (w.n.v.) | 1             | 15 + 22 feb                         |       |                 |                 |                 |                 |  |  |              |              |              |              |  |  |               |               |               |               |  |  |        |        |        |        |
|  |                             | Fiorentina                  | Fiorentina                  | Fiorentina    | 0                                   |       |                 |                 |                 |                 |  |  |              |              |              |              |  |  |               |               |               |               |  |  |        |        |        |        |
|  | Servette FC                 | Fiorentina                  | Fiorentina                  | Fiorentina    | 0                                   | 0     | 1               | 1               |                 |                 |  |  |              |              |              |              |  |  |               |               |               |               |  |  |        |        |        |        |
|  | Servette FC                 | 7 + 14 mrt                  |                             |               |                                     | 0     | 1               | 1               |                 |                 |  |  |              |              |              |              |  |  |               |               |               |               |  |  |        |        |        |        |
|  | PFK Loedogorets             | 0                           | 0                           | 0             |                                     |       |                 |                 |                 |                 |  |  |              |              |              |              |  |  |               |               |               |               |  |  |        |        |        |        |
|  | PFK Loedogorets             | 0                           | 0                           | 0             | Servette FC                         | 0     | 0               | 0 (1)           |                 |                 |  |  |              |              |              |              |  |  |               |               |               |               |  |  |        |        |        |        |
|  |                             |                             |                             |               | Servette FC                         | 0     | 0               | 0 (1)           |                 |                 |  |  |              |              |              |              |  |  |               |               |               |               |  |  |        |        |        |        |
|  |                             |                             | Viktoria Pilsen             | 0             | 0                                   | 0 (3) |                 |                 |                 |                 |  |  |              |              |              |              |  |  |               |               |               |               |  |  |        |        |        |        |
|  |                             |                             | Viktoria Pilsen             | 0             | 0                                   | 0 (3) |                 |                 |                 |                 |  |  |              |              |              |              |  |  |               |               |               |               |  |  |        |        |        |        |
|  |                             |                             |                             |               | 11 + 18 apr                         |       |                 |                 |                 |                 |  |  |              |              |              |              |  |  |               |               |               |               |  |  |        |        |        |        |
|  |                             |                             |                             |               |                                     |       |                 |                 |                 |                 |  |  |              |              |              |              |  |  |               |               |               |               |  |  |        |        |        |        |
|  | Viktoria Pilsen             | 0                           | 0                           | 0             |                                     |       |                 |                 |                 |                 |  |  |              |              |              |              |  |  |               |               |               |               |  |  |        |        |        |        |
|  | Viktoria Pilsen             | 0                           | 0                           | 0             | 15 + 21 feb                         |       |                 |                 |                 |                 |  |  |              |              |              |              |  |  |               |               |               |               |  |  |        |        |        |        |
|  |                             | Fiorentina (w.n.v.)         | 0                           | 2             | 2                                   |       |                 |                 |                 |                 |  |  |              |              |              |              |  |  |               |               |               |               |  |  |        |        |        |        |
|  | Maccabi Haifa               | Fiorentina (w.n.v.)         | 0                           | 2             | 2                                   | 1     | 1               | 2               |                 |                 |  |  |              |              |              |              |  |  |               |               |               |               |  |  |        |        |        |        |
|  | Maccabi Haifa               | 7 + 14 mrt                  |                             |               |                                     | 1     | 1               | 2               |                 |                 |  |  |              |              |              |              |  |  |               |               |               |               |  |  |        |        |        |        |
|  | KAA Gent                    | 0                           | 1                           |               |                                     |       |                 |                 |                 |                 |  |  |              |              |              |              |  |  |               |               |               |               |  |  |        |        |        |        |
|  | KAA Gent                    | 0                           | 1                           | Maccabi Haifa | 3                                   | 1     | 4               |                 |                 |                 |  |  |              |              |              |              |  |  |               |               |               |               |  |  |        |        |        |        |
|  |                             |                             |                             |               | 3                                   | 1     | 4               |                 |                 |                 |  |  |              |              |              |              |  |  |               |               |               |               |  |  |        |        |        |        |
|  |                             |                             | Fiorentina                  | 4             | 1                                   | 5     |                 |                 |                 |                 |  |  |              |              |              |              |  |  |               |               |               |               |  |  |        |        |        |        |
|  |                             |                             | Fiorentina                  | 4             | 1                                   | 5     |                 |                 |                 |                 |  |  |              |              |              |              |  |  |               |               |               |               |  |  |        |        |        |        |
|  |                             |                             |                             |               | 2 mei + 8 mei                       |       |                 |                 |                 |                 |  |  |              |              |              |              |  |  |               |               |               |               |  |  |        |        |        |        |
|  |                             |                             |                             |               |                                     |       |                 |                 |                 |                 |  |  |              |              |              |              |  |  |               |               |               |               |  |  |        |        |        |        |
|  | Fiorentina                  | 3                           | 1                           | 4             |                                     |       |                 |                 |                 |                 |  |  |              |              |              |              |  |  |               |               |               |               |  |  |        |        |        |        |
|  | Fiorentina                  | 3                           | 1                           | 4             | 15 + 22 feb                         |       |                 |                 |                 |                 |  |  |              |              |              |              |  |  |               |               |               |               |  |  |        |        |        |        |
|  |                             | Club Brugge                 | 2                           | 1             | 3                                   |       |                 |                 |                 |                 |  |  |              |              |              |              |  |  |               |               |               |               |  |  |        |        |        |        |
|  | Molde FK                    | Club Brugge                 | 2                           | 1             | 3                                   | 3     | 3               | 6               |                 |                 |  |  |              |              |              |              |  |  |               |               |               |               |  |  |        |        |        |        |
|  | Molde FK                    | 7 + 14 mrt                  |                             |               |                                     | 3     | 3               | 6               |                 |                 |  |  |              |              |              |              |  |  |               |               |               |               |  |  |        |        |        |        |
|  | Legia Warschau              | 2                           | 0                           | 2             |                                     |       |                 |                 |                 |                 |  |  |              |              |              |              |  |  |               |               |               |               |  |  |        |        |        |        |
|  | Legia Warschau              | 2                           | 0                           | 2             | Molde FK                            | 2     | 0               | 2               |                 |                 |  |  |              |              |              |              |  |  |               |               |               |               |  |  |        |        |        |        |
|  |                             |                             |                             |               | Molde FK                            | 2     | 0               | 2               |                 |                 |  |  |              |              |              |              |  |  |               |               |               |               |  |  |        |        |        |        |
|  |                             |                             | Club Brugge                 | 1             | 3                                   | 4     |                 |                 |                 |                 |  |  |              |              |              |              |  |  |               |               |               |               |  |  |        |        |        |        |
|  |                             |                             | Club Brugge                 | 1             | 3                                   | 4     |                 |                 |                 |                 |  |  |              |              |              |              |  |  |               |               |               |               |  |  |        |        |        |        |
|  |                             |                             |                             |               | 11 + 18 apr                         |       |                 |                 |                 |                 |  |  |              |              |              |              |  |  |               |               |               |               |  |  |        |        |        |        |
|  |                             |                             |                             |               |                                     |       |                 |                 |                 |                 |  |  |              |              |              |              |  |  |               |               |               |               |  |  |        |        |        |        |
|  | Club Brugge                 | 1                           | 2                           | 3             |                                     |       |                 |                 |                 |                 |  |  |              |              |              |              |  |  |               |               |               |               |  |  |        |        |        |        |
|  | Club Brugge                 | 1                           | 2                           | 3             | 15 + 22 feb                         |       |                 |                 |                 |                 |  |  |              |              |              |              |  |  |               |               |               |               |  |  |        |        |        |        |
|  |                             | PAOK Saloniki               | 0                           | 0             | 0                                   |       |                 |                 |                 |                 |  |  |              |              |              |              |  |  |               |               |               |               |  |  |        |        |        |        |
|  | Real Betis                  | PAOK Saloniki               | 0                           | 0             | 0                                   | 0     | 1               | 1               |                 |                 |  |  |              |              |              |              |  |  |               |               |               |               |  |  |        |        |        |        |
|  | Real Betis                  | 7 + 14 mrt                  |                             |               |                                     | 0     | 1               | 1               |                 |                 |  |  |              |              |              |              |  |  |               |               |               |               |  |  |        |        |        |        |
|  | Dinamo Zagreb               | 1                           | 1                           | 2             |                                     |       |                 |                 |                 |                 |  |  |              |              |              |              |  |  |               |               |               |               |  |  |        |        |        |        |
|  | Dinamo Zagreb               | 1                           | 1                           | 2             | Dinamo Zagreb                       | 2     | 1               | 3               |                 |                 |  |  |              |              |              |              |  |  |               |               |               |               |  |  |        |        |        |        |
|  |                             |                             |                             |               | Dinamo Zagreb                       | 2     | 1               | 3               |                 |                 |  |  |              |              |              |              |  |  |               |               |               |               |  |  |        |        |        |        |
|  |                             |                             | PAOK Saloniki               | 0             | 5                                   | 5     |                 |                 |                 |                 |  |  |              |              |              |              |  |  |               |               |               |               |  |  |        |        |        |        |
|  |                             |                             | PAOK Saloniki               | 0             | 5                                   | 5     |                 |                 |                 |                 |  |  |              |              |              |              |  |  |               |               |               |               |  |  |        |        |        |        |
|  |                             |                             |                             |               |                                     |       |                 |                 |                 |                 |  |  |              |              |              |              |  |  |               |               |               |               |  |  |        |        |        |        |
|  |                             |                             |                             |               |                                     |       |                 |                 |                 |                 |  |  |              |              |              |              |  |  |               |               |               |               |  |  |        |        |        |        |
|  |                             |                             |                             |               |                                     |       |                 |                 |                 |                 |  |  |              |              |              |              |  |  |               |               |               |               |  |  |        |        |        |        |

#### Tussenronde

##### Loting
De loting vond plaats op 18 december 2023. De heenwedstrijden werden gespeeld op 15 februari 2024, de terugwedstrijden op 21 en 22 februari 2024.
| Nummer twee (geplaatst) | Nummer twee (geplaatst) |          | Nummer drie (EL) (ongeplaatst) | Nummer drie (EL) (ongeplaatst) |
| Groep                   | Team                    | EL-Groep | Team                           |                                |
| ----------------------- | ----------------------- | -------- | ------------------------------ | ------------------------------ |
| A                       | Slovan Bratislava       | A        | Olympiakos Piraeus             |                                |
| B                       | KAA Gent                | B        | Ajax                           |                                |
| C                       | Dinamo Zagreb           | C        | Real Betis                     |                                |
| D                       | Bodø/Glimt              | D        | Sturm Graz                     |                                |
| E                       | Legia Warschau          | E        | Union Sint-Gillis              |                                |
| F                       | Ferencvárosi TC         | F        | Maccabi Haifa                  |                                |
| G                       | Eintracht Frankfurt     | G        | Servette FC                    |                                |
| H                       | PFK Loedogorets         | H        | Molde FK                       |                                |

| Legenda               |
| Geplaatst Ongeplaatst |

| Team 1             | Tot.  | Team 2              | 1e wedstr. | 2e wedstr.   |
| ------------------ | ----- | ------------------- | ---------- | ------------ |
| Sturm Graz         | 5 – 1 | Slovan Bratislava   | 4 – 1      | 1 – 0        |
| Servette FC        | 1 – 0 | PFK Loedogorets     | 0 – 0      | 1 – 0        |
| Union Sint-Gillis  | 4 – 3 | Eintracht Frankfurt | 2 – 2      | 2 – 1        |
| Real Betis         | 1 – 2 | GNK Dinamo Zagreb   | 0 – 1      | 1 – 1        |
| Olympiakos Piraeus | 2 – 0 | Ferencvárosi TC     | 1 – 0      | 1 – 0        |
| Ajax               | 4 – 3 | FK Bodø/Glimt       | 2 – 2      | 2 – 1 (n.v.) |
| Molde FK           | 6 – 2 | Legia Warschau      | 3 – 2      | 3 – 0        |
| Maccabi Haifa      | 2 – 1 | KAA Gent            | 1 – 0      | 1 – 1        |

##### Wedstrijden

###### Heen- en terugwedstrijden

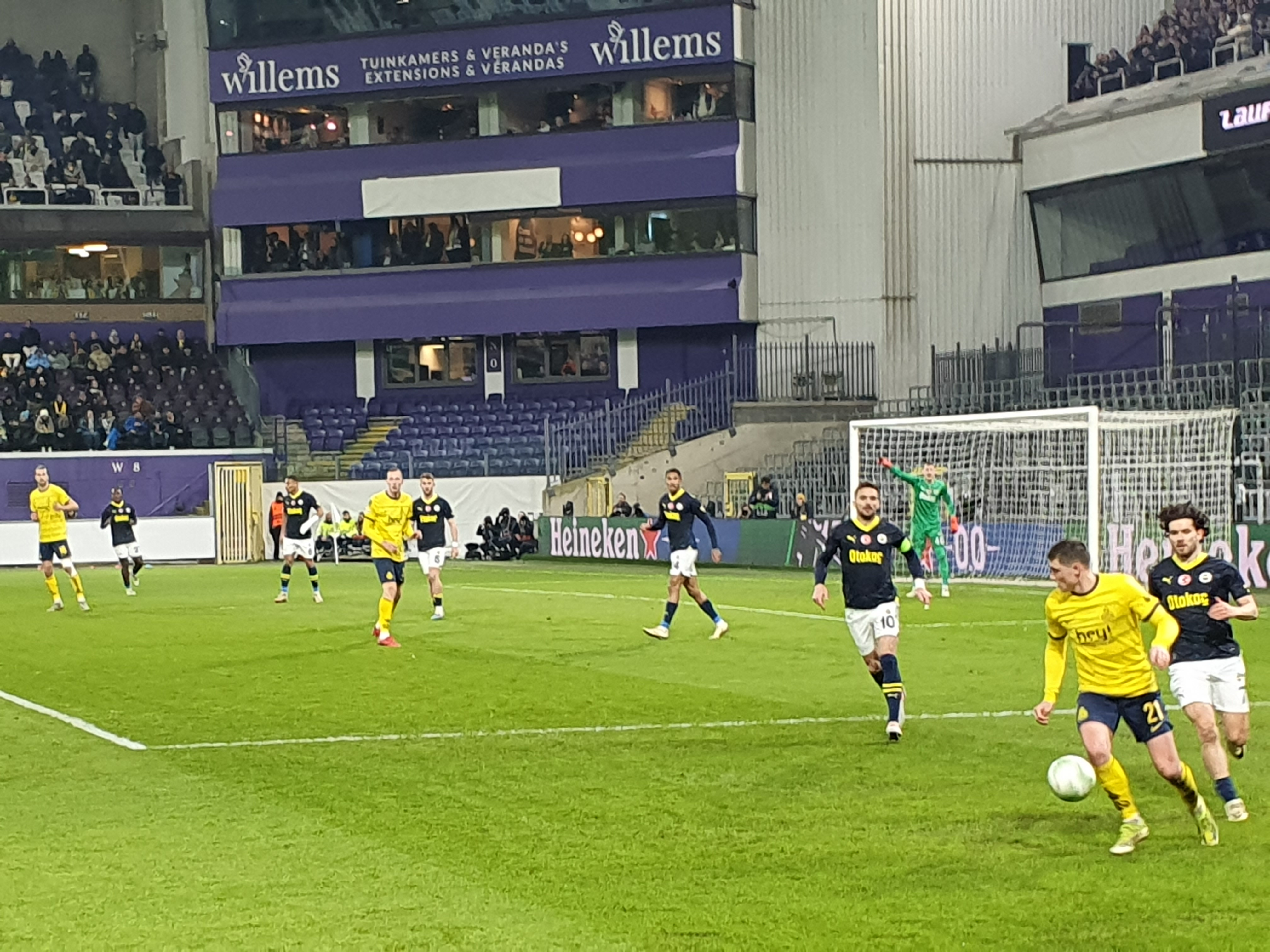
Union vs Fenerbahçe in Lotto Park

|                            |                                                                     |         |                        | |
| 15 februari 2024 18:45 uur | Sturm Graz                                                          | 4 – 1   | Slovan Bratislava      | Stadion: Merkur Arena, Graz Toeschouwers: 12.817 Scheidsrechter: Mohammed Al-Hakim Video-assistent: Fedayi San AVAR: Lukas Fähndrich |
| 15 februari 2024 18:45 uur | Biereth 4' Gorenc Stanković 27' Kiteishvili 64' (pen.) Camara 90+1' | Verslag | 8' Rodrigues 78' Weiss | Stadion: Merkur Arena, Graz Toeschouwers: 12.817 Scheidsrechter: Mohammed Al-Hakim Video-assistent: Fedayi San AVAR: Lukas Fähndrich |
| 15 februari 2024 18:45 uur |                                                                     |         |                        | Stadion: Merkur Arena, Graz Toeschouwers: 12.817 Scheidsrechter: Mohammed Al-Hakim Video-assistent: Fedayi San AVAR: Lukas Fähndrich |
| 15 februari 2024 18:45 uur |                                                                     |         |                        | Stadion: Merkur Arena, Graz Toeschouwers: 12.817 Scheidsrechter: Mohammed Al-Hakim Video-assistent: Fedayi San AVAR: Lukas Fähndrich |
|                            |                                                                     |         |                        | |

|                                                                            |                   |         |             | |
| 22 februari 2024 21:00 uur                                                 | Slovan Bratislava | 0 – 1   | Sturm Graz  | Stadion: Národný futbalový štadión, Bratislava Toeschouwers: 19.870 Scheidsrechter: Orel Grinfeeld Video-assistent: Ziv Adler AVAR: Roi Reinshreiber |
| 22 februari 2024 21:00 uur                                                 | Blackman 90+2'    | Verslag | 52' Biereth | Stadion: Národný futbalový štadión, Bratislava Toeschouwers: 19.870 Scheidsrechter: Orel Grinfeeld Video-assistent: Ziv Adler AVAR: Roi Reinshreiber |
| 22 februari 2024 21:00 uur                                                 |                   |         |             | Stadion: Národný futbalový štadión, Bratislava Toeschouwers: 19.870 Scheidsrechter: Orel Grinfeeld Video-assistent: Ziv Adler AVAR: Roi Reinshreiber |
| 22 februari 2024 21:00 uur                                                 |                   |         |             | Stadion: Národný futbalový štadión, Bratislava Toeschouwers: 19.870 Scheidsrechter: Orel Grinfeeld Video-assistent: Ziv Adler AVAR: Roi Reinshreiber |
| Bijz.: Sturm Graz won over twee wedstrijden met een totaalscore van 5 – 1. |                   |         |             | |

|                            |          |       |             | |
| 15 februari 2024 21:00 uur | Servette | 0 – 0 | Loedogorets | Stadion: Stade de Genève, Lancy Toeschouwers: 13.847 Scheidsrechter: Filip Glova Video-assistent: Marco Di Bello AVAR: Michal Očenáš |
| 15 februari 2024 21:00 uur | Verslag  |       |             | Stadion: Stade de Genève, Lancy Toeschouwers: 13.847 Scheidsrechter: Filip Glova Video-assistent: Marco Di Bello AVAR: Michal Očenáš |
| 15 februari 2024 21:00 uur |          |       |             | Stadion: Stade de Genève, Lancy Toeschouwers: 13.847 Scheidsrechter: Filip Glova Video-assistent: Marco Di Bello AVAR: Michal Očenáš |
| 15 februari 2024 21:00 uur |          |       |             | Stadion: Stade de Genève, Lancy Toeschouwers: 13.847 Scheidsrechter: Filip Glova Video-assistent: Marco Di Bello AVAR: Michal Očenáš |
|                            |          |       |             | |

|                                                                             |             |         |           | |
| 22 februari 2024 18:45 uur                                                  | Loedogorets | 0 – 1   | Servette  | Stadion: Huvepharma Arena, Razgrad Toeschouwers: 6.487 Scheidsrechter: Aliyar Ağayev Video-assistent: Alper Ulusoy AVAR: Abdulkadir Bitigen |
| 22 februari 2024 18:45 uur                                                  |             | Verslag | 6' Cognat | Stadion: Huvepharma Arena, Razgrad Toeschouwers: 6.487 Scheidsrechter: Aliyar Ağayev Video-assistent: Alper Ulusoy AVAR: Abdulkadir Bitigen |
| 22 februari 2024 18:45 uur                                                  |             |         |           | Stadion: Huvepharma Arena, Razgrad Toeschouwers: 6.487 Scheidsrechter: Aliyar Ağayev Video-assistent: Alper Ulusoy AVAR: Abdulkadir Bitigen |
| 22 februari 2024 18:45 uur                                                  |             |         |           | Stadion: Huvepharma Arena, Razgrad Toeschouwers: 6.487 Scheidsrechter: Aliyar Ağayev Video-assistent: Alper Ulusoy AVAR: Abdulkadir Bitigen |
| Bijz.: Servette FC won over twee wedstrijden met een totaalscore van 1 – 0. |             |         |           | |

|                            |                                              |         |                         | |
| 15 februari 2024 18:45 uur | Union Sint-Gillis                            | 2 – 2   | Eintracht Frankfurt     | Stadion: Lotto Park, Anderlecht Toeschouwers: 9.015 Scheidsrechter: Craig Pawson Video-assistent: Stuart Attwell AVAR: Chris Kavanagh |
| 15 februari 2024 18:45 uur | Rasmussen 31' Nilsson 68' Vanhoutte 35', 78' | Verslag | 3' Chaïbi 10' Kalajdžić | Stadion: Lotto Park, Anderlecht Toeschouwers: 9.015 Scheidsrechter: Craig Pawson Video-assistent: Stuart Attwell AVAR: Chris Kavanagh |
| 15 februari 2024 18:45 uur |                                              |         |                         | Stadion: Lotto Park, Anderlecht Toeschouwers: 9.015 Scheidsrechter: Craig Pawson Video-assistent: Stuart Attwell AVAR: Chris Kavanagh |
| 15 februari 2024 18:45 uur |                                              |         |                         | Stadion: Lotto Park, Anderlecht Toeschouwers: 9.015 Scheidsrechter: Craig Pawson Video-assistent: Stuart Attwell AVAR: Chris Kavanagh |
|                            |                                              |         |                         | |

|                                                                                   |                     |         |                        | |
| 22 februari 2024 21:00 uur                                                        | Eintracht Frankfurt | 1 – 2   | Union Sint-Gillis      | Stadion: Deutsche Bank Park, Frankfurt Toeschouwers: 57.300 Scheidsrechter: Espen Eskås Video-assistent: Rob Dieperink AVAR: Clay Ruperti |
| 22 februari 2024 21:00 uur                                                        | Ebimbe 87'          | Verslag | 47' Puertas 80' Eckert | Stadion: Deutsche Bank Park, Frankfurt Toeschouwers: 57.300 Scheidsrechter: Espen Eskås Video-assistent: Rob Dieperink AVAR: Clay Ruperti |
| 22 februari 2024 21:00 uur                                                        |                     |         |                        | Stadion: Deutsche Bank Park, Frankfurt Toeschouwers: 57.300 Scheidsrechter: Espen Eskås Video-assistent: Rob Dieperink AVAR: Clay Ruperti |
| 22 februari 2024 21:00 uur                                                        |                     |         |                        | Stadion: Deutsche Bank Park, Frankfurt Toeschouwers: 57.300 Scheidsrechter: Espen Eskås Video-assistent: Rob Dieperink AVAR: Clay Ruperti |
| Bijz.: Union Sint-Gillis won over twee wedstrijden met een totaalscore van 4 – 3. |                     |         |                        | |

|                            |            |         |                     | |
| 15 februari 2024 21:00 uur | Real Betis | 0 – 1   | Dinamo Zagreb       | Stadion: Estadio Benito Villamarín, Sevilla Toeschouwers: 25.091 Scheidsrechter: Mykola Balakin Video-assistent: Maurizio Mariani AVAR: Kateryna Monzul |
| 15 februari 2024 21:00 uur |            | Verslag | 75' (pen.) Petković | Stadion: Estadio Benito Villamarín, Sevilla Toeschouwers: 25.091 Scheidsrechter: Mykola Balakin Video-assistent: Maurizio Mariani AVAR: Kateryna Monzul |
| 15 februari 2024 21:00 uur |            |         |                     | Stadion: Estadio Benito Villamarín, Sevilla Toeschouwers: 25.091 Scheidsrechter: Mykola Balakin Video-assistent: Maurizio Mariani AVAR: Kateryna Monzul |
| 15 februari 2024 21:00 uur |            |         |                     | Stadion: Estadio Benito Villamarín, Sevilla Toeschouwers: 25.091 Scheidsrechter: Mykola Balakin Video-assistent: Maurizio Mariani AVAR: Kateryna Monzul |
|                            |            |         |                     | |

|                                                                                   |               |         |             | |
| 22 februari 2024 18:45 uur                                                        | Dinamo Zagreb | 1 – 1   | Real Betis  | Stadion: Maksimirstadion, Zagreb Toeschouwers: 18.002 Scheidsrechter: Urs Schnyder Video-assistent: Fedayi San AVAR: Lukas Fähndrich |
| 22 februari 2024 18:45 uur                                                        | Kaneko 59'    | Verslag | 38' Bakambu | Stadion: Maksimirstadion, Zagreb Toeschouwers: 18.002 Scheidsrechter: Urs Schnyder Video-assistent: Fedayi San AVAR: Lukas Fähndrich |
| 22 februari 2024 18:45 uur                                                        |               |         |             | Stadion: Maksimirstadion, Zagreb Toeschouwers: 18.002 Scheidsrechter: Urs Schnyder Video-assistent: Fedayi San AVAR: Lukas Fähndrich |
| 22 februari 2024 18:45 uur                                                        |               |         |             | Stadion: Maksimirstadion, Zagreb Toeschouwers: 18.002 Scheidsrechter: Urs Schnyder Video-assistent: Fedayi San AVAR: Lukas Fähndrich |
| Bijz.: GNK Dinamo Zagreb won over twee wedstrijden met een totaalscore van 2 – 1. |               |         |             | |

|                            |                    |         |             | |
| 15 februari 2024 18:45 uur | Olympiakos Piraeus | 1 – 0   | Ferencváros | Stadion: Georgios Karaiskákisstadion, Piraeus Toeschouwers: 30.300 Scheidsrechter: Glenn Nyberg Video-assistent: Marco Fritz AVAR: Sören Storks |
| 15 februari 2024 18:45 uur | El Kaabi 83'       | Verslag |             | Stadion: Georgios Karaiskákisstadion, Piraeus Toeschouwers: 30.300 Scheidsrechter: Glenn Nyberg Video-assistent: Marco Fritz AVAR: Sören Storks |
| 15 februari 2024 18:45 uur |                    |         |             | Stadion: Georgios Karaiskákisstadion, Piraeus Toeschouwers: 30.300 Scheidsrechter: Glenn Nyberg Video-assistent: Marco Fritz AVAR: Sören Storks |
| 15 februari 2024 18:45 uur |                    |         |             | Stadion: Georgios Karaiskákisstadion, Piraeus Toeschouwers: 30.300 Scheidsrechter: Glenn Nyberg Video-assistent: Marco Fritz AVAR: Sören Storks |
|                            |                    |         |             | |

|                                                                                    |             |         |                     | |
| 22 februari 2024 21:00 uur                                                         | Ferencváros | 0 – 1   | Olympiakos Piraeus  | Stadion: Groupama Arena, Boedapest Toeschouwers: 21.057 Scheidsrechter: Clément Turpin Video-assistent: Jérôme Brisard AVAR: Willy Delajod |
| 22 februari 2024 21:00 uur                                                         |             | Verslag | 45' (pen.) El Kaabi | Stadion: Groupama Arena, Boedapest Toeschouwers: 21.057 Scheidsrechter: Clément Turpin Video-assistent: Jérôme Brisard AVAR: Willy Delajod |
| 22 februari 2024 21:00 uur                                                         |             |         |                     | Stadion: Groupama Arena, Boedapest Toeschouwers: 21.057 Scheidsrechter: Clément Turpin Video-assistent: Jérôme Brisard AVAR: Willy Delajod |
| 22 februari 2024 21:00 uur                                                         |             |         |                     | Stadion: Groupama Arena, Boedapest Toeschouwers: 21.057 Scheidsrechter: Clément Turpin Video-assistent: Jérôme Brisard AVAR: Willy Delajod |
| Bijz.: Olympiakos Piraeus won over twee wedstrijden met een totaalscore van 2 – 0. |             |         |                     | |

|                            |                                            |         |                                 | |
| 15 februari 2024 21:00 uur | Ajax                                       | 2 – 2   | Bodø/Glimt                      | Stadion: Johan Cruijff ArenA, Amsterdam Toeschouwers: 52.267 Scheidsrechter: António Nobre Video-assistent: Tiago Martins AVAR: Luís Godinho |
| 15 februari 2024 21:00 uur | Van den Boomen 90+1' (pen.) Berghuis 90+7' | Verslag | 16', 63' Grønbæk 90+1' Bjørtuft | Stadion: Johan Cruijff ArenA, Amsterdam Toeschouwers: 52.267 Scheidsrechter: António Nobre Video-assistent: Tiago Martins AVAR: Luís Godinho |
| 15 februari 2024 21:00 uur |                                            |         |                                 | Stadion: Johan Cruijff ArenA, Amsterdam Toeschouwers: 52.267 Scheidsrechter: António Nobre Video-assistent: Tiago Martins AVAR: Luís Godinho |
| 15 februari 2024 21:00 uur |                                            |         |                                 | Stadion: Johan Cruijff ArenA, Amsterdam Toeschouwers: 52.267 Scheidsrechter: António Nobre Video-assistent: Tiago Martins AVAR: Luís Godinho |
|                            |                                            |         |                                 | |

|                                                                      |                           |              |                                     | |
| 22 februari 2024 18:45 uur                                           | Bodø/Glimt                | 1 – 2 (n.v.) | Ajax                                | Stadion: Aspmyrastadion, Bodø Toeschouwers: 7.885 Scheidsrechter: Anastasios Sidiropoulos Video-assistent: Angelos Evangelou AVAR: Evangelos Manouchos |
| 22 februari 2024 18:45 uur                                           | Grønbæk 57', 65' Berg 83' | Verslag      | 34' Berghuis 48' Šutalo 114' Taylor | Stadion: Aspmyrastadion, Bodø Toeschouwers: 7.885 Scheidsrechter: Anastasios Sidiropoulos Video-assistent: Angelos Evangelou AVAR: Evangelos Manouchos |
| 22 februari 2024 18:45 uur                                           |                           |              |                                     | Stadion: Aspmyrastadion, Bodø Toeschouwers: 7.885 Scheidsrechter: Anastasios Sidiropoulos Video-assistent: Angelos Evangelou AVAR: Evangelos Manouchos |
| 22 februari 2024 18:45 uur                                           |                           |              |                                     | Stadion: Aspmyrastadion, Bodø Toeschouwers: 7.885 Scheidsrechter: Anastasios Sidiropoulos Video-assistent: Angelos Evangelou AVAR: Evangelos Manouchos |
| Bijz.: Ajax won over twee wedstrijden met een totaalscore van 4 – 3. |                           |              |                                     | |

|                            |                                |         |                           | |
| 15 februari 2024 18:45 uur | Molde FK                       | 3 – 2   | Legia Warschau            | Stadion: Akerstadion, Molde Toeschouwers: 3.996 Scheidsrechter: Enea Jorgji Video-assistent: Luca Pairetto AVAR: Michael Fabbri |
| 15 februari 2024 18:45 uur | Gulbrandsen 12', 19' Kaasa 24' | Verslag | 63' Josué 71' Augustyniak | Stadion: Akerstadion, Molde Toeschouwers: 3.996 Scheidsrechter: Enea Jorgji Video-assistent: Luca Pairetto AVAR: Michael Fabbri |
| 15 februari 2024 18:45 uur |                                |         |                           | Stadion: Akerstadion, Molde Toeschouwers: 3.996 Scheidsrechter: Enea Jorgji Video-assistent: Luca Pairetto AVAR: Michael Fabbri |
| 15 februari 2024 18:45 uur |                                |         |                           | Stadion: Akerstadion, Molde Toeschouwers: 3.996 Scheidsrechter: Enea Jorgji Video-assistent: Luca Pairetto AVAR: Michael Fabbri |
|                            |                                |         |                           | |

|                                                                          |                |         |                                | |
| 22 februari 2024 21:00 uur                                               | Legia Warschau | 0 – 3   | Molde FK                       | Stadion: Wojska Polskiegostadion, Warschau Toeschouwers: 27.459 Scheidsrechter: Harm Osmers Video-assistent: Robert Schröder AVAR: Daniel Schlager |
| 22 februari 2024 21:00 uur                                               |                | Verslag | 2', 67' Gulbrandsen 20' Hestad | Stadion: Wojska Polskiegostadion, Warschau Toeschouwers: 27.459 Scheidsrechter: Harm Osmers Video-assistent: Robert Schröder AVAR: Daniel Schlager |
| 22 februari 2024 21:00 uur                                               |                |         |                                | Stadion: Wojska Polskiegostadion, Warschau Toeschouwers: 27.459 Scheidsrechter: Harm Osmers Video-assistent: Robert Schröder AVAR: Daniel Schlager |
| 22 februari 2024 21:00 uur                                               |                |         |                                | Stadion: Wojska Polskiegostadion, Warschau Toeschouwers: 27.459 Scheidsrechter: Harm Osmers Video-assistent: Robert Schröder AVAR: Daniel Schlager |
| Bijz.: Molde FK won over twee wedstrijden met een totaalscore van 6 – 3. |                |         |                                | |

|                            |               |         |          | |
| 15 februari 2024 21:00 uur | Maccabi Haifa | 1 – 0   | KAA Gent | Stadion: Bozsik Aréna, Boedapest Toeschouwers: 1.274 Scheidsrechter: William Collum Video-assistent: David Coote AVAR: Andrew Dallas |
| 15 februari 2024 21:00 uur | Pierrot 65'   | Verslag |          | Stadion: Bozsik Aréna, Boedapest Toeschouwers: 1.274 Scheidsrechter: William Collum Video-assistent: David Coote AVAR: Andrew Dallas |
| 15 februari 2024 21:00 uur |               |         |          | Stadion: Bozsik Aréna, Boedapest Toeschouwers: 1.274 Scheidsrechter: William Collum Video-assistent: David Coote AVAR: Andrew Dallas |
| 15 februari 2024 21:00 uur |               |         |          | Stadion: Bozsik Aréna, Boedapest Toeschouwers: 1.274 Scheidsrechter: William Collum Video-assistent: David Coote AVAR: Andrew Dallas |
|                            |               |         |          | |

|                                                                               |                |         |                              | |
| 21 februari 2024 18:00 uur                                                    | KAA Gent       | 1 – 1   | Maccabi Haifa                | Stadion: Ghelamco Arena, Gent Toeschouwers: 0 Scheidsrechter: Matej Jug Video-assistent: Alen Borošak AVAR: Dragoslav Perič |
| 21 februari 2024 18:00 uur                                                    | Tissoudali 69' | Verslag | 4' Pierrot 12', 72' Sundgren | Stadion: Ghelamco Arena, Gent Toeschouwers: 0 Scheidsrechter: Matej Jug Video-assistent: Alen Borošak AVAR: Dragoslav Perič |
| 21 februari 2024 18:00 uur                                                    |                |         |                              | Stadion: Ghelamco Arena, Gent Toeschouwers: 0 Scheidsrechter: Matej Jug Video-assistent: Alen Borošak AVAR: Dragoslav Perič |
| 21 februari 2024 18:00 uur                                                    |                |         |                              | Stadion: Ghelamco Arena, Gent Toeschouwers: 0 Scheidsrechter: Matej Jug Video-assistent: Alen Borošak AVAR: Dragoslav Perič |
| Bijz.: Maccabi Haifa won over twee wedstrijden met een totaalscore van 2 – 1. |                |         |                              | |

#### Achtste finales

##### Loting
De loting vond plaats op 23 februari 2024. De heenwedstrijden werden gespeeld op 7 maart 2024, de terugwedstrijden op 14 maart 2024.
| Groepswinnaar (geplaatst) | Groepswinnaar (geplaatst) |                    | Winnaars tussenronde (ongeplaatst) |
| Groep                     | Team                      | Teams              |                                    |
| ------------------------- | ------------------------- | ------------------ | ---------------------------------- |
| A                         | Lille OSC                 | Maccabi Haifa      |                                    |
| B                         | Maccabi Tel Aviv          | Sturm Graz         |                                    |
| C                         | Viktoria Pilsen           | Servette FC        |                                    |
| D                         | Club Brugge               | Union Sint-Gillis  |                                    |
| E                         | Aston Villa               | GNK Dinamo Zagreb  |                                    |
| F                         | Fiorentina                | Olympiakos Piraeus |                                    |
| G                         | PAOK Saloniki             | Ajax               |                                    |
| H                         | Fenerbahçe SK             | Molde FK           |                                    |

| Legenda               |
| Geplaatst Ongeplaatst |

| Team 1             | Tot.               | Team 2             | 1e wedstr. | 2e wedstr.   |
| ------------------ | ------------------ | ------------------ | ---------- | ------------ |
| Servette FC        | 0 – 0 (1 – 3 n.s.) | FC Viktoria Pilsen | 0 – 0      | 0 – 0        |
| Ajax               | 0 – 4              | Aston Villa FC     | 0 – 0      | 0 – 4        |
| Molde FK           | 2 – 4              | Club Brugge        | 2 – 1      | 0 – 3        |
| Union Sint-Gillis  | 1 – 3              | Fenerbahçe SK      | 0 – 3      | 1 – 0        |
| GNK Dinamo Zagreb  | 3 – 5              | PAOK Saloniki      | 2 – 0      | 1 – 5        |
| SK Sturm Graz      | 1 – 4              | Lille OSC          | 0 – 3      | 1 – 1        |
| Maccabi Haifa      | 4 – 5              | ACF Fiorentina     | 3 – 4      | 1 – 1        |
| Olympiakos Piraeus | 7 – 5              | Maccabi Tel Aviv   | 1 – 4      | 6 – 1 (n.v.) |

##### Wedstrijden

###### Heen- en terugwedstrijden
|                        |          |       |                 | |
| 7 maart 2024 21:00 uur | Servette | 0 – 0 | Viktoria Pilsen | Stadion: Stade de Genève, Lancy Toeschouwers: 15.354 Scheidsrechter: Morten Krogh Video-assistent: Jonas Hansen AVAR: Jakob Kehlet |
| 7 maart 2024 21:00 uur | Verslag  |       |                 | Stadion: Stade de Genève, Lancy Toeschouwers: 15.354 Scheidsrechter: Morten Krogh Video-assistent: Jonas Hansen AVAR: Jakob Kehlet |
| 7 maart 2024 21:00 uur |          |       |                 | Stadion: Stade de Genève, Lancy Toeschouwers: 15.354 Scheidsrechter: Morten Krogh Video-assistent: Jonas Hansen AVAR: Jakob Kehlet |
| 7 maart 2024 21:00 uur |          |       |                 | Stadion: Stade de Genève, Lancy Toeschouwers: 15.354 Scheidsrechter: Morten Krogh Video-assistent: Jonas Hansen AVAR: Jakob Kehlet |
|                        |          |       |                 | |

| |                     |                         |                                          | |
| 14 maart 2024 18:45 uur                                                                                         | Viktoria Pilsen     | 0 – 0 (n.v.) 3 – 1 pen. | Servette                                 | Stadion: Doosan Arena, Pilsen Toeschouwers: 11.225 Scheidsrechter: William Collum Video-assistent: David Coote AVAR: Andrew Dallas |
| 14 maart 2024 18:45 uur                                                                                         | Verslag             |                         |                                          | Stadion: Doosan Arena, Pilsen Toeschouwers: 11.225 Scheidsrechter: William Collum Video-assistent: David Coote AVAR: Andrew Dallas |
| 14 maart 2024 18:45 uur                                                                                         | Strafschoppen       |                         |                                          | Stadion: Doosan Arena, Pilsen Toeschouwers: 11.225 Scheidsrechter: William Collum Video-assistent: David Coote AVAR: Andrew Dallas |
| 14 maart 2024 18:45 uur                                                                                         | Chorý Mosquera Šulc |                         | Stevanović Guillemenot Severin Tsunemoto | Stadion: Doosan Arena, Pilsen Toeschouwers: 11.225 Scheidsrechter: William Collum Video-assistent: David Coote AVAR: Andrew Dallas |
| Bijz.: FC Viktoria Pilsen speelde over twee wedstrijden 0 – 0 gelijk, maar won de strafschoppenserie met 3 – 1. |                     |                         |                                          | |

|                        |                  |         |                | |
| 7 maart 2024 18:45 uur | Ajax             | 0 – 0   | Aston Villa    | Stadion: Johan Cruijff ArenA, Amsterdam Toeschouwers: 52.197 Scheidsrechter: Enea Jorgji Video-assistent: Luca Pairetto AVAR: Aleandro Di Paolo |
| 7 maart 2024 18:45 uur | Gooijer 68', 86' | Verslag | 25', 83' Konsa | Stadion: Johan Cruijff ArenA, Amsterdam Toeschouwers: 52.197 Scheidsrechter: Enea Jorgji Video-assistent: Luca Pairetto AVAR: Aleandro Di Paolo |
| 7 maart 2024 18:45 uur |                  |         |                | Stadion: Johan Cruijff ArenA, Amsterdam Toeschouwers: 52.197 Scheidsrechter: Enea Jorgji Video-assistent: Luca Pairetto AVAR: Aleandro Di Paolo |
| 7 maart 2024 18:45 uur |                  |         |                | Stadion: Johan Cruijff ArenA, Amsterdam Toeschouwers: 52.197 Scheidsrechter: Enea Jorgji Video-assistent: Luca Pairetto AVAR: Aleandro Di Paolo |
|                        |                  |         |                | |

|                                                                                |                                            |         |                    | |
| 14 maart 2024 21:00 uur                                                        | Aston Villa                                | 4 – 0   | Ajax               | Stadion: Villa Park, Birmingham Toeschouwers: 37.916 Scheidsrechter: Orel Grinfeeld Video-assistent: Ziv Adler AVAR: Roi Reinshreiber |
| 14 maart 2024 21:00 uur                                                        | Watkins 25' Bailey 60' Durán 75' Diaby 81' | Verslag | 14', 66' Mannsverk | Stadion: Villa Park, Birmingham Toeschouwers: 37.916 Scheidsrechter: Orel Grinfeeld Video-assistent: Ziv Adler AVAR: Roi Reinshreiber |
| 14 maart 2024 21:00 uur                                                        |                                            |         |                    | Stadion: Villa Park, Birmingham Toeschouwers: 37.916 Scheidsrechter: Orel Grinfeeld Video-assistent: Ziv Adler AVAR: Roi Reinshreiber |
| 14 maart 2024 21:00 uur                                                        |                                            |         |                    | Stadion: Villa Park, Birmingham Toeschouwers: 37.916 Scheidsrechter: Orel Grinfeeld Video-assistent: Ziv Adler AVAR: Roi Reinshreiber |
| Bijz.: Aston Villa FC won over twee wedstrijden met een totaalscore van 4 – 0. |                                            |         |                    | |

|                        |                                |         |                      | |
| 7 maart 2024 18:45 uur | Molde                          | 2 – 1   | Club Brugge          | Stadion: Akerstadion, Molde Toeschouwers: 9.267 Scheidsrechter: Filip Glova Video-assistent: Fedayi San AVAR: Michal Ocenáš |
| 7 maart 2024 18:45 uur | Stenevik 43' Gulbrandsen 90+2' | Verslag | 85' (pen.) De Cuyper | Stadion: Akerstadion, Molde Toeschouwers: 9.267 Scheidsrechter: Filip Glova Video-assistent: Fedayi San AVAR: Michal Ocenáš |
| 7 maart 2024 18:45 uur |                                |         |                      | Stadion: Akerstadion, Molde Toeschouwers: 9.267 Scheidsrechter: Filip Glova Video-assistent: Fedayi San AVAR: Michal Ocenáš |
| 7 maart 2024 18:45 uur |                                |         |                      | Stadion: Akerstadion, Molde Toeschouwers: 9.267 Scheidsrechter: Filip Glova Video-assistent: Fedayi San AVAR: Michal Ocenáš |
|                        |                                |         |                      | |

|                                                                                |                                  |         |       | |
| 14 maart 2024 21:00 uur                                                        | Club Brugge                      | 3 – 0   | Molde | Stadion: Jan Breydelstadion, Brugge Toeschouwers: 11.858 Scheidsrechter: Radu Petrescu Video-assistent: Ovidiu Haţegan AVAR: Sebastian Colţescu |
| 14 maart 2024 21:00 uur                                                        | Skov Olsen 45+1', 48' Skóraś 70' | Verslag |       | Stadion: Jan Breydelstadion, Brugge Toeschouwers: 11.858 Scheidsrechter: Radu Petrescu Video-assistent: Ovidiu Haţegan AVAR: Sebastian Colţescu |
| 14 maart 2024 21:00 uur                                                        |                                  |         |       | Stadion: Jan Breydelstadion, Brugge Toeschouwers: 11.858 Scheidsrechter: Radu Petrescu Video-assistent: Ovidiu Haţegan AVAR: Sebastian Colţescu |
| 14 maart 2024 21:00 uur                                                        |                                  |         |       | Stadion: Jan Breydelstadion, Brugge Toeschouwers: 11.858 Scheidsrechter: Radu Petrescu Video-assistent: Ovidiu Haţegan AVAR: Sebastian Colţescu |
| Bijz.: Club Brugge KV won over twee wedstrijden met een totaalscore van 4 – 2. |                                  |         |       | |

|                        |                   |         |                                                  | |
| 7 maart 2024 21:00 uur | Union Sint-Gillis | 0 – 3   | Fenerbahçe                                       | Stadion: Lotto Park, Anderlecht Toeschouwers: 13.522 Scheidsrechter: João Pinheiro Video-assistent: Tiago Martins AVAR: Hugo Miguel |
| 7 maart 2024 21:00 uur |                   | Verslag | 20' Batshuayi 84' Oosterwolde 90+4' (pen.) Tadić | Stadion: Lotto Park, Anderlecht Toeschouwers: 13.522 Scheidsrechter: João Pinheiro Video-assistent: Tiago Martins AVAR: Hugo Miguel |
| 7 maart 2024 21:00 uur |                   |         |                                                  | Stadion: Lotto Park, Anderlecht Toeschouwers: 13.522 Scheidsrechter: João Pinheiro Video-assistent: Tiago Martins AVAR: Hugo Miguel |
| 7 maart 2024 21:00 uur |                   |         |                                                  | Stadion: Lotto Park, Anderlecht Toeschouwers: 13.522 Scheidsrechter: João Pinheiro Video-assistent: Tiago Martins AVAR: Hugo Miguel |
|                        |                   |         |                                                  | |

|                                                                               |            |         |                   | |
| 14 maart 2024 18:45 uur                                                       | Fenerbahçe | 0 – 1   | Union Sint-Gillis | Stadion: Şükrü Saracoğlustadion, Istanboel Toeschouwers: 35.605 Scheidsrechter: Nikola Dabanović Video-assistent: Carlos del Cerro Grande AVAR: Fran Jović |
| 14 maart 2024 18:45 uur                                                       |            | Verslag | 68' Rasmussen     | Stadion: Şükrü Saracoğlustadion, Istanboel Toeschouwers: 35.605 Scheidsrechter: Nikola Dabanović Video-assistent: Carlos del Cerro Grande AVAR: Fran Jović |
| 14 maart 2024 18:45 uur                                                       |            |         |                   | Stadion: Şükrü Saracoğlustadion, Istanboel Toeschouwers: 35.605 Scheidsrechter: Nikola Dabanović Video-assistent: Carlos del Cerro Grande AVAR: Fran Jović |
| 14 maart 2024 18:45 uur                                                       |            |         |                   | Stadion: Şükrü Saracoğlustadion, Istanboel Toeschouwers: 35.605 Scheidsrechter: Nikola Dabanović Video-assistent: Carlos del Cerro Grande AVAR: Fran Jović |
| Bijz.: Fenerbahçe SK won over twee wedstrijden met een totaalscore van 3 – 1. |            |         |                   | |

|                        |                   |         |               | |
| 7 maart 2024 21:00 uur | Dinamo Zagreb     | 2 – 0   | PAOK Saloniki | Stadion: Maksimirstadion, Zagreb Toeschouwers: 18.562 Scheidsrechter: Aliyar Ağayev Video-assistent: Sascha Stegemann AVAR: Pascal Müller |
| 7 maart 2024 21:00 uur | Petković 37', 71' | Verslag |               | Stadion: Maksimirstadion, Zagreb Toeschouwers: 18.562 Scheidsrechter: Aliyar Ağayev Video-assistent: Sascha Stegemann AVAR: Pascal Müller |
| 7 maart 2024 21:00 uur |                   |         |               | Stadion: Maksimirstadion, Zagreb Toeschouwers: 18.562 Scheidsrechter: Aliyar Ağayev Video-assistent: Sascha Stegemann AVAR: Pascal Müller |
| 7 maart 2024 21:00 uur |                   |         |               | Stadion: Maksimirstadion, Zagreb Toeschouwers: 18.562 Scheidsrechter: Aliyar Ağayev Video-assistent: Sascha Stegemann AVAR: Pascal Müller |
|                        |                   |         |               | |

|                                                                               |                                                                             |         |               | |
| 14 maart 2024 18:45 uur                                                       | PAOK Saloniki                                                               | 5 – 1   | Dinamo Zagreb | Stadion: Toumbastadion, Thessaloniki Toeschouwers: 19.701 Scheidsrechter: Harm Osmers Video-assistent: Sören Storks AVAR: Benjamin Brand |
| 14 maart 2024 18:45 uur                                                       | Rahman 27' Sučić 33' (e.g.) Brandon 42' Koulierakis 72' Živković 88' (pen.) | Verslag | 49' Hoxha     | Stadion: Toumbastadion, Thessaloniki Toeschouwers: 19.701 Scheidsrechter: Harm Osmers Video-assistent: Sören Storks AVAR: Benjamin Brand |
| 14 maart 2024 18:45 uur                                                       |                                                                             |         |               | Stadion: Toumbastadion, Thessaloniki Toeschouwers: 19.701 Scheidsrechter: Harm Osmers Video-assistent: Sören Storks AVAR: Benjamin Brand |
| 14 maart 2024 18:45 uur                                                       |                                                                             |         |               | Stadion: Toumbastadion, Thessaloniki Toeschouwers: 19.701 Scheidsrechter: Harm Osmers Video-assistent: Sören Storks AVAR: Benjamin Brand |
| Bijz.: PAOK Saloniki won over twee wedstrijden met een totaalscore van 5 – 3. |                                                                             |         |               | |

|                        |            |         |                             | |
| 7 maart 2024 18:45 uur | Sturm Graz | 0 – 3   | Lille                       | Stadion: Merkur Arena, Graz Toeschouwers: 13.825 Scheidsrechter: Bartosz Frankowski Video-assistent: Tomasz Kwiatkowski AVAR: Pawel Pskit |
| 7 maart 2024 18:45 uur |            | Verslag | 29', 51' David 71' Zhegrova | Stadion: Merkur Arena, Graz Toeschouwers: 13.825 Scheidsrechter: Bartosz Frankowski Video-assistent: Tomasz Kwiatkowski AVAR: Pawel Pskit |
| 7 maart 2024 18:45 uur |            |         |                             | Stadion: Merkur Arena, Graz Toeschouwers: 13.825 Scheidsrechter: Bartosz Frankowski Video-assistent: Tomasz Kwiatkowski AVAR: Pawel Pskit |
| 7 maart 2024 18:45 uur |            |         |                             | Stadion: Merkur Arena, Graz Toeschouwers: 13.825 Scheidsrechter: Bartosz Frankowski Video-assistent: Tomasz Kwiatkowski AVAR: Pawel Pskit |
|                        |            |         |                             | |

|                                                                           |            |         |               | |
| 14 maart 2024 21:00 uur                                                   | Lille      | 1 – 1   | Sturm Graz    | Stadion: Stade Pierre-Mauroy, Villeneuve-d'Ascq Toeschouwers: 17.888 Scheidsrechter: Matej Jug Video-assistent: Nejc Kajtazović AVAR: Asmir Sagrković |
| 14 maart 2024 21:00 uur                                                   | Santos 43' | Verslag | 45+1' Biereth | Stadion: Stade Pierre-Mauroy, Villeneuve-d'Ascq Toeschouwers: 17.888 Scheidsrechter: Matej Jug Video-assistent: Nejc Kajtazović AVAR: Asmir Sagrković |
| 14 maart 2024 21:00 uur                                                   |            |         |               | Stadion: Stade Pierre-Mauroy, Villeneuve-d'Ascq Toeschouwers: 17.888 Scheidsrechter: Matej Jug Video-assistent: Nejc Kajtazović AVAR: Asmir Sagrković |
| 14 maart 2024 21:00 uur                                                   |            |         |               | Stadion: Stade Pierre-Mauroy, Villeneuve-d'Ascq Toeschouwers: 17.888 Scheidsrechter: Matej Jug Video-assistent: Nejc Kajtazović AVAR: Asmir Sagrković |
| Bijz.: Lille OSC won over twee wedstrijden met een totaalscore van 4 – 1. |            |         |               | |

|                        |                                               |         |                                                 | |
| 7 maart 2024 21:00 uur | Maccabi Haifa                                 | 3 – 4   | Fiorentina                                      | Stadion: Bozsik Aréna, Boedapest Toeschouwers: 1.589 Scheidsrechter: Donatas Rumšas Video-assistent: David Coote AVAR: Stuart Attwell |
| 7 maart 2024 21:00 uur | Seck 12' Kinda 29' Khalaili 67' Show 69', 80' | Verslag | 2' Nzola 58' Beltrán 73' Mandragora 90+5' Barák | Stadion: Bozsik Aréna, Boedapest Toeschouwers: 1.589 Scheidsrechter: Donatas Rumšas Video-assistent: David Coote AVAR: Stuart Attwell |
| 7 maart 2024 21:00 uur |                                               |         |                                                 | Stadion: Bozsik Aréna, Boedapest Toeschouwers: 1.589 Scheidsrechter: Donatas Rumšas Video-assistent: David Coote AVAR: Stuart Attwell |
| 7 maart 2024 21:00 uur |                                               |         |                                                 | Stadion: Bozsik Aréna, Boedapest Toeschouwers: 1.589 Scheidsrechter: Donatas Rumšas Video-assistent: David Coote AVAR: Stuart Attwell |
|                        |                                               |         |                                                 | |

|                                                                                |            |         |               | |
| 14 maart 2024 18:45 uur                                                        | Fiorentina | 1 – 1   | Maccabi Haifa | Stadion: Stadio Artemio Franchi, Florence Toeschouwers: 6.838 Scheidsrechter: Irfan Peljto Video-assistent: Juan Martínez Munuera AVAR: Ivan Bebek |
| 14 maart 2024 18:45 uur                                                        | Barák 59'  | Verslag | 88' Khalaili  | Stadion: Stadio Artemio Franchi, Florence Toeschouwers: 6.838 Scheidsrechter: Irfan Peljto Video-assistent: Juan Martínez Munuera AVAR: Ivan Bebek |
| 14 maart 2024 18:45 uur                                                        |            |         |               | Stadion: Stadio Artemio Franchi, Florence Toeschouwers: 6.838 Scheidsrechter: Irfan Peljto Video-assistent: Juan Martínez Munuera AVAR: Ivan Bebek |
| 14 maart 2024 18:45 uur                                                        |            |         |               | Stadion: Stadio Artemio Franchi, Florence Toeschouwers: 6.838 Scheidsrechter: Irfan Peljto Video-assistent: Juan Martínez Munuera AVAR: Ivan Bebek |
| Bijz.: ACF Fiorentina won over twee wedstrijden met een totaalscore van 5 – 4. |            |         |               | |

|                        |                    |         |                                     | |
| 7 maart 2024 18:45 uur | Olympiakos Piraeus | 1 – 4   | Maccabi Tel Aviv                    | Stadion: Tofikh Bakhramovstadion, Bakoe Toeschouwers: 31.054 Scheidsrechter: Craig Pawson Video-assistent: Chris Kavanagh AVAR: Jarred Gillett |
| 7 maart 2024 18:45 uur | El Kaabi 13'       | Verslag | 4', 30' Zahavi 9' Shahar 74' Peretz | Stadion: Tofikh Bakhramovstadion, Bakoe Toeschouwers: 31.054 Scheidsrechter: Craig Pawson Video-assistent: Chris Kavanagh AVAR: Jarred Gillett |
| 7 maart 2024 18:45 uur |                    |         |                                     | Stadion: Tofikh Bakhramovstadion, Bakoe Toeschouwers: 31.054 Scheidsrechter: Craig Pawson Video-assistent: Chris Kavanagh AVAR: Jarred Gillett |
| 7 maart 2024 18:45 uur |                    |         |                                     | Stadion: Tofikh Bakhramovstadion, Bakoe Toeschouwers: 31.054 Scheidsrechter: Craig Pawson Video-assistent: Chris Kavanagh AVAR: Jarred Gillett |
|                        |                    |         |                                     | |

| |                   |              |                                                                         | |
| 14 maart 2024 21:00 uur                                                                                        | Maccabi Tel Aviv  | 1 – 6 (n.v.) | Olympiakos Piraeus                                                      | Stadion: TSC Arena, Bačka Topola Toeschouwers: 370 Scheidsrechter: Maurizio Mariani Video-assistent: Marco Di Bello AVAR: Gianluca Aureliano |
| 14 maart 2024 21:00 uur                                                                                        | Zahavi 57' (pen.) | Verslag      | 10' Podence 36' Fortounis 45+3', 65' El Kaabi 93' Jovetić 103' El-Arabi | Stadion: TSC Arena, Bačka Topola Toeschouwers: 370 Scheidsrechter: Maurizio Mariani Video-assistent: Marco Di Bello AVAR: Gianluca Aureliano |
| 14 maart 2024 21:00 uur                                                                                        |                   |              |                                                                         | Stadion: TSC Arena, Bačka Topola Toeschouwers: 370 Scheidsrechter: Maurizio Mariani Video-assistent: Marco Di Bello AVAR: Gianluca Aureliano |
| 14 maart 2024 21:00 uur                                                                                        |                   |              |                                                                         | Stadion: TSC Arena, Bačka Topola Toeschouwers: 370 Scheidsrechter: Maurizio Mariani Video-assistent: Marco Di Bello AVAR: Gianluca Aureliano |
| Bijz.: Olympiakos Piraeus speelde over over twee wedstrijden 5 – 5 gelijk, maar won na verlengingen met 7 – 5. |                   |              |                                                                         | |

#### Kwartfinales
De loting vond plaats op 15 maart 2024. De heenwedstrijd werden gespeeld op 11 april 2024. Op 18 april 2024 vonden de terugwedstrijden plaats.

##### Loting
| Team 1             | Tot.                | Team 2        | 1e wedstr. | 2e wedstr. |
| ------------------ | ------------------- | ------------- | ---------- | ---------- |
| Club Brugge        | 3 – 0               | PAOK Saloniki | 1 – 0      | 2 – 0      |
| Olympiakos Piraeus | 3 – 3 (3 – 2 n.s.)  | Fenerbahçe SK | 3 – 2      | 0 – 1 n.v. |
| Aston Villa        | 3 – 3 (4 – 3 n.s.)) | Lille OSC     | 2 – 1      | 1 – 2 n.v. |
| Viktoria Pilsen    | 0 – 2               | Fiorentina    | 0 – 0      | 0 – 2 n.v. |

##### Wedstrijden

###### Heen- en terugwedstrijden
|                         |                               |         |               | |
| 11 april 2024 21:00 uur | Club Brugge                   | 1 – 0   | PAOK Saloniki | Stadion: Jan Breydelstadion, Brugge Toeschouwers: 19.917 Scheidsrechter: Daniel Siebert Video-assistent: Marco Fritz AVAR: Sören Storks |
| 11 april 2024 21:00 uur | Vetlesen 6' Thiago 78' (pen.) | Verslag |               | Stadion: Jan Breydelstadion, Brugge Toeschouwers: 19.917 Scheidsrechter: Daniel Siebert Video-assistent: Marco Fritz AVAR: Sören Storks |
| 11 april 2024 21:00 uur |                               |         |               | Stadion: Jan Breydelstadion, Brugge Toeschouwers: 19.917 Scheidsrechter: Daniel Siebert Video-assistent: Marco Fritz AVAR: Sören Storks |
| 11 april 2024 21:00 uur |                               |         |               | Stadion: Jan Breydelstadion, Brugge Toeschouwers: 19.917 Scheidsrechter: Daniel Siebert Video-assistent: Marco Fritz AVAR: Sören Storks |
|                         |                               |         |               | |

|                                                                             |               |         |                 | |
| 18 april 2024 21:00 uur                                                     | PAOK Saloniki | 0 – 2   | Club Brugge     | Stadion: Toumbastadion, Thessaloniki Toeschouwers: 24.738 Scheidsrechter: Davide Massa Video-assistent: Aleandro Di Paolo AVAR: Luca Pairetto |
| 18 april 2024 21:00 uur                                                     |               | Verslag | 33', 45' Jutglà | Stadion: Toumbastadion, Thessaloniki Toeschouwers: 24.738 Scheidsrechter: Davide Massa Video-assistent: Aleandro Di Paolo AVAR: Luca Pairetto |
| 18 april 2024 21:00 uur                                                     |               |         |                 | Stadion: Toumbastadion, Thessaloniki Toeschouwers: 24.738 Scheidsrechter: Davide Massa Video-assistent: Aleandro Di Paolo AVAR: Luca Pairetto |
| 18 april 2024 21:00 uur                                                     |               |         |                 | Stadion: Toumbastadion, Thessaloniki Toeschouwers: 24.738 Scheidsrechter: Davide Massa Video-assistent: Aleandro Di Paolo AVAR: Luca Pairetto |
| Bijz.: Club Brugge won over twee wedstrijden met een totaalscore van 3 – 0. |               |         |                 | |

|                         |                                        |         |                              | |
| 11 april 2024 18:45 uur | Olympiakos Piraeus                     | 3 – 2   | Fenerbahçe SK                | Stadion: Georgios Karaiskákisstadion, Piraeus Toeschouwers: 32.000 Scheidsrechter: Sandro Schärer Video-assistent: Bastian Dankert AVAR: Lionel Tschudi |
| 11 april 2024 18:45 uur | Fortounis 8' Jovetić 32' Chiquinho 57' | Verslag | 68' (pen.) Tadić 74' Kahveci | Stadion: Georgios Karaiskákisstadion, Piraeus Toeschouwers: 32.000 Scheidsrechter: Sandro Schärer Video-assistent: Bastian Dankert AVAR: Lionel Tschudi |
| 11 april 2024 18:45 uur |                                        |         |                              | Stadion: Georgios Karaiskákisstadion, Piraeus Toeschouwers: 32.000 Scheidsrechter: Sandro Schärer Video-assistent: Bastian Dankert AVAR: Lionel Tschudi |
| 11 april 2024 18:45 uur |                                        |         |                              | Stadion: Georgios Karaiskákisstadion, Piraeus Toeschouwers: 32.000 Scheidsrechter: Sandro Schärer Video-assistent: Bastian Dankert AVAR: Lionel Tschudi |
|                         |                                        |         |                              | |

| |                                     |                         |                                          | |
| 18 april 2024 21:00 uur | Fenerbahçe SK                       | 1 – 0 (n.v.) 2 – 3 pen. | Olympiakos Piraeus                       | Stadion: Şükrü Saracoğlustadion, Istanbul Toeschouwers: 44.040 Scheidsrechter: Tobias Stieler Video-assistent: Christian Dingert AVAR: Sascha Stegemann |
| 18 april 2024 21:00 uur | Kahveci 11'                         | Verslag                 | 72', 120' Ndoj                           | Stadion: Şükrü Saracoğlustadion, Istanbul Toeschouwers: 44.040 Scheidsrechter: Tobias Stieler Video-assistent: Christian Dingert AVAR: Sascha Stegemann |
| 18 april 2024 21:00 uur | Strafschoppen                       |                         |                                          | Stadion: Şükrü Saracoğlustadion, Istanbul Toeschouwers: 44.040 Scheidsrechter: Tobias Stieler Video-assistent: Christian Dingert AVAR: Sascha Stegemann |
| 18 april 2024 21:00 uur | Tadić Batshuayi Ünder Djiku Bonucci |                         | El Kaabi El-Arabi Horta Masouras Rodinei | Stadion: Şükrü Saracoğlustadion, Istanbul Toeschouwers: 44.040 Scheidsrechter: Tobias Stieler Video-assistent: Christian Dingert AVAR: Sascha Stegemann |
| Bijz.: Olympiakos Piraeus speelde over twee wedstrijden gelijk met een totaalscore van 3 – 3, maar won de strafschoppenserie met 3 – 2. |                                     |                         |                                          | |

|                         |                        |         |             | |
| 11 april 2024 21:00 uur | Aston Villa            | 2 – 1   | Lille OSC   | Stadion: Villa Park, Birmingham Toeschouwers: 38.638 Scheidsrechter: Espen Eskås Video-assistent: Dennis Higler AVAR: Pol van Boekel |
| 11 april 2024 21:00 uur | Watkins 13' McGinn 56' | Verslag | 84' Diakité | Stadion: Villa Park, Birmingham Toeschouwers: 38.638 Scheidsrechter: Espen Eskås Video-assistent: Dennis Higler AVAR: Pol van Boekel |
| 11 april 2024 21:00 uur |                        |         |             | Stadion: Villa Park, Birmingham Toeschouwers: 38.638 Scheidsrechter: Espen Eskås Video-assistent: Dennis Higler AVAR: Pol van Boekel |
| 11 april 2024 21:00 uur |                        |         |             | Stadion: Villa Park, Birmingham Toeschouwers: 38.638 Scheidsrechter: Espen Eskås Video-assistent: Dennis Higler AVAR: Pol van Boekel |
|                         |                        |         |             | |

| |                                    |                         |                                    | |
| 18 april 2024 18:45 uur | Lille OSC                          | 2 – 1 (n.v.) 3 – 4 pen. | Aston Villa                        | Stadion: Stade Pierre-Mauroy, Villeneuve-d'Ascq Toeschouwers: 47.093 Scheidsrechter: Ivan Kružliak Video-assistent: Pol van Boekel AVAR: Michal Ocenáš |
| 18 april 2024 18:45 uur | Yazıcı 15' André 68'               | Verslag                 | 87' Cash                           | Stadion: Stade Pierre-Mauroy, Villeneuve-d'Ascq Toeschouwers: 47.093 Scheidsrechter: Ivan Kružliak Video-assistent: Pol van Boekel AVAR: Michal Ocenáš |
| 18 april 2024 18:45 uur | Strafschoppen                      |                         |                                    | Stadion: Stade Pierre-Mauroy, Villeneuve-d'Ascq Toeschouwers: 47.093 Scheidsrechter: Ivan Kružliak Video-assistent: Pol van Boekel AVAR: Michal Ocenáš |
| 18 april 2024 18:45 uur | Bentaleb David Gomes Cabella André |                         | Tielemans Watkins Cash Bailey Luiz | Stadion: Stade Pierre-Mauroy, Villeneuve-d'Ascq Toeschouwers: 47.093 Scheidsrechter: Ivan Kružliak Video-assistent: Pol van Boekel AVAR: Michal Ocenáš |
| Bijz.: Aston Villa speelde over twee wedstrijden gelijk met een totaalscore van 3 – 3, maar won de strafschoppenserie met 4 – 3. |                                    |                         |                                    | |

|                         |                 |       |            | |
| 11 april 2024 18:45 uur | Viktoria Pilsen | 0 – 0 | Fiorentina | Stadion: Doosan Arena, Pilsen Toeschouwers: 11.470 Scheidsrechter: Orel Grinfeeld Video-assistent: Ziv Adler AVAR: Roi Reinshreiber |
| 11 april 2024 18:45 uur | Verslag         |       |            | Stadion: Doosan Arena, Pilsen Toeschouwers: 11.470 Scheidsrechter: Orel Grinfeeld Video-assistent: Ziv Adler AVAR: Roi Reinshreiber |
| 11 april 2024 18:45 uur |                 |       |            | Stadion: Doosan Arena, Pilsen Toeschouwers: 11.470 Scheidsrechter: Orel Grinfeeld Video-assistent: Ziv Adler AVAR: Roi Reinshreiber |
| 11 april 2024 18:45 uur |                 |       |            | Stadion: Doosan Arena, Pilsen Toeschouwers: 11.470 Scheidsrechter: Orel Grinfeeld Video-assistent: Ziv Adler AVAR: Roi Reinshreiber |
|                         |                 |       |            | |

| |                           |              |                 | |
| 18 april 2024 18:45 uur                                                                                                   | Fiorentina                | 2 – 0 (n.v.) | Viktoria Pilsen | Stadion: Stadio Artemio Franchi, Florence Toeschouwers: 19.418 Scheidsrechter: Jesús Gil Manzano Video-assistent: Alejandro Hernández AVAR: Guillermo Cuadra Fernández |
| 18 april 2024 18:45 uur                                                                                                   | González 92' Biraghi 108' | Verslag      | 66' Cadu        | Stadion: Stadio Artemio Franchi, Florence Toeschouwers: 19.418 Scheidsrechter: Jesús Gil Manzano Video-assistent: Alejandro Hernández AVAR: Guillermo Cuadra Fernández |
| 18 april 2024 18:45 uur                                                                                                   |                           |              |                 | Stadion: Stadio Artemio Franchi, Florence Toeschouwers: 19.418 Scheidsrechter: Jesús Gil Manzano Video-assistent: Alejandro Hernández AVAR: Guillermo Cuadra Fernández |
| 18 april 2024 18:45 uur                                                                                                   |                           |              |                 | Stadion: Stadio Artemio Franchi, Florence Toeschouwers: 19.418 Scheidsrechter: Jesús Gil Manzano Video-assistent: Alejandro Hernández AVAR: Guillermo Cuadra Fernández |
| Bijz.: Fiorentina speelde over twee wedstrijden gelijk met een totaalscore van 0 – 0, maar won na verlengingen met 2 – 0. |                           |              |                 | |

#### Halve finales
De loting vond plaats op 15 maart 2024. De heenwedstrijd werden gespeeld op 2 mei 2024. Op 8 en 9 mei 2024 vonden de terugwedstrijden plaats.

##### Loting
| Team 1      | Tot.  | Team 2             | 1e wedstr. | 2e wedstr. |
| ----------- | ----- | ------------------ | ---------- | ---------- |
| Aston Villa | 2 – 6 | Olympiakos Piraeus | 2 – 4      | 0 – 2      |
| Fiorentina  | 4 – 3 | Club Brugge        | 3 – 2      | 1 – 1      |

##### Wedstrijden

###### Heen- en terugwedstrijden
|                      |                                         |         |                                         | |
| 2 mei 2024 21:00 uur | Aston Villa                             | 2 – 4   | Olympiakos Piraeus                      | Stadion: Villa Park, Birmingham Toeschouwers: 41.220 Scheidsrechter: Marco Guida Video-assistent: Paolo Valeri AVAR: Massimiliano Irrati |
| 2 mei 2024 21:00 uur | Watkins 45+1' Diaby 52' Luiz 84' (pen.) | Verslag | 16', 29', 56' (pen.) El Kaabi 67' Hezze | Stadion: Villa Park, Birmingham Toeschouwers: 41.220 Scheidsrechter: Marco Guida Video-assistent: Paolo Valeri AVAR: Massimiliano Irrati |
| 2 mei 2024 21:00 uur |                                         |         |                                         | Stadion: Villa Park, Birmingham Toeschouwers: 41.220 Scheidsrechter: Marco Guida Video-assistent: Paolo Valeri AVAR: Massimiliano Irrati |
| 2 mei 2024 21:00 uur |                                         |         |                                         | Stadion: Villa Park, Birmingham Toeschouwers: 41.220 Scheidsrechter: Marco Guida Video-assistent: Paolo Valeri AVAR: Massimiliano Irrati |
|                      |                                         |         |                                         | |

|                                                                                    |                    |         |             | |
| 9 mei 2024 21:00 uur                                                               | Olympiakos Piraeus | 2 – 0   | Aston Villa | Stadion: Georgios Karaiskákisstadion, Piraeus Toeschouwers: 33.000 Scheidsrechter: Felix Zwayer Video-assistent: Bastian Dankert AVAR: Tiago Martins |
| 9 mei 2024 21:00 uur                                                               | El Kaabi 10', 78'  | Verslag |             | Stadion: Georgios Karaiskákisstadion, Piraeus Toeschouwers: 33.000 Scheidsrechter: Felix Zwayer Video-assistent: Bastian Dankert AVAR: Tiago Martins |
| 9 mei 2024 21:00 uur                                                               |                    |         |             | Stadion: Georgios Karaiskákisstadion, Piraeus Toeschouwers: 33.000 Scheidsrechter: Felix Zwayer Video-assistent: Bastian Dankert AVAR: Tiago Martins |
| 9 mei 2024 21:00 uur                                                               |                    |         |             | Stadion: Georgios Karaiskákisstadion, Piraeus Toeschouwers: 33.000 Scheidsrechter: Felix Zwayer Video-assistent: Bastian Dankert AVAR: Tiago Martins |
| Bijz.: Olympiakos Piraeus won over twee wedstrijden met een totaalscore van 6 – 2. |                    |         |             | |

|                      |                                   |         |                                                 | |
| 2 mei 2024 21:00 uur | Fiorentina                        | 3 – 2   | Club Brugge                                     | Stadion: Stadio Artemio Franchi, Florence Toeschouwers: 27.516 Scheidsrechter: Michael Oliver Video-assistent: Chris Kavanagh AVAR: Jarred Gillett |
| 2 mei 2024 21:00 uur | Sottil 5' Belotti 37' Nzola 90+1' | Verslag | 17' (pen.) Vanaken 58', 61' Onyedika 63' Thiago | Stadion: Stadio Artemio Franchi, Florence Toeschouwers: 27.516 Scheidsrechter: Michael Oliver Video-assistent: Chris Kavanagh AVAR: Jarred Gillett |
| 2 mei 2024 21:00 uur |                                   |         |                                                 | Stadion: Stadio Artemio Franchi, Florence Toeschouwers: 27.516 Scheidsrechter: Michael Oliver Video-assistent: Chris Kavanagh AVAR: Jarred Gillett |
| 2 mei 2024 21:00 uur |                                   |         |                                                 | Stadion: Stadio Artemio Franchi, Florence Toeschouwers: 27.516 Scheidsrechter: Michael Oliver Video-assistent: Chris Kavanagh AVAR: Jarred Gillett |
|                      |                                   |         |                                                 | |

|                                                                            |                           |         |                    | |
| 8 mei 2024 18:45 uur                                                       | Club Brugge               | 1 – 1   | Fiorentina         | Stadion: Jan Breydelstadion, Brugge Scheidsrechter: Halil Umut Meler Video-assistent: Marco Fritz AVAR: Alper Ulusoy |
| 8 mei 2024 18:45 uur                                                       | Vanaken 20' Odoi 72', 90' | Verslag | 85' (pen.) Beltrán | Stadion: Jan Breydelstadion, Brugge Scheidsrechter: Halil Umut Meler Video-assistent: Marco Fritz AVAR: Alper Ulusoy |
| 8 mei 2024 18:45 uur                                                       |                           |         |                    | Stadion: Jan Breydelstadion, Brugge Scheidsrechter: Halil Umut Meler Video-assistent: Marco Fritz AVAR: Alper Ulusoy |
| 8 mei 2024 18:45 uur                                                       |                           |         |                    | Stadion: Jan Breydelstadion, Brugge Scheidsrechter: Halil Umut Meler Video-assistent: Marco Fritz AVAR: Alper Ulusoy |
| Bijz.: Fiorentina won over twee wedstrijden met een totaalscore van 4 – 3. |                           |         |                    | |

#### Finale
De loting van 15 maart 2024 voor de kwart- en halve finales bepaalde de 'thuisspelende' club in de finale. De finale werd gespeeld op 29 mei 2024 in het Agia Sofiastadion.
|                       |                    |              |            | |
| 29 mei 2024 21:00 uur | Olympiakos Piraeus | 1 – 0 (n.v.) | Fiorentina | Stadion: Agia Sofiastadion, Athene Toeschouwers: 26.842 Scheidsrechter: Artur Soares Dias Video-assistent: Tiago Martins AVAR: Christian Dingert |
| 29 mei 2024 21:00 uur | El Kaabi 116'      | Verslag      |            | Stadion: Agia Sofiastadion, Athene Toeschouwers: 26.842 Scheidsrechter: Artur Soares Dias Video-assistent: Tiago Martins AVAR: Christian Dingert |
| 29 mei 2024 21:00 uur |                    |              |            | Stadion: Agia Sofiastadion, Athene Toeschouwers: 26.842 Scheidsrechter: Artur Soares Dias Video-assistent: Tiago Martins AVAR: Christian Dingert |
| 29 mei 2024 21:00 uur |                    |              |            | Stadion: Agia Sofiastadion, Athene Toeschouwers: 26.842 Scheidsrechter: Artur Soares Dias Video-assistent: Tiago Martins AVAR: Christian Dingert |
|                       |                    |              |            | |

## Statistieken

### Topscorers
| №  | Speler              | Club               | Goals | Speelminuten |
| -- | ------------------- | ------------------ | ----- | ------------ |
| 1. | Ayoub El Kaabi      | Olympiakos Piraeus | 11    | 845          |
| 2. | Eran Zahavi         | Maccabi Tel Aviv   | 8     | 726          |
| 3. | Bruno Petković      | Dinamo Zagreb      | 7     | 608          |
| 4. | Hans Vanaken        | Club Brugge        | 6     | 990          |
| 5. | Fredrik Gulbrandsen | Molde FK           | 5     | 349          |
| 5. | Benjamin Nygren     | FC Nordsjælland    | 5     | 368          |
| 5. | Gift Orban          | KAA Gent           | 5     | 389          |
| 5. | Yusuf Yazıcı        | Lille OSC          | 5     | 663          |
| 5. | Dor Peretz          | Maccabi Tel Aviv   | 5     | 750          |
| 5. | Ollie Watkins       | Aston Villa        | 5     | 755          |
| 5. | Igor Thiago         | Club Brugge        | 5     | 758          |

Bron: UEFA.

### Assists
| №   | Speler              | Club                | Goals | Speelminuten |
| --- | ------------------- | ------------------- | ----- | ------------ |
| 1.  | Farès Chaïbi        | Eintracht Frankfurt | 5     | 538          |
| 1.  | Leon Bailey         | Aston Villa         | 5     | 771          |
| 3.  | Fred                | Fenerbahçe SK       | 4     | 502          |
| 3.  | Rémy Cabella        | Lille OSC           | 4     | 535          |
| 3.  | Daniel Podence      | Olympiakos Piraeus  | 4     | 601          |
| 3.  | Gabi Kanichowsky    | Maccabi Tel Aviv    | 4     | 632          |
| 3.  | Sebastian Szymański | Fenerbahçe SK       | 4     | 636          |
| 3.  | Michał Skóraś       | Club Brugge         | 4     | 644          |
| 3.  | Douglas Luiz        | Aston Villa         | 4     | 901          |
| 10. | Markus André Kaasa  | Molde FK            | 3     | 341          |
| 10. | Árni Frederiksberg  | KÍ Klaksvík         | 3     | 422          |
| 10. | Tarik Tissoudali    | KAA Gent            | 3     | 582          |
| 10. | Bernard Tekpetey    | PFK Loedogorets     | 3     | 607          |
| 10. | Felício Milson      | Maccabi Tel Aviv    | 3     | 618          |
| 10. | Mohammad Abu Fani   | Ferencvárosi TC     | 3     | 672          |
| 10. | Taison              | PAOK Saloniki       | 3     | 773          |
| 10. | Kostas Fortounis    | Olympiakos Piraeus  | 3     | 787          |
| 10. | John McGinn         | Aston Villa         | 3     | 892          |

Bron: UEFA.

## Individuele prijzen
Speler van het Seizoen
- Ayoub El Kaabi ( Olympiakos Piraeus)[3]

Jonge Speler van het Seizoen
- Igor Thiago ( Club Brugge)[4]

Doelpunt van het Seizoen
- Ayoub El Kaabi ( Olympiakos Piraeus)[5]

Elftal van het Seizoen
- Pietro Terracciano ( ACF Fiorentina)
- Dodô ( ACF Fiorentina)
- Robin Hranáč ( Viktoria Pilsen)
- David Carmo ( Olympiakos Piraeus)
- Cristiano Biraghi ( ACF Fiorentina)
- Hans Vanaken ( Club Brugge)
- Kostas Fortounis ( Olympiakos Piraeus)
- John McGinn ( Aston Villa)
- Leon Bailey ( Aston Villa)
- Ayoub El Kaabi ( Olympiakos Piraeus)
- Daniel Podence ( Olympiakos Piraeus)

Overige Europese Bekertoernooien: UEFA Super Cup · UEFA Champions League · UEFA Europa League · Europacup I (Beker der Landskampioenen) · Europacup II (Beker der Bekerwinnaars) · UEFA Intertoto Cup